# Andrés Manuel López Obrador
Andrés Manuel López Obrador (Tepetitán, Tabasco, 13 de noviembre de 1953), referido también por las siglas AMLO, es un político, politólogo, administrador público y escritor mexicano que se desempeñó como presidente de México desde el 1 de diciembre de 2018 hasta el 30 de septiembre de 2024.
Inició su carrera política en las filas del Partido Revolucionario Institucional (PRI), sin embargo, su figura social y política trascendió de forma más notoria luego de la crisis política tras las polémicas elecciones presidenciales de 1988 y la consecuente fundación del Partido de la Revolución Democrática, ente político que conjuntó a las distintas fuerzas de izquierda históricas del país. Su notoriedad en la vida pública se vio acrecentada con el paso de los años con las discutidas elecciones de Tabasco de 1994; su actuar como presidente nacional del Partido de la Revolución Democrática (PRD) de 1996 a 1999; su elección, desempeño, las políticas sociales implementadas y sus desencuentros con otras figuras públicas mientras ejerció como jefe de Gobierno del Distrito Federal entre 2000 y 2005; las coyunturas que protagonizó como candidato a la presidencia de México por la Coalición Por el Bien de Todos, en el marco del Proceso electoral presidencial del 2006, como lo fueron los «Videoescándalos», el desafuero, las controversias en la campaña y las acusaciones de fraude electoral contra Felipe Calderón. 
Después se convirtió en una figura crítica de este último, realizó una estrategia de divulgación de su proyecto político al recorrer la totalidad de los municipios del país. Esto lo llevó a constituir en 2011 una asociación civil (Movimiento de Regeneración Nacional) que respaldara su candidatura y movilizara a la gente en pos de una eventual defensa del voto. Fue candidato por la coalición Movimiento Progresista en las elecciones presidenciales de 2012, sin embargo, y con un impacto menor de la elección anterior, en esta ocasión las acusaciones de irregularidades se centraron en la compra masiva de votos y el uso ilegal de recursos económicos o mediáticos en favor de Enrique Peña Nieto. Posteriormente sería presidente del partido Morena de 2015 a 2017. Sus elevados niveles de popularidad y el enfoque social de su proyecto, se conjuntaron con el descontento general provocado por la serie de problemáticas acarreadas en los últimos tres gobiernos (violencia y corrupción), para obtener su triunfo en las elecciones federales de 2018, como el candidato más votado en la historia. Postulado por la coalición Juntos Haremos Historia, conformada por Morena, el Partido del Trabajo (PT) y el Partido Encuentro Social (PES). El énfasis de su discurso en temas como la corrupción o la distribución de la riqueza, utilizando una «retórica de la indignación» y en detrimento de otros asuntos, ha motivado —entre otras razones— que lo cataloguen de populista por algunos analistas políticos.
Durante su gobierno se destacaron principalmente, la implementación de una política social que sentara las bases de un estado de bienestar, lo que dio como resultado la disminución, por primera vez en décadas, de los niveles de pobreza; el sostenimiento de la estabilidad macroeconómica en sus principales indicadores (crecimiento del PIB, tipo de cambio, ingreso, consumo, tasa de inflación, tasa de desempleo, balanza comercial, reservas internacionales e inversión extranjera), a pesar de las previsiones menores o las coyunturas internas y externas; y la habilitación de obras de infraestructura que generarían nuevos polos de desarrollo. En contraparte, tuvo pocos resultados favorables en salud y seguridad; por un lado los dos sistemas de asistencia sanitaria creados en su gobierno, no concretaron el plan de cobertura universal en atención y tratamientos, sobresaliendo sólo la recuperación de parte de la infraestructura abandonada de los sexenios anteriores y la campaña de vacunación en la pandemia de COVID-19; por otro lado, si bien se revirtió la tendencia alcista de la tasa de homicidios y se disminuyó la incidencia de varios delitos de alto impacto, la violencia focalizada en algunas zonas del país, continuó en los niveles de la década anterior.
El final de su gobierno marcó también el retiro en su carrera política de casi medio siglo, destacando como líder social de la izquierda mexicana y una de las figuras políticas más influyentes de América Latina en el presente siglo; al momento de dejar la presidencia conservaba elevados niveles de popularidad que oscilaban entre el 67 y el 80 % de aprobación.

## Primeros años
Los orígenes familiares de López Obrador son indígenas, españoles y africanos. Su abuelo materno llegó a México procedente de Ampuero, en Cantabria, España, y su abuela materna era hija de españoles provenientes de Asturias. Por parte de sus abuelos paternos, es de ascendencia indígena del sureste y afromexicana. Sobre esto, López Obrador escribió: 

«Desde el gobierno revolucionario de Madero mis abuelos maternos llegaron a radicar a Tabasco. En España los nombres antiguos tenían que ver con el oficio de la gente, y por eso los apellidos Zapatero, Carpintero, Pescador, Obrador. Mi bisabuela materna, originaria de Entrambasaguas, en Cantabria, se llamaba Felipa Revuelta. Mis abuelos paternos eran veracruzanos -de la cuenca del Papaloapan, jarochos a muchos orgullo- y corría por sus venas sangre blanca, india y negra».

Nació en la casa de su familia el 13 de noviembre de 1953 en la comunidad de Tepetitán, perteneciente al municipio de Macuspana, Tabasco. Sus padres fueron Andrés López Ramón y Manuela Obrador González, comerciantes tabasqueños y veracruzanos, siendo el primogénito de ambos. La familia López Obrador era de clase trabajadora dedicada al comercio, en sus primeros años se transportaban en cayuco por los abundantes ríos de Tabasco para ejercer el truque de productos como frijol, maíz, cerdos, pollos, y granos.
Estudió la primaria en la escuela "Marcos Becerra", la única del pueblo, y por las tardes ayudaba a sus padres en la primera tienda que abrieron: «La Posadita». A mediados de la década de 1960, la familia se mudó a Villahermosa, donde instaló la tienda de ropa y zapatos «Novedades Andrés». Ahí seguiría cursando sus estudios posteriores. En el tercer grado que cursó en la secundaria federal núm. 1 Jaime Torres Bodet, fue alumno de Rodolfo Lara Lagunas, quien impartía la clase de educación cívica y ética. Al Andrés Manuel adolescente no le gustaba la política, siendo así que se mantenía al margen de actividades como la organización de la sociedad de alumnos y la selección de jefes de grupo. En aquel entonces se limitaba a las responsabilidades como estudiante y a la práctica de su deporte favorito desde siempre: el béisbol. Lara Lagunas participó en los movimientos estudiantiles de los años 1960 y llegó a realizar huelgas de hambre, las crónicas sobre estos sucesos de la viva voz de Lara Lagunas, según el propio testimonio de López Obrador, comenzarían a despertar su interés por las cuestiones públicas siendo todavía muy joven.
Ente otras cosas y como parte de la época que corría, el profesor de secundaria participaría también en los comités de solidaridad con Vietnam y de apoyo a la Revolución cubana, aunque sus inicios como profesor fueron en Cuentepec (Morelos), para esos años un pueblo rural e indígena de menos de mil habitantes. A pesar de que tiempo atrás había conocido personalmente a Rubén Jaramillo, conoció allí a una mujer adulta mayor que solamente hablaba en náhuatl y que en su juventud había conocido a Emiliano Zapata, experiencia que a su vez despertó su interés en la historia y la política, debido a que su formación docente hasta entonces había estado orientada a la rama físico-matemática. Lara Lagunas sería uno de los organizadores del Frente Democrático Nacional en Tabasco, un activista más durante las acciones de resistencia civil contra el desafuero, y diputado federal del PRD por única vez, hasta la LXI Legislatura, de 2009 a 2012.
A los 19 años, López Obrador se mudó a la Ciudad de México para estudiar la licenciatura en ciencias políticas y administración pública en la Universidad Nacional Autónoma de México (UNAM) de 1973 a 1976, y presentó su tesis en 1987, titulada «Proceso de formación del Estado nacional en México 1824-1867», En su época universitaria, vivió en la «Casa del estudiante tabasqueño», en la calle Violeta de la colonia Guerrero (delegación Cuauhtémoc, hoy alcaldía Cuauhtémoc), al igual que muchos otros jóvenes del interior de la república que acudían a las «Casas de estudiantes» de la capital del país para poder tener estudios profesionales.

### Inicio de su carrera política
Sus inicios en la política formal ocurrieron en 1976, cuando fue estrecho colaborador en la campaña del poeta Carlos Pellicer Cámara al senado de la república, postulado por el PRI para representar al estado de Tabasco, quien tenía una trayectoria de compromiso político de realización de actividades filantrópicas a favor de los grupos indígenas de la entidad, en particular los mayas chontales. Se conocieron en una de las varias ocasiones en que Pellicer, quien ya era un artista consumado y reconocido a nivel nacional, recibía en su casa a grupos de jóvenes admiradores para conversar, hablar de literatura, y organizar proyectos sociales comunitarios. El joven López Obrador recorrería todo el estado de la mano del escritor, recogiendo problemas de la gente, haciendo propuestas y reivindicando los derechos de los pueblos indígenas.
En su estado natal se desempeñaría luego como director de estudios sectoriales en la Secretaría de Promoción local e impartiría algunos cursos en la Universidad Juárez Autónoma de Tabasco (UJAT). Laboró después como delegado de la Coordinación General del Plan Nacional de Zonas Deprimidas y Grupos Marginados (COPLAMAR), ahí tuvo sus primeras experiencias de trabajo de la mano con sectores sociales vulnerables, y en 1977 fue nombrado Director del Centro Coordinador Indigenista Chontal, delegación en el estado del Instituto Nacional Indigenista, en donde llevó a cabo la edición de libros en lengua indígena y el establecimiento de los primeros camellones para la agricultura en la entidad.
Asignado a la región de La Chontalpa, junto a un grupo de profesionistas jóvenes de varias disciplinas, encabezó el desarrollo de programas de autoconstrucción de vivienda, la creación de una radio cultural bilingüe, el fomento del crédito ganadero a la palabra, y el impulso a la alfabetización de personas de todas las edades. Durante su administración al frente del Instituto, era frecuente que se quedara a dormir en el suelo de los jacales que recorría durante el día, y a quedarse a tomar el pozol que le invitaban las familias a las que visitaba.
En los años de esa responsabilidad tuvo la oportunidad de ser visitado en algunas ocasiones por académicos en ciencias sociales y antropólogos, quienes estaban interesados en conocer de primera mano los dichos acerca de su exitosa gestión, tales fueron los casos de Rodolfo Stavenhagen y Guillermo Bonfil Batalla. Por otra parte, la escritora polaca Irena Majchrzak, con motivo de una visita a las zonas indígenas de Tabasco, dejó escrito en su libro Cartas a Salomón el siguiente testimonio:

La persona del director del INI se hizo un poco mítica en la región. Todos saben que se le puede encontrar en su oficina solo entre las siete y ocho de la mañana. Después sale para supervisar las actividades en el campo. Tuve la oportunidad de observar el ritual de su trabajo. Estaba sentado en su despacho en medio de una multitud y así atendía a las personas. Cada quien le iba entregando un papelito en el que estaba expuesto su problema. Había muchos problemas con las tierras limítrofes de los ejidatarios y sus vecinos. Los asuntos que se plantean en todas partes; que los animales entraron el campo sembrado, que el vecino sembró donde no le correspondía, etcétera. También había problemas con la construcción de las viviendas y otros que no pude captar bien porque los diálogos entre el director y la persona interesada eran muy breves y muy eficaces. El director se entraba de cada asunto y resolvía el problema casi inmediatamente. Nada de burocracia, nada de pedir requisitos, nada de «mañana». El director, como sabes, tiene 26 años y parece que para él no hay tiempo que perder. Eso no quiere decir que se le sintiera impaciente. Nada de eso. Todo era resuelto con la mayor atención y el mayor respeto posibles. Pero la idea de que no tenía tiempo para perder estaba en el aire, en el mismo ritmo con que arreglaba los asuntos y el mismo ritual que parecía ser bien conocido para todos. La eficacia, en una palabra.

Su desempeño al frente de la institución le conduciría a su otro mentor político luego de Pellicer, Enrique González Pedrero, quien además había sido maestro suyo en la Facultad de Ciencias Políticas y Sociales de la UNAM. González Pedrero recorrería junto a su esposa Julieta Campos la región Chontalpa con la guía de López Obrador para conocer el progreso de las obras. González Pedrero sería luego electo gobernador del estado en 1982 y convocaría a López Obrador para desempeñar varias actividades dentro de su gobierno.
El 30 de marzo de 1980 se casó con Rocío Beltrán Medina, a quien conoció en la Universidad Juárez Autónoma de Tabasco un año antes, mientras daba clases de sociología en la escuela de ciencias de la educación. En 1982 nació su primer hijo, José Ramón López Beltrán.
En ese mismo año fue director del centro de estudios políticos, económicos y sociales del PRI, para la campaña de González Pedrero a la gubernatura, y en enero de 1983 fue nombrado presidente del Comité Directivo Estatal del PRI. Al frente de ese cargo, trabajó con el gobernador Pedrero en la idea de alcanzar una reforma histórica al interior del PRI, para postular candidatos a presidentes municipales por el voto directo de la militancia en el partido, es decir, la democratización —algo que en alguna medida había intentado Carlos Alberto Madrazo Becerra en el gobierno de Díaz Ordaz, antes de ser obligado a renunciar—; además de proponer la «formación comités de base para transparentar el ejercicio presupuestal de las alcaldías». El plan comenzó con la primera elección democrática de los dirigentes de los comités seccionales del PRI en el estado, lo que generó inconformidad por parte de los alcaldes (quienes antes los designaban por dedazo), por lo que al poco tiempo, Obrador presentó su renuncia, convencido de que la reforma del PRI era imposible.
Fue luego nombrado, durante un lapso muy breve, Oficial Mayor del gobierno estatal, presentando su renuncia al prever las nuevas presiones políticas de las que sería objeto. Dirigió para ello una escueta carta de renuncia al gobernador González Pedrero: «Ciudadano Gobernador, desde siempre he dedicado mi trabajo a servir a las mayorías. Hoy usted me brinda la oportunidad de ocupar el honroso cargo de oficial mayor del gobierno que, siento, me aleja de ese propósito fundamental. En consecuencia, le estoy presentando mi renuncia con carácter de irrevocable». Antes de su salida definitiva del gobierno local, se le ofreció la candidatura a la presidencia municipal de Macuspana, como un último esfuerzo que evitase su ruptura, no obstante, declinó el cargo.
Regresó entonces a la Ciudad de México en 1984, en donde fue nombrado a cargo de la dirección de promoción social del Instituto Nacional del Consumidor, encabezado entonces por Clara Jusidman. En 1986 publicó su libro "Los primeros pasos, Tabasco, 1810-1867". En 1987 presentó su tesis de licenciatura y nació su segundo hijo, Andrés Manuel López Beltrán. En 1988 presentó su segundo libro, "Del esplendor a la sombra: La república restaurada, Tabasco, 1867-1976".

### Corriente Democrática

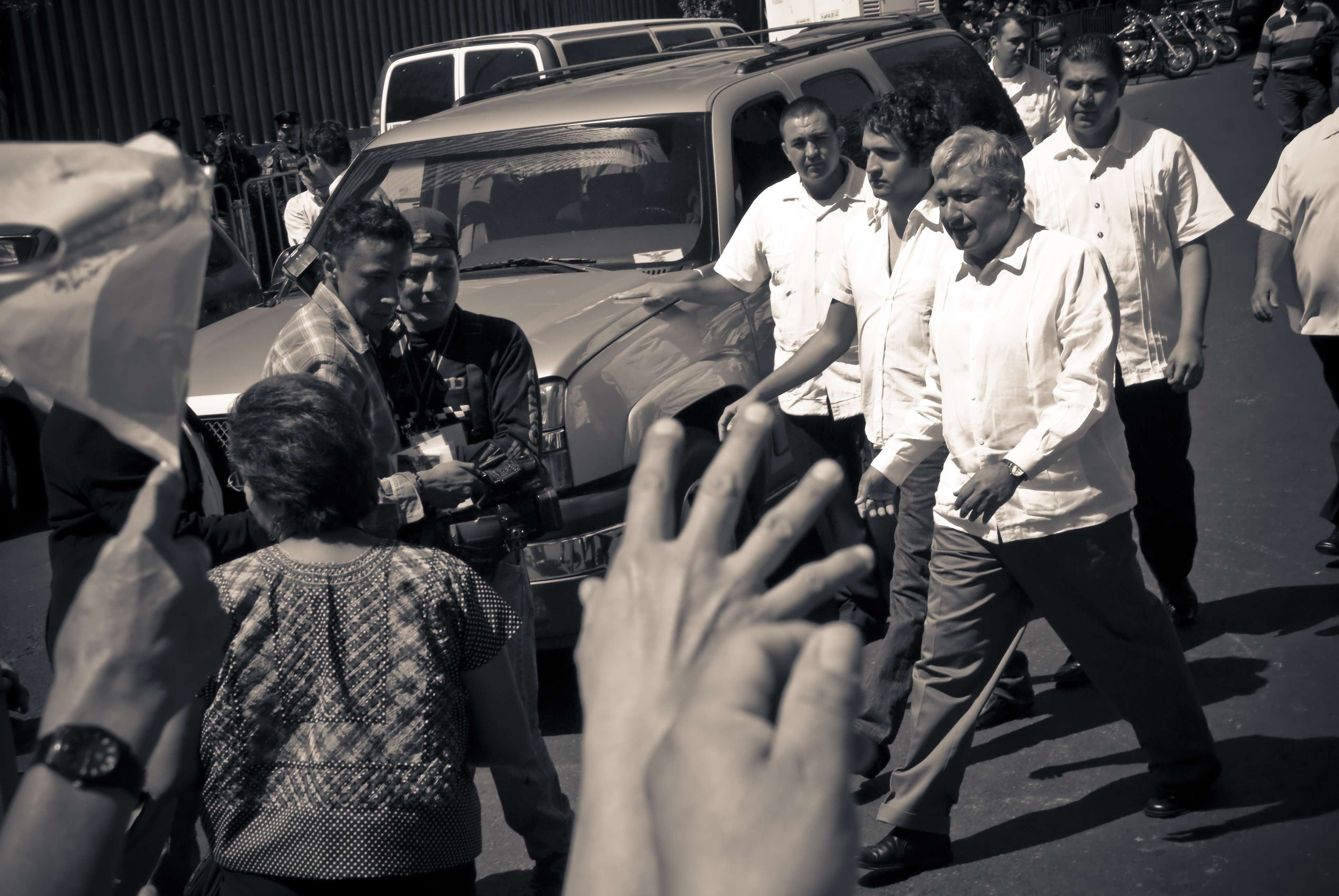
López Obrador en 2008.

En 1988 se unió a la Corriente Democrática, una facción del Partido Revolucionario Institucional que se opuso al tradicional método de selección de la candidatura presidencial, a la eventual candidatura de Carlos Salinas de Gortari para las elecciones de 1988 y a la nueva política económica neoliberal adoptada por el gobierno de Miguel de la Madrid; dicho movimiento se posicionó a favor de Cuauhtémoc Cárdenas, exgobernador de Michoacán y fundador de la facción junto a Porfirio Muñoz Ledo e Ifigenia Martínez. La Corriente Democrática derivó en el Frente Democrático Nacional (FDN), una coalición de partidos de izquierda que postularon a Cárdenas como candidato presidencial y a López Obrador como candidato a la gubernatura de Tabasco. Su candidatura del Frente Democrático fue respaldada por el Partido Mexicano Socialista (PMS), el Partido Popular Socialista (PPS) y el Partido del Frente Cardenista de Reconstrucción Nacional (PFCRN), contra Salvador Neme Castillo, del PRI. El pleno control sobre el proceso electoral que para entonces ejercía el gobierno, hacía imposible que hubiera una contienda equitativa en donde al final resultara ganadora una opción distinta al oficialismo. Al igual que como ocurriría a nivel nacional en el mismo año, se cuestionó la legitimidad y la limpieza de la elección debido a la expulsión de los representantes del FDN de las casillas, la adulteración de las actas y el relleno de urnas. Los resultados oficiales le reconocerían solo el 20.9 % de los votos emitidos, frente al 78.3 % del PRI-Gobierno.
Después del proceso electoral, el Frente exigió la anulación de los comicios, y en días posteriores a la jornada, la policía estatal desalojó con violencia los plantones que los frentistas habían establecido en algunos municipios, a la vez que ocurrían desapariciones forzadas y detenciones ilegales. La ruptura con el PRI, y la germinación histórica de una oposición creciente desde la izquierda a nivel nacional no pasó desapercibida por el todavía candidato Carlos Salinas de Gortari en 1988. Según testimonio de Clara Jusidman, durante un encuentro que sostuvo con el candidato para hacerle entrega de un estudio para su campaña, Salinas le preguntó: «¿Y Andrés, cómo va?» —refiriéndose a su candidatura al gobierno de Tabasco— a lo que Jusidman respondió «Ahí va». «¡Pues no va!» replicaría Salinas con contundencia.

## Militancia en el PRD

### Presidente estatal del PRD en Tabasco
En 1989 el Frente Democrático Nacional dio paso a la conformación del  Partido de la Revolución Democrática (PRD) del cual López Obrador se convertiría en su primer presidente en el estado de Tabasco, trabajaría en los inicios de organización del nuevo partido, y en la conformación de comités partidarios en cada colonia y municipio del estado.En 1990 presentó su tercer libro: "Tabasco, víctima de un fraude", sobre las elecciones de Tabasco de 1988. En 1991 nace su tercer hijo, Gonzalo Alfonso López Beltrán.
En las elecciones estatales de 1991 se le adjudicarían oficialmente al PRI 17 alcaldías, el PRD reclamaba por su parte la victoria en seis municipios, principalmente los de Nacajuca y Cárdenas. Con motivo de las disputas poselectorales se organizaría el denominado "Éxodo por la Democracia", una masiva movilización hacia la capital de la república para demandar la limpieza del proceso y la atención sobre las controversias. La marcha a pie inició en Villahermosa, Tabasco el 25 de noviembre de 1991, con la intención de llegar a la Ciudad de México durante la firma de los Acuerdos de Paz de Chapultepec entre el gobierno de El Salvador y el Frente Farabundo Martí para la Liberación Nacional. A la marcha hasta la capital del país se uniría Salvador Nava Martínez, quien había competido en ese mismo año para la gubernatura de su estado San Luis Potosí (apoyado por el PAN, el PRD y el PDM), y que en las mismas condiciones, e igualmente en una movilización hacia la Ciudad de México en meses previos, demandaba la reparación del proceso electoral de su estado natal, en donde también se había impuesto el PRI con las mismas prácticas entonces prevalecientes.
La caravana concluyó en la Plaza de la Constitución de la Ciudad de México el 11 de enero de 1992, con un discurso ante cuarenta mil simpatizantes. A pesar de que se concretaran acuerdos en la Secretaría de Gobernación, dirigida por Fernando Gutiérrez Barrios, para anular las elecciones más cuestionadas y establecer gobiernos municipales de transición, el gobernador Neme Castillo finalmente incumpliría con ellos y terminaría por presentar su renuncia.

### Elecciones estatales de Tabasco de 1994
Volvería a ser candidato a la gubernatura de Tabasco en las elecciones estatales de 1994 por el PRD. En este proceso, se le reconocieron oficialmente el 38.7% de los votos, frente al 57.5% de Roberto Madrazo, candidato del PRI.
En el proceso electoral nuevamente se hicieron presentes las históricas prácticas de defraudación electoral que imperaban en el antiguo régimen político mexicano: la designación de funcionarios de casilla por el gobierno, la coacción del voto, el acarreo, y el desvío de recursos públicos para favorecer al candidato oficial. Durante el proceso de cómputo, el programa de resultados preliminares se cayó tres veces, cambiando abruptamente de cifras en cada restablecimiento del sistema. Los entonces consejeros electorales del IFE, Santiago Creel Miranda y José Agustín Ortiz Pinchetti confirmaron en un estudio conjunto que hubo irregularidades en el 78% de las casillas instaladas. El Comité de Derechos Humanos de Tabasco declaró a las elecciones como «una perfecta farsa implementada por el PRI-Gobierno para aparentar unas elecciones libres que nunca se dieron». Madrazo Pintado defendió su triunfo y rehusó dialogar con el PRD considerando que «el PRI no compitió para negociar la voluntad popular».
Los perredistas instalaron un plantón permanente en la Plaza de Armas de Villahermosa, para evitar la toma de posesión de Roberto Madrazo como gobernador. El 31 de diciembre de 1994, Madrazo rindió protesta, pero no pudo entrar al Palacio de gobierno hasta finales de enero debido a las manifestaciones. Según documentos contables originales, Madrazo erogó en su campaña al menos 237 millones de pesos, una suma 60 veces superior al tope de gasto de campa legal establecido por la autoridad electoral. Madrazo, por su parte, promovió un litigio para evitar que se llevara a cabo una investigación por esto desde el orden federal, y luego de que se le fincara el inicio de un procedimiento de juicio político. El PRD demandaría la anulación de los comicios, petición a la que se sumaron el Partido Acción Nacional y el Partido del Trabajo. Posteriormente en una nueva marcha hacia la capital del país, se logró la mediación del entonces regente del Distrito Federal Manuel Camacho Solís para una interlocución con el gobierno de Ernesto Zedillo. No obstante, mientras tanto, Madrazo afianzó su poder local, entonces típicamente existente a la manera del priismo caciquil, y amenazó con romper el pacto federal en caso de que Zedillo buscara resolver el conflicto. Los conflictos poselectorales en Tabasco continuarían hasta el 2001.
Las manifestaciones derivaron en la renuncia del secretario de Gobernación, Esteban Moctezuma, tras negociar sin éxito la renuncia de Madrazo para acabar con las protestas. La "Caravana por la Democracia" de 1994 convirtió a López Obrador en uno de los políticos más populares del PRD y le permitió conocer a funcionarios del gobierno del Distrito Federal que lo acompañarían como jefe de Gobierno, entre ellos Marcelo Ebrard.
En ese mismo año de las elecciones federales y locales (1994), López Obrador sostuvo encuentros en dos ocasiones con el entonces candidato presidencial del PRI, Luis Donaldo Colosio Murrieta, en la residencia de Clara Jusidman, en ellas coincidieron en que había que terminar la política neoliberal salinista y lograr la apertura democrática, el último ocurrió el 21 de marzo de 1994, dos días después, el 23 de marzo de 1994 se produjo su asesinato en Lomas Taurinas, Tijuana.
En los años 1990 las actividades de Pemex en el estado de Tabasco representaron la invasión de tierras comunales y ejidales, así como la contaminación ambiental y de los recursos hídricos, esto concitaría un movimiento de personas afectadas que buscaban indemnizaciones por los daños sufridos. Durante una jornada de protesta de los afectados en tierras comunales y ejidales frente a un operativo policíaco-militar para replegar a los manifestantes, López Obrador intentaría entablar un diálogo con uno de los mandos a cargo de la intervención. Ante la falta de respuesta, se comenzó a entonar el himno nacional y desde los helicópteros que sobrevolaban la zona, se dio la orden a los agentes castrenses de avanzar con el uso de la fuerza, fue entonces cuando, mientras se agachaba para tratar de ajustarse un zapato, al alzarse fue objeto de una agresión física mediante un “macanazo” que le propinó un soldado del cerco. El golpe le provocó un sangrado de la parte superior de la frente, que manchó parte de su rostro y su camisa. La imagen suya ensangrentada mientras se sostenía en actitud serena de brazos cruzados, fue portada de la revista Proceso en su edición correspondiente del 12 de febrero de 1996, con el título “Tabasco, tierra sin ley”. En 1996 publicó su cuarto libro: "Entre la historia y la esperanza: corrupción y lucha democrática en Tabasco", en que habla de las elecciones de 1994 en ese estado y la lucha democrática.
Su postura pública sobre la manera en que ejercía la política como líder social fue consistente ante las acusaciones y los medios: “En una lucha contra un régimen autoritario, solo hay tres caminos: uno es el de las armas; otro, la resignación y la aceptación de la esclavitud sin grilletes; la posición intermedia es la que estamos asumiendo: la del movimiento pacífico, la resistencia civil”, asumiendo explícitamente como sus referentes intelectuales y políticos a Mahatma Ghandi y Martin Luther King. A lo largo de su trayectoria política sería consistentemente espiado por los gobiernos del régimen priista desde la época en que aun existía la Dirección Federal de Seguridad, órgano del Estado encargado de la persecución o el hostigamiento de disidentes políticos, y de la guerra sucia durante esas décadas.

### Presidente nacional del PRD

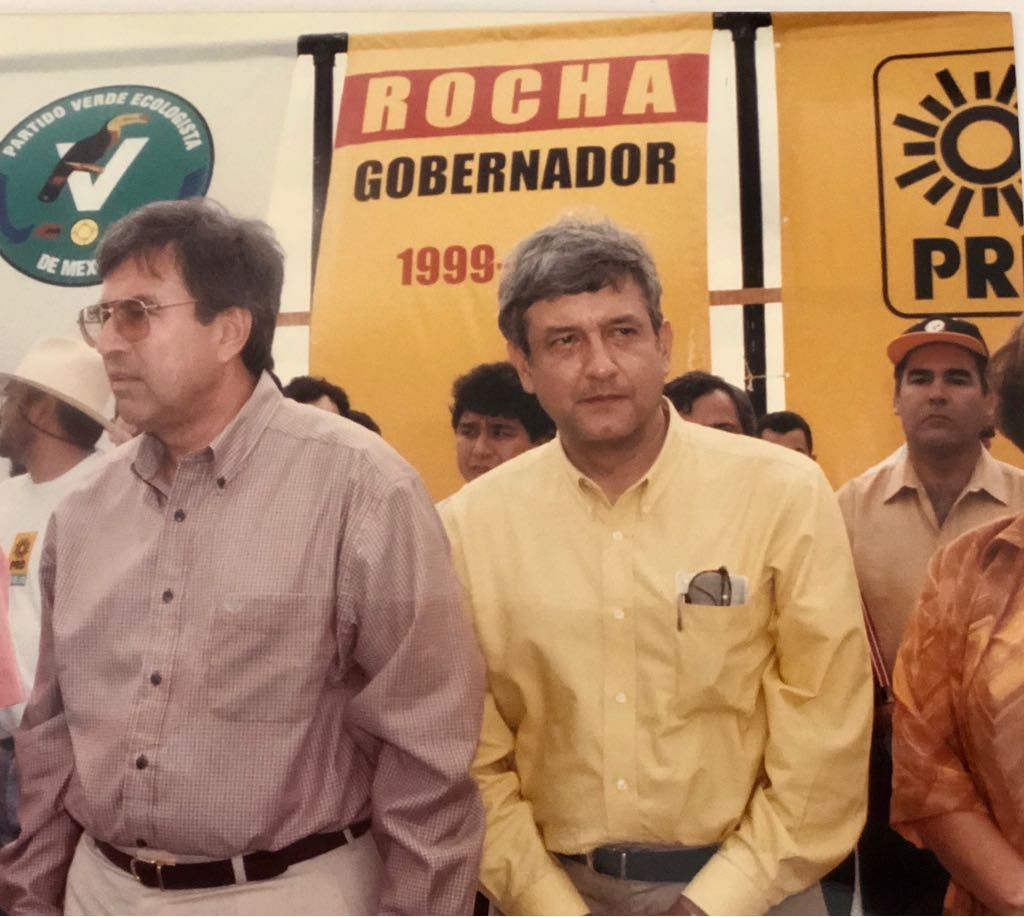
Obrador cuando era presidente del PRD, al lado de Rubén Rocha Moya.

El 17 de abril de 1996 inició su campaña por la presidencia del Partido de la Revolución Democrática (PRD) contendiendo con Heberto Castillo y Amalia García. Ocupó el cargo de presidente del PRD del 2 de agosto de 1996 al 10 de abril de 1999; en dicho periodo comenzó un proceso de renovación en la línea de acción del partido, hasta entonces estancado, no solo por su marcada animadversión al régimen vigente, sino por las disputas de Cárdenas y Muñoz Ledo; mismas que haría a un lado calificándolas de «disputas personales». Implementó una estrategia de divulgación del proyecto perredista que lo hiciera visible y atractivo para el votante, y eligió la practicidad de buscar el resultado electoral inmediato, en detrimento de la línea cardenista de permanente confrontación; además logró un acuerdo de conciliación entre los cuadros medios y las corrientes más enconadas.
Durante su gestión el partido tuvo el mayor incremento de presencia en la política nacional desde su fundación. Se convirtió en la segunda fuerza política de la Cámara de Diputados con 125 de los 500 curules de la LVII Legislatura bajo su control, tras las elecciones legislativas de 1997. Ese año, en las elecciones del Distrito Federal, el PRD logra colocar a Cuauhtémoc Cárdenas Solórzano como primer jefe de Gobierno de la capital con el 48 % de los sufragios a su favor y consigue la mayoría absoluta en la Asamblea Legislativa, siendo el primer triunfo relevante del partido desde su creación. 
En 1998 el PRD ganó las elecciones estatales de Tlaxcala en alianza con el Partido del Trabajo (PT) y el Partido Verde Ecologista de México (PVEM), logrando que Alfonso Sánchez Anaya se convirtiera en gobernador con el 46.5 % de los votos a favor. También ese año el partido gana las elecciones estatales de Zacatecas, convirtiendo a Ricardo Monreal Ávila en gobernador con el 44.0 % de los sufragios a su favor. En 1999 el PRD triunfa en las elecciones estatales de Baja California Sur en alianza con el Partido del Trabajo, haciendo a Leonel Cota Montaño gobernador del estado con el apoyo del 55.9 % de los votos. También triunfa en las elecciones locales en Nayarit, al acordar con Felipe Calderón, presidente del Partido Acción Nacional, la alianza a la que se sumaron también el PT y el PRS, resultando electo Antonio Echevarría Domínguez.
En 1999 López Obrador publicó su quinto libro, titulado "Fobaproa, expediente abierto: reseña y archivo", en el que critica la implementación del Fondo Bancario de Protección al Ahorro (Fobaproa) tras la crisis económica de 1994 y su transformación en deuda pública en 1998.

### Candidatura al Gobierno del Distrito Federal

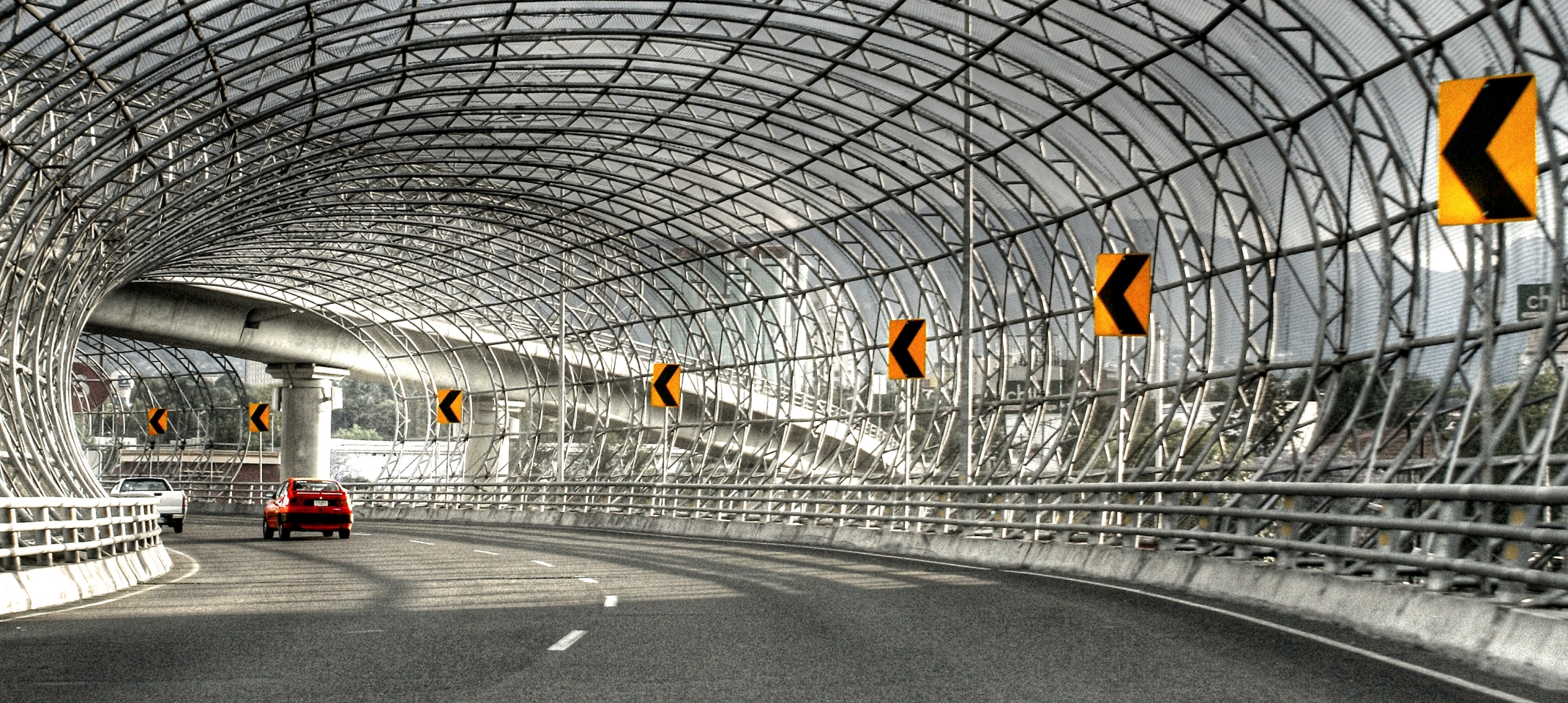
Segundo piso del periférico en San Jerónimo.

El 29 de marzo de 2000, López Obrador se inscribió como candidato del PRD para la elección de jefe de Gobierno del Distrito Federal. Los representantes del Partido Revolucionario Institucional (PRI) y del Partido Acción Nacional (PAN) acusaron de ilícita la candidatura, pues la ley electoral del Distrito Federal requería que los candidatos tengan un mínimo de cinco años de residencia en la entidad, requisito que estos partidos consideraban que López Obrador no cumplía. Andrés Manuel declaró que la controversia «viene desde muy arriba» y que algunos de los consejeros electorales que se oponían a su candidatura actuaban por petición de la Secretaría de Gobernación, opinando que «nos quieren ganar a la mala, pero no voy a permitir que se violen mis derechos ciudadanos». El 12 de abril de 2000 el Instituto Electoral del Distrito Federal decidió validar su candidatura.
Fue postulado a la elección del Distrito Federal de 2000 para jefe de Gobierno por la coalición "Alianza por la Ciudad de México", conformada por el Partido de la Revolución Democrática (PRD), el Partido del Trabajo (PT), el partido Convergencia por la Democracia, el Partido de la Sociedad Nacionalista (PSN) y el Partido Alianza Social (PAS). Marcelo Ebrard, candidato al mismo cargo por el Partido de Centro Democrático (PCD), declinó su postulación en favor de López Obrador el 16 de marzo, integrándose este partido a la coalición encabezada por el PRD. Durante su campaña, López Obrador destacó por sus críticas al Fobaproa y al diputado y excandidato presidencial del PAN, Diego Fernández de Cevallos, por «haber recibido del gobierno unos terrenos en Punta Diamante, Acapulco, a cambio de su voto como dirigente de los diputados panistas en 1992 a favor de la quema de los paquetes electorales de la cuestionada elección de 1988». El 2 de julio de 2000, López Obrador ganó la elección para la jefatura de gobierno del Distrito Federal con el apoyo del 37.7 % de los votos emitidos, contra 33.4 % de su más cercano rival, Santiago Creel del PAN.

## Jefe de Gobierno del Distrito Federal

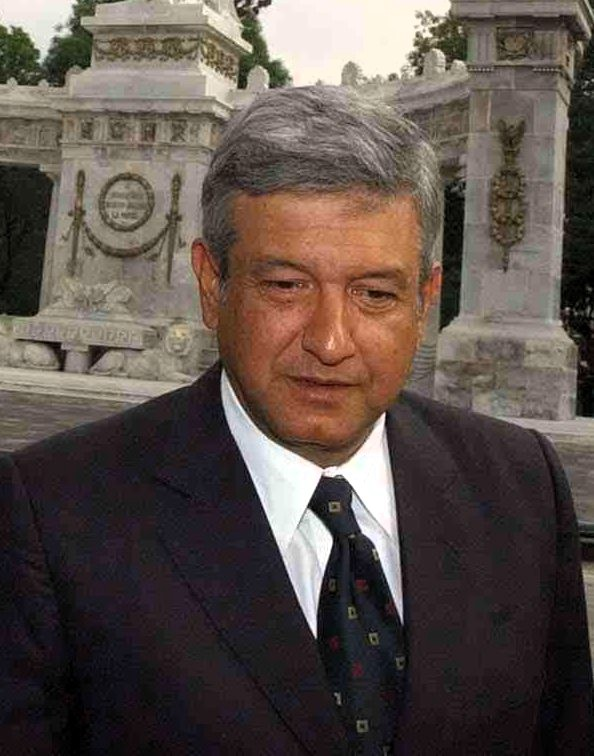
López Obrador en mayo de 2003, durante su mandato en el Distrito Federal.

Andrés Manuel López Obrador asumió la jefatura de gobierno del Distrito Federal el 5 de diciembre de 2000, electo para un periodo de seis años. Durante su mandato destacó por realizar ruedas de prensa todos los días a las seis de la mañana a partir del 31 de mayo de 2001 para contestar las preguntas de los medios de comunicación, además de realizar dos consultas públicas para que la población eligiera si continuaba o no en el mandato, en ambos casos consiguió más del 90 % de apoyo.
El 5 de diciembre de 2001 López Obrador anunció la construcción de un viaducto elevado gratuito por encima del Anillo Periférico del Valle de México, obra denominada como "Segundo piso". El 28 de julio de 2002 inició el proceso de licitación y el 22 de septiembre, debido a las críticas del Partido Acción Nacional, el Partido Revolucionario Institucional y varias asociaciones de vecinos, la construcción de la obra fue sometida a plebiscito, resultando en la aprobación popular del segundo piso. El 30 de septiembre iniciaron formalmente las obras. La primera etapa del proyecto consistió en un distribuidor vial en Avenida San Antonio, al oeste de la ciudad, concluida el 6 de junio de 2003 y la segunda etapa conectó la calle Benvenuto Cellini con San Jerónimo, inaugurada el 23 de enero de 2005. El 19 de junio de 2005 el jefe de Gobierno inauguró la primera línea del Metrobús de Ciudad de México, construida sobre la Avenida de los Insurgentes, con una ruta inicial de 19.5 kilómetros y 36 estaciones.
El 12 de enero de 2003 fallece su esposa, Rocío Beltrán Medina, por un paro respiratorio derivado de la enfermedad de Lupus, que llevaba varios años padeciendo. Ese año la encuestadora Parametría estima el nivel de aprobación del mandato de López Obrador en 86 %. Los encuestados consideran en su mayoría que el jefe de Gobierno «cumple sus promesas» y «ha hecho más de lo que se esperaba».
En 2004 publicó su sexto libro: «Un proyecto alternativo de nación: Hacia un cambio verdadero», en el que esboza veinte propuestas que considera deben ser planteadas en las elecciones federales de 2006 por quién sea el candidato presidencial del PRD.

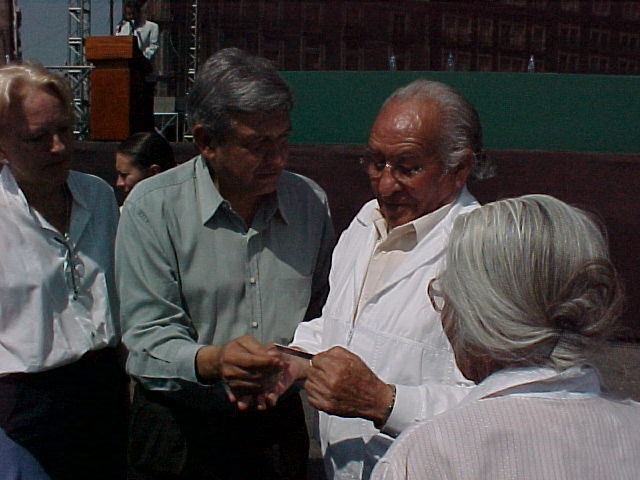
Entrega de tarjetas para pensión de adultos mayores en el entonces Distrito Federal.

López Obrador estableció un programa de pensiones para adultos mayores de 70 años, el cual inició su operación el 19 de abril de 2004, con 385 mil beneficiarios que recibieron inicialmente 668 pesos mensuales. Creó programas de asistencia para madres solteras, personas discapacitadas, desempleados, productores rurales, microempresarios, atención médica y medicamentos gratuitos para familias sin seguridad social y útiles escolares para estudiantes. Realizó 126 mil acciones de vivienda para resarcir los daños del sismo de 1985 que aún se encontraban en la entidad, construyó 16 nuevas preparatorias en zonas marginadas del Distrito Federal y fundó la Universidad Autónoma de la Ciudad de México. Construyó un Hospital de Especialidades Público después de casi veinte años de no abrirse un hospital público, dio mantenimiento a avenidas que no lo tenían desde hace 25 años, construyó dos distribuidores viales, siete puentes y una avenida nueva. Aplicó un programa de austeridad para terminar con los privilegios políticos y bajó el sueldo de altos funcionarios, incluyéndose.
Las políticas sociales de López Obrador fueron criticadas por sus opositores como «populistas» y dedicadas a impulsar «su imagen política a costa del presupuesto público», aunque estas propuestas fueron usadas años más tarde por los partidos y personas que las criticaron y algunas se implementaron hasta a nivel nacional. Andrés Manuel se ha defendido afirmando que «es un truco de la derecha llamarle populismo o paternalismo a lo poco que se le da a los pobres», ya que invirtió 65 mil millones de pesos es este ámbito, cifra que no se registró en ninguna otra parte de la república. El presidente Vicente Fox —en referencia a las medidas del jefe de Gobierno— dijo el 26 de febrero de 2005: «Cuidado con el populismo, cuidado con la irresponsabilidad en el gasto público, cuidado con el paternalismo y el corporativismo, el uso partidista de los recursos».
Como jefe de Gobierno del Distrito Federal, sus niveles de aprobación fueron los más altos registrados en dicha entidad, y alcanzó evaluaciones anuales de desempeño por encima del 85 por ciento de aprobación de los ciudadanos. Además, en una encuesta de la fundación londinense City Mayors lo calificaron como el segundo mejor alcalde del mundo.

### Seguridad
En cuestión de seguridad, durante su mandato la tasa de homicidios dolosos en el Distrito Federal por cada 100 mil habitantes bajó de 9.01 % en 2001 a 7.77 % en 2005; en el año 2000 se reportaron 807 casos de este delito y en 2005 bajó a 698 casos.
Durante su mandato la tasa de secuestro se mantuvo estable, evitando el crecimiento acelerado registrado anteriormente, por cada 100 000 habitantes bajó de 1.65 % en 2001 a 1.15 % en 2005; en el año 2000 hubo 141 denuncias por este delito y en 2005 bajó a 103.
La extorsión creció durante los gobiernos posteriores, no obstante hubo 3 registros de disminución por un periodo de tiempo durante el mandato de Andrés Manuel. Durante su mandato por cada 100 000 habitantes de 2.27 % en 2001 aumentó a 5.22 % en el año 2005, la cantidad de denuncias pasó de 222 en el año 2000 a 469 en 2005.
El robo de vehículos con violencia bajó de 18 069 denuncias en 2000 a 11 594 en 2005, siendo una reducción del 32.7 %. El robo con violencia a transeúntes se redujo de 49 493 casos reportados en 2000 a 19 719 en 2005.

### Economía
En el aspecto económico, el producto interno bruto (PIB) del Distrito Federal creció de 1.17 billones de pesos en 2001 a 1.61 billones de pesos en 2005.
La inversión extranjera en la entidad bajó de 10 211 millones de dólares en 2001 a 3485 millones en 2003 y aumentando a 6239 millones de dólares en 2005 y siendo la mayor inversión que ha registrado la entidad en su historia, atrayendo 30 795 millones de dólares que representaban el 57.8 % del total nacional, aunque al final de su mandato la inversión bajó, esto se produjo por la compra de Banamex efectuada por Citigroup en 2001 y de Bancomer.
La deuda pública del Distrito Federal se incrementó de 32 788 millones de pesos en 2001 a 41 439 millones en 2005 (teniendo una baja en comparación con 2004) y siendo el incremento más bajo y controlado registrado en la ciudad. Pese a esto, organismos internacionales como Fitch, Moody's y Standard & Poors le dieron la máxima calificación a su gestión financiera, al otorgar a la deuda capitalina el rango Triple A.

### Sociedad
La tasa de desempleo entre la población económicamente activa por cada 100 000 habitantes aumentó de 3.9 % en 2001 a 5.6 % en 2005, aunque en su gobierno se registró el nivel de desempleo más bajo en la historia de la ciudad hasta 2017 (3.9 % en 2001 y 2002). El índice de pobreza bajó de 5.8 % en 2001 a 5.4 % en 2005.

### Distinciones
| Reconocimientos | Reconocimientos         | Reconocimientos                    | Reconocimientos | Reconocimientos | Reconocimientos |
| Nombre          | Reconocimiento          | Organización                       | Año             | Resultado       | Referencias     |
| --------------- | ----------------------- | ---------------------------------- | --------------- | --------------- | --------------- |
| Proyecto 2004   | Mejor Alcalde del Mundo | Fundación Internacional City Mayor | 2004            | 2.º puesto      | [ 100 ] [ 7 ]   |

### El proceso de desafuero

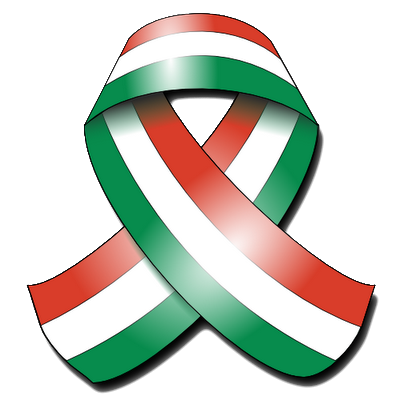
Listón tricolor, distintivo de los seguidores de Andrés Manuel López Obrador durante el desafuero.

El 9 de noviembre de 2000, el gobierno del Distrito Federal —encabezado por Rosario Robles— decretó la expropiación de una parte del predio "El Encino", ubicado en el distrito financiero de Santa Fe, delegación Cuajimalpa, propiedad de Federico Escobedo y de la empresa Promotora Internacional Santa Fe para construir una ampliación a las avenidas Vasco de Quiroga y Carlos Graef Fernández, a fin de facilitar el acceso al hospital ABC y a la Unidad Cuajimalpa (UAM-C) de la Universidad Autónoma Metropolitana. En marzo de 2001, durante el mandato de López Obrador, la empresa interpuso un amparo en contra de la construcción de la vialidad y demandó al gobierno del Distrito Federal por la expropiación del predio. Ese mes, el juez Álvaro Tovilla León ordenó al gobierno de la capital detener los trabajos de construcción, sin embargo, el 17 de agosto Escobedo interpuso una denuncia por el incumplimiento de la orden judicial, por lo que el juez reiteró la orden de cancelar la construcción el 30 de agosto y el 13 de febrero de 2003 solicitó que se retirara de la maquinaria de construcción presente en el predio. El gobierno del Distrito Federal respondió afirmando que había dejado la obra desde la primera orden judicial y en ningún momento había continuado con la construcción de la vialidad.
En 2004 la Procuraduría General de la República (PGR) utilizó su facultad de atracción para encargarse del caso, acusó al jefe de Gobierno del Distrito Federal, Andrés Manuel López Obrador, de desacato a una orden judicial y el 18 de mayo solicitó a la Cámara de Diputados iniciar un juicio de procedencia para determinar si el gobernante capitalino debía perder su fuero —figura jurídica que establece que algunos gobernantes no pueden ser sometidos a juicio a fin de que el proceso penal no les impida ejercer su encargo público—. El 3 de junio el gobierno del Distrito Federal recibió la notificación del caso, del 7 de julio al 6 de agosto se realizó el ofrecimiento de pruebas de ambas partes y del 22 de septiembre al 1 de febrero de 2005 se realizó el desahogo de pruebas.
El proceso de desafuero contra López Obrador causó polémica a nivel nacional, existiendo sectores de la población que consideraron que el presidente Vicente Fox «trataba de impedir con dicha maniobra que López Obrador fuera candidato presidencial en las elecciones del 2006». En agosto de 2004, una encuesta realizada por Parametría a nivel nacional determinó que el 40 % de la población del país se oponía al desafuero, mientras que 29 % lo respaldaba (40 % de la ciudadanía lo consideraba injusto, mientras que 30 % aceptaba el procedimiento como justo). Una encuesta realizada por Reforma en julio del mismo año en el Distrito Federal mostró que el 65 % de la población de la capital estaba en contra del desafuero y el 63 % consideraba el procedimiento injusto.
El tema fue polémico y provocó un enfrentamiento entre el Gobierno de la República y el de la ciudad. Al estar sujeto a un proceso legal inhabilitaba a López Obrador para registrarse como candidato a la presidencia de México.
El 7 de abril de 2005 la Cámara de Diputados del Congreso de la Unión aprobó retirar la inmunidad judicial al jefe de Gobierno. La votación resultó así: 360 votos a favor (del PRI y del PAN), 127 en contra (PRD, Convergencia, PT) y dos abstenciones (de entre las que destacaba la de la panista Tatiana Clouthier, hija de quien fuera candidato a la presidencia por el PAN en 1988, Manuel Clouthier).
El día anterior a la votación López Obrador había anunciado que dejaría de ejercer las funciones propias de su cargo para preparar su defensa y convocó a un mitin de protesta en el Zócalo de la Ciudad de México para el 24 de abril. A partir de entonces López Obrador comenzó una campaña que denominó de "resistencia civil" contra su posible marginación de la elección presidencial. Declaró que se trataba de una estrategia del gobierno federal para bloquear su candidatura.
El PRD cerró filas en su apoyo, incluyendo a Cuauhtémoc Cárdenas y al exmilitante Porfirio Muñoz Ledo, así como Bertha Maldonado (ex publicista de Vicente Fox) y los escritores Elena Poniatowska y Carlos Monsiváis. Como parte de su resistencia, López Obrador se declaró dispuesto a ir a la cárcel, aun cuando tenía derecho a salir bajo fianza.

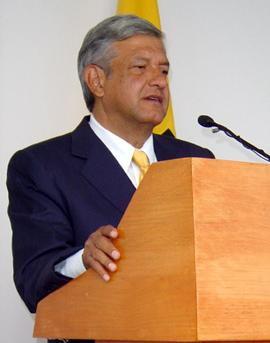
López Obrador durante una conferencia en 2005.

El 20 de abril de 2005 el Ministerio Público Federal (MPF) fijó una fianza de 2000 pesos (unos 180 dólares entonces). Esta fue pagada, sin conocimiento ni consentimiento de López Obrador, por dos diputados locales del PAN (Gabriela Cuevas y Jorge Lara). En conferencia de prensa afirmaron que pagaron la fianza de buena fe y para impedir que López Obrador "se hiciera la víctima".
Este hecho fue denunciado por el grupo del PRD en la ALDF como una maniobra política para inutilizar la capacidad de defensa del inculpado. Al pagar la fianza por un delito donde no había un detenido consignado o remitido al MPF, se impedía al acusado ser partícipe y testigo de la consignación del expediente y se le dejaba sin posibilidad de enfrentar el proceso penal, lo que lo descartaba como aspirante a la presidencia de la República. La fianza fue cancelada por el juez. El 22 de abril, el juez Juan José Olvera López negó a la PGR la orden de presentación en contra de López Obrador debido a las irregularidades cometidas por el Ministerio Público al decretar la libertad bajo caución de López Obrador, cuando este no se encontraba detenido ni había una orden de aprehensión en su contra. Esta acción, en parte, dio pauta a que el 4 de mayo la PGR pudiera cambiar su posición inicial para acabar concluyendo que "a pesar de que está acreditado el cuerpo del delito y la probable responsabilidad de Andrés Manuel López Obrador en el delito que se le atribuye, actualmente no se tiene una pena exactamente aplicable al caso", hecho que cerró el expediente.
Como preámbulo al cambio de posición de la PGR, el 27 de abril el vocero presidencial, Rubén Aguilar, planteó por primera vez la necesidad de dar una salida política al conflicto. Horas después Rafael Macedo de la Concha presentó su renuncia al cargo de procurador general de la República, alegando que "no había sido, ni seré obstáculo para que el presidente de nuestro país tome las decisiones que como jefe del Estado mexicano le corresponden". Daniel Cabeza de Vaca, quien sustituyó a Macedo, informó poco después de tomar posesión del desistimiento de la acción penal en contra de López Obrador.
El secretario de Gobierno del Distrito Federal; José Agustín Ortiz Pinchetti dijo ante el caso, que él mismo había girado la orden para suspender los trabajos de construcción y acusó al gobierno federal de pretender hacer un "uso sucio y faccioso de la ley" con fines políticos, sin embargo después de las quejas de los inconformes, un juez de distrito consideró, en forma unilateral, que la orden judicial se desacató, por lo menos, temporalmente.

## Candidato a la Presidencia en 2006

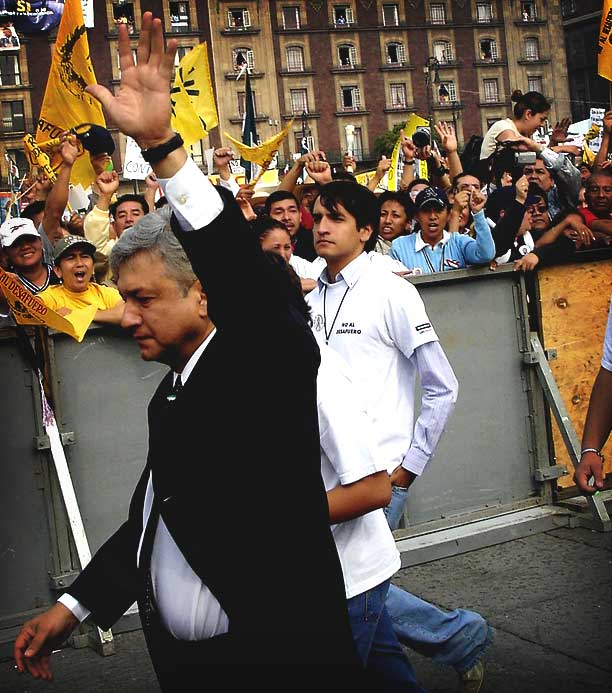
López Obrador al inicio de su campaña en 2005.

Después de los diferentes acontecimientos, como el proceso de desafuero, López Obrador logró llegar a la contienda electoral en solitario, ya que su supuesto rival en la elección interna de su partido, Cuauhtémoc Cárdenas, declaró que no intentaría contender por alguna candidatura. Inició su precampaña el 11 de agosto de 2005 con sus «50 compromisos básicos ante el pueblo de México». Durante su precampaña, misma que culminó el 10 de diciembre de 2005, visitó los 31 estados de la República y las 16 delegaciones del D.F.
López Obrador tomó protesta como candidato de la Coalición Por el Bien de Todos y obtuvo su registro como candidato ante el Instituto Federal Electoral, comenzando su campaña en Metlatónoc, Guerrero, el municipio más pobre del país.
En esta elección sus rivales fueron Felipe Calderón por el Partido Acción Nacional (PAN), Roberto Madrazo Pintado por la Alianza por México, Patricia Mercado por el Partido Alternativa Socialdemócrata y Campesina y Roberto Campa Cifrián por el Partido Nueva Alianza (PANAL).

### Campaña de miedo
Una campaña de miedo, centrada entre él y el candidato Felipe Calderón, aumentó su nivel de confrontación en los promocionales de televisión, causando conflictos en el seno del Instituto Federal Electoral donde se pidió la suspensión de los anuncios. Hubo polémicas por la censura de algunos de sus spots por el IFE, ya que este no permite la transmisión de estos, aunque cumplían con los lineamientos necesarios.
En el mes de abril López Obrador se adelantaba como el favorito en las encuestas con el 38 % de las preferencias frente el 34 % de Felipe Calderón. Ese mismo mes, el Instituto Federal Electoral aprueba una campaña propagandística diseñada por el Partido Acción Nacional en la que a través de spots de radio y televisión se utiliza la frase: "López Obrador, un peligro para México". Los anuncios en televisión iban acompañados de imágenes en donde se comparaba a López Obrador con el entonces presidente de Venezuela, Hugo Chávez. En junio de 2006, la periodista Denisse Maerker entrevistó a Felipe Calderón en el programa Punto de partida. Al cuestionarle respecto a la campaña negativa contra López Obrador, Calderón respondió: «Ya si ganó, Denisse, como dicen en mi tierra, haiga sido, como haiga sido (sic)».
Además de la campaña del Partido Acción Nacional, el Instituto Federal Electoral permitió la difusión de spots televisivos al Consejo Coordinador Empresarial en cuyos promocionales se decían frases como; “defendamos lo que hemos logrado, apostarle a algo distinto es retroceder”. haciendo referencia a una probable victoria del candidato López Obrador. Mediante la campaña "Ármate de valor, y vota" utilizaron la imagen de Hugo Chávez gritando la frase: "Socialismo o muerte" para después completar con la cita: En México no necesitas morir para definir tu futuro, solo vota".

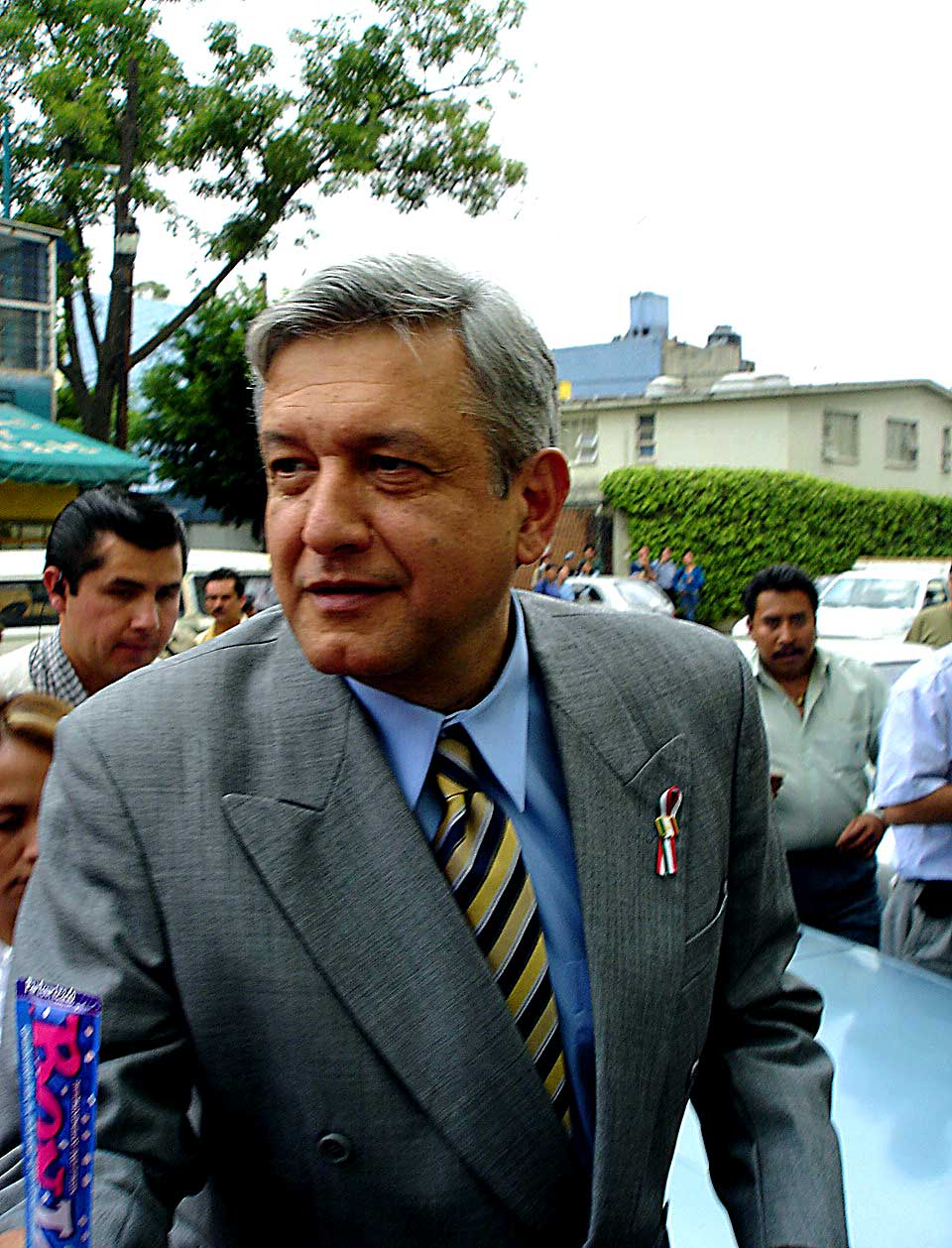
López Obrador en 2005.

El Consejo Mexicano de Hombres de Negocios también lanzó algunos spots que significaron 130 millones de pesos en mensajes de televisión con tintes políticos, en donde advertían "los riesgos a la democracia", que representaba no reconocer, en algún momento, un resultado electoral. Al respecto, analistas determinaron que al intervenir empresas particulares directamente en la campaña a favor de un candidato en especial y en contra de otro, cediendo espacios televisivos con fines políticos, se violaban las leyes electorales. Además de empresarios particulares, organizaciones registradas también influyeron en la campaña mediante spots de televisión, entre ellas destacan Sabritas, Jumex y Pepsi quienes de acuerdo al IBOPE (industria de comunicación dedicada a medir audiencias) gastaron 16 496 800 pesos (1 499 709 USD) en propaganda indirecta en la que se utilizaron frases como "tengo las manos limpias" que fue el eslogan de campaña de Felipe Calderón, o en el caso de Jumex diseñar una campaña de publicidad subliminal en la que utilizaban transiciones y tipografías idénticas a las usadas en los spots de Felipe Calderón.
Víctor González Torres (dueño de Farmacias Similares, en México), en un inicio disputaba la candidatura del Partido Alternativa Socialdemócrata y Campesina, pero perdió frente a Patricia Mercado. Después de ello, decidió contender a la presidencia como candidato independiente pidiéndole al electorado que escribiera su nombre en el recuadro en blanco que apareció en la parte inferior de la boleta electoral. Sin embargo, la postura mediática de González Torres se inclinó a compararse a sí mismo con Andrés Manuel López Obrador mediante spots televisivos en los que calificaba a su adversario como populista y radical. Todos los spots, tanto de particulares o los emitidos en la campaña de Víctor González Torres, fueron permitidos por el Instituto Federal Electoral.
El politólogo Noam Chomsky, quien después se reuniría con López Obrador, ha subrayado la aplicabilidad de sus investigaciones sobre manipulación mediática en el contexto político de México. Chomsky ha señalado el papel del miedo, la confusión y la hipérbole en los intentos por influir en las decisiones del electorado mexicano.
López Obrador insistió en una campaña basada en mítines populares, apoyado a su vez en las redes de promoción del voto a cargo de Manuel Camacho Solís. Confiando así en sus encuestas internas, decidió no participar en el primer debate de candidatos realizado en mayo.
Aumentaría su presencia en los medios a través de promocionales de televisión y de entrevistas a las que se había negado, además de promover desde su campaña un programa de televisión, La Otra Versión en TV Azteca. Luego, participaría en el segundo debate, donde difundió datos sobre contratos de servicios que beneficiaban a empresas del cuñado de Felipe Calderón, Diego Hildebrando Zavala, en PEMEX y el IFE, provocando una discusión sobre la veracidad de las acusaciones.
El 29 de junio de 2006 tendría su último acto de campaña en el Zócalo del Distrito Federal, en una masiva movilización.

### Controversia poselectoral

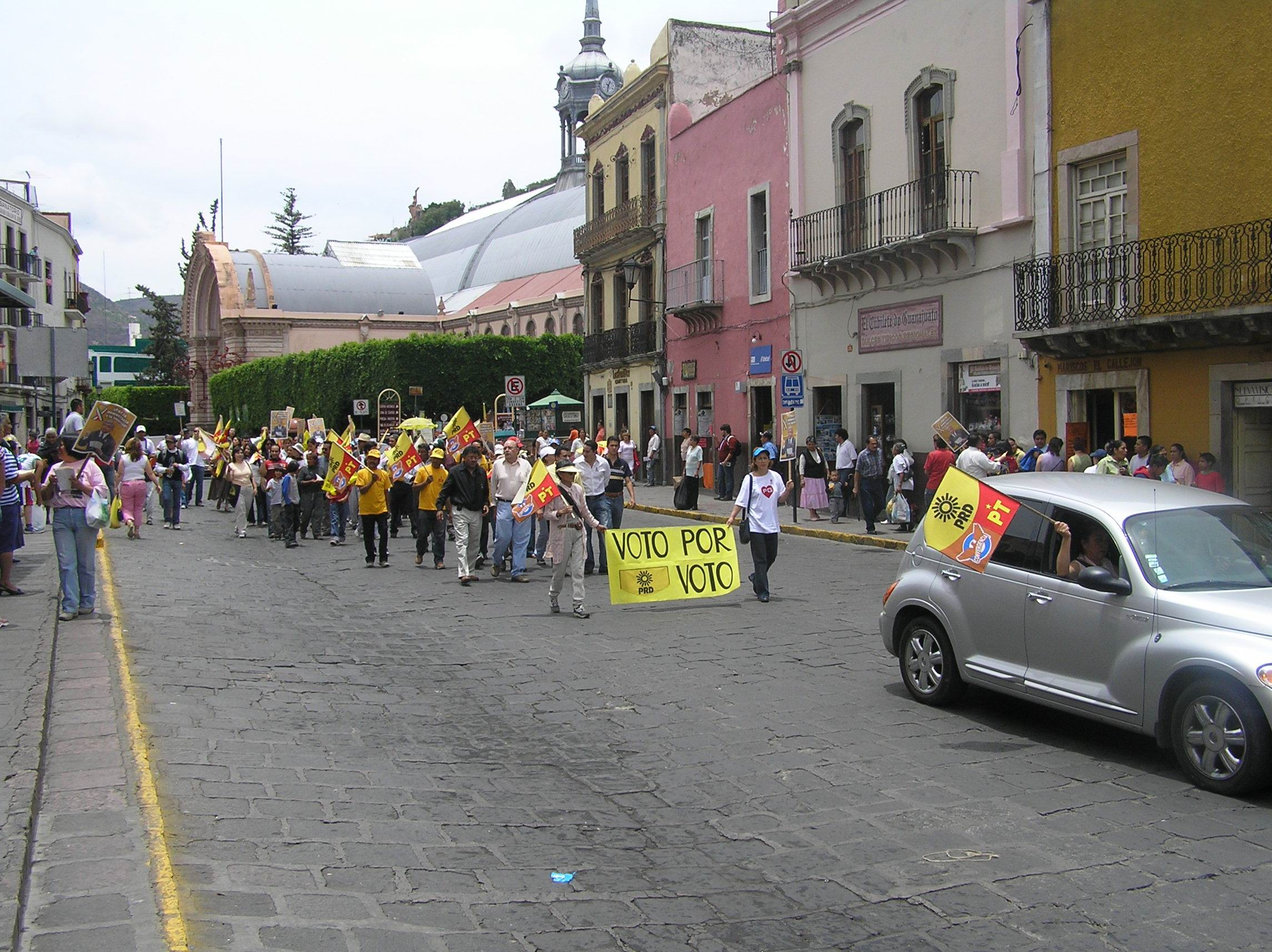
Seguidores de López Obrador durante una manifestación en Guanajuato en 2006.

El 2 de julio de 2006, al concluir la votación, Luis Carlos Ugalde anunció que el conteo rápido no podía definir a un ganador. El 6 de julio, luego del conteo de las actas seccionales en cada distrito electoral, el fallo del IFE determinó que el candidato con mayor número de votos era Felipe Calderón Hinojosa. Este resultado fue turnado al Tribunal Electoral del Poder Judicial de la Federación (TEPJF), quien resolvió las impugnaciones presentadas por los partidos y emitió un fallo definitivo sobre las elecciones a favor de Felipe Calderón, con lo que este pasó a ser presidente electo de México.
López Obrador y grupos afines se declararon inconformes con los resultados del conteo general realizado el día de la elección, así como del conteo por actas llevado a cabo el 5 de julio, alegando la existencia de un fraude electoral. Así comenzó una campaña ante la opinión pública que solicitaba un segundo conteo de todos los votos en todas las casillas. El TEPJF resolvió abrir solo una fracción del total de las casillas, negando la solicitud formal hecha por la CPBT, de abrir la totalidad de los paquetes electorales.
El 9 de agosto comenzó el recuento parcial de los votos en 11 839 casillas, el 9 % del total de paquetes electorales correspondientes a la elección para Presidente de la República. Los resultados del conteo fueron congruentes con los preliminares y los aparecidos en actas. El margen de ventaja entre el candidato que obtuvo el mayor número de votos y el segundo lugar había sido de apenas 250 000 votos y, luego de la anulación de algunas casillas impugnadas por la CPBT, este margen se redujo a 230 000 votos. Con esta diferencia de votos a favor de Felipe Calderón Hinojosa, el Tribunal decretó la validez de la elección. Antes de la anulación de algunas casillas ordenado por el TEPJF, como resultado del recuento del 9.2 % del total de casillas de la elección, en los primeros días, la Coalición informó que durante el recuento habían recuperado 112 votos a su favor, mientras que el PAN y su candidato Felipe Calderón Hinojosa, habrían perdido 14 140 votos, tan solo en ese recuento parcial sobre el 9.2 %, así como que se habían recontado mucho menos paquetes electorales de los supuestos 11 839. Mientras que en el 96 % de estas casillas se detectó que había votos de más o votos faltantes sin razón aparente. Sin embargo el Tribunal en su sentencia advirtió:

Esta sala superior no pasa por alto que las declaraciones analizadas del Presidente de la República, Vicente Fox, se constituyeron en un riesgo para la validez de la elección que, de no haberse debilitado su posible influencia con los diversos actos y circunstancias concurrentes, podrían haber representado un elemento mayor para considerarlas determinantes para el resultado final, de haber concurrido otras irregularidades de importancia que quedaran acreditadas.

El Consejo Coordinador Empresarial fue también apercibido debido a su campaña en medios en contra de López Obrador.
López Obrador y los partidos que apoyaron su candidatura han señalado que hubo un fraude en las elecciones del 2 de julio de 2006. Sin embargo, los recursos de inconformidad presentados por la CPBT fueron desechados por el TEPJF, al considerar que las irregularidades que se presentaron no pudieron haber alterado el resultado de la elección, como asienta en su fallo final. El dictamen fue muy cuestionado por parte de los seguidores de López Obrador, bajo el argumento de que el número de casillas que presentaron irregularidades justificaba un nuevo conteo, dado el escaso margen de diferencia entre los votos que habría obtenido Calderón y López Obrador (poco más de medio punto porcentual). Según una encuesta ordenada por el Instituto Federal Electoral a la empresa Parametría, más de la mitad de los mexicanos piensa que las elecciones fueron válidas, aunque casi una tercera parte cree que hubo algún tipo de fraude.

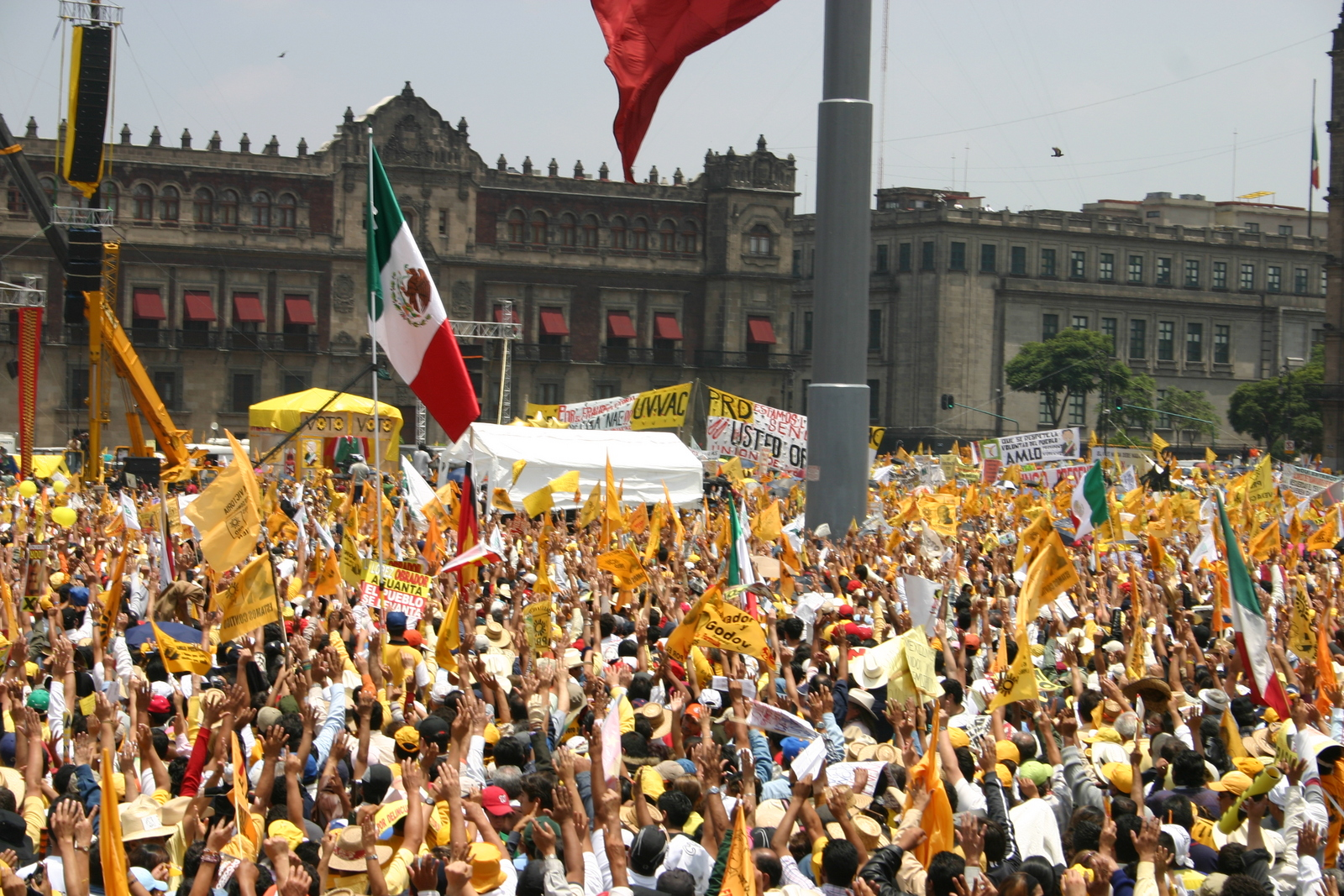
Protestas poselectorales del 2006 en el Zócalo capitalino.

Los partidos de la Coalición tienen la convicción de que un recuento total pudo haber revertido el resultado. La ley electoral prevé que los materiales electorales sean incinerados cierto tiempo después del proceso electoral, sin embargo, el mismo día del fallo del Tribunal, López Obrador declaró que no permitiría la destrucción de las boletas electorales, como es mandato legal para el IFE, debido a que, en su interpretación, esta acción tendría como objeto de «borrar las huellas del fraude del 2 de julio».
El 5 de septiembre el Tribunal Electoral emitió un fallo inapelable en favor de Felipe Calderón, candidato del PAN, a pesar de las irregularidades presentadas y contempladas por este mismo organismo, con lo que Felipe Calderón Hinojosa se convirtió en presidente electo de México. Ante la sentencia del Tribunal, López Obrador y sus seguidores se mostraron inconformes y el Consejo Ciudadano de la Resistencia Civil convocó a una Convención Nacional Democrática para protestar en contra y desconocer el fallo del Tribunal. Durante tres meses López Obrador y sus seguidores instalaron un «campamento permanente», impidiendo el tránsito vehicular en su totalidad por la avenida Paseo de la Reforma, una de las principales avenidas de la Capital, esto con la intención de presionar a las autoridades a llevar a cabo un recuento de los votos. El campamento fue cuestionado, pues el mismo López Obrador había promovido durante su gestión como jefe de Gobierno el llamado Bando 13, en el que se prohibían las protestas que afectaran la movilidad vehicular en las principales vías de la ciudad. Además, el jefe de Gobierno sustituto Alejandro Encinas fue criticado por la oposición por su presunta inacción para resolver el problema causado por este tipo de manifestación, pues había expresado su apoyo al candidato presidencial.
Al desconocer el resultado electoral y su ratificación por parte del Tribunal, López Obrador declaró en un mitin de protesta que:

Se fracturó el orden constitucional, ya que los magistrados se negaron a transparentar la elección para someterse a una minoría privilegiada que ha tomado las instituciones y las mantiene secuestradas para su propio beneficio.

Ese atentado a la legalidad constitucional y a la vida democrática, expuso, obliga a reasumir el ejercicio de la soberanía popular y abolir de una vez y para siempre el régimen de corrupción y privilegios que impera en el país. Por eso, aunque no les guste a mis adversarios, ¡al diablo con sus instituciones!

Al definir la estrategia a seguir, López Obrador precisó que lo primero será avanzar en la revolución de conciencia y de mentalidad que ya se inició con la resistencia civil pacífica. Hablo de revolución de conciencia porque todos nos quitaremos las telarañas que nos han metido en la cabeza, hasta el extremo de obligarnos a reconocer decisiones oprobiosas o instituciones que no merecen ningún respeto.
Al no aceptar su derrota oficial, el movimiento encabezado por López Obrador habría de tomar cauces no institucionales. Sus seguidores lo proclamaron presidente legítimo el 16 de septiembre, y rindió protesta por ese cargo en un acto simbólico el 20 de noviembre de 2006.
López Obrador y sus seguidores declararon su intención de impedir la toma de protesta del presidente constitucional como lo marca la ley, el 1 de diciembre de 2006. Varios personajes importantes del PRD declararon que apoyarían a López Obrador para «no permitir la toma de posesión de Calderón». Cuauhtémoc Cárdenas se ha distanciado de López Obrador, debido a que consideró un error las acciones de castigo a la población emprendidas por López Obrador y sus simpatizantes, además de sostener que su propuesta «no es progresista». De igual forma, ha dicho «Yo estoy muy objetivo, estoy muy claro quién va a tomar el poder y quién lo va a ejercer», refiriéndose a la futura de toma de posesión de Felipe Calderón Hinojosa. Por su parte, Zeferino Torreblanca, gobernador de Guerrero (de extracción perredista) declaró con respecto a la toma de protesta de Calderón "Vamos como invitados a un acto institucional, a una ceremonia que establece la propia Constitución". A la vez, este se negó a asistir al evento simbólico de López Obrador el 20 de noviembre. Al igual que Torreblanca, Lázaro Cárdenas Batel se negó asistir al evento de López Obrador y declaró que asistiría a la toma de posesión del presidente electo.
A pesar de todo esto, Calderón tomó protesta del cargo de Presidente de los Estados Unidos Mexicanos en el Palacio Legislativo de San Lázaro el 1 de diciembre en medio de enfrentamientos a golpes y empujones entre los diputados.

### Formación política postcontienda
Dentro de lo que Andrés Manuel López Obrador y sus partidarios llamaron Gobierno legítimo, elegido a mano alzada en el zócalo por mayoría de sus seguidores en una congregación multitudinaria, se constituyó un equipo de trabajo o gabinete en la sombra como se acostumbra en los regímenes parlamentarios en países ricos. Los nombramientos de este gabinete, aunque, carecen de validez jurídica o presupuestal; son simbólicos. En él participaron algunos excolaboradores de la gestión de López Obrador al frente del Gobierno del Distrito Federal, así como otros que todavía son funcionarios del gobierno capitalino, adquiriendo financiamiento por medio de donaciones de ciudadanos a una cuenta bancaria.
Las personas que integran el grupo de colaboradores de López Obrador son: José Agustín Ortiz Pinchetti, Secretaría de Relaciones Políticas; Secretaría de Relaciones Internacionales, Bernardo Bátiz, Secretaría de Justicia y Seguridad; Octavio Romero Oropeza, Secretaría de la Honestidad y Austeridad Republicana; Mario Alberto di Costanzo Armenta, Secretaría de la Hacienda Pública; Luis Linares, Secretaría de Desarrollo Económico y Ecología; Claudia Sheinbaum, Secretaría de Patrimonio Nacional; Bertha Luján Uranga, Secretaría del Trabajo; Martha Elvia Pérez Bejarano, Secretaría para el estado de bienestar; Raquel Sosa Elízaga, Secretaría de Educación, Ciencia y Cultura; Asa Cristina Laurell, Secretaría de Salud; Laura Itzel Castillo, Asentamientos Humanos y Vivienda.
A diferencia de los regímenes parlamentarios, donde el gabinete de sombra ejerce influencia a través de su labor legislativa, en este caso no existe una vía institucional en la ley mexicana para que estas personas puedan influir en el proceso decisorio del Estado, salvo por los mecanismos y libertades de participación ciudadana consagrados en la Constitución.
Recorrió el país y retomó agendas como la fiscal, la ecológica y de derechos humanos junto con sus colaboradores. El 2 de julio de 2007 presentó el libro La Mafia nos robó la Presidencia, sobre su campaña y la elección presidencial.

### Proclamación de la «Presidencia legítima»

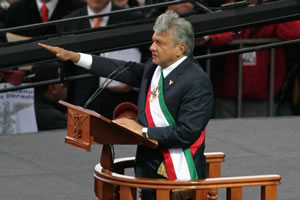
Andrés Manuel López Obrador fue proclamado «Presidente legítimo de México» por sus partidarios.

El 20 de noviembre de 2006, los simpatizantes de López Obrador lo proclamaron «Presidente legítimo» en una concentración en el Zócalo en la Ciudad de México, aunque no se realizó ninguna encuesta formal. La acción fue planeada en otra manifestación, la Convención Nacional Democrática, en la que los partidarios le dieron la denominación. En la Convención, López Obrador pidió el establecimiento de un gobierno y gabinete. Abogó por la abolición o reforma de varias instituciones, argumentando que están deterioradas y corruptas, solicitando cambios en la constitución para garantizar orientar las políticas públicas a un enfoque social.
Después de que partidarios lo proclamaran como «presidente legítimo de México», López Obrador creó un gabinete de denuncia con el fin de contrarrestar las políticas del presidente Felipe Calderón.

#### Reacciones
Una encuesta realizada por Grupo Reforma indicó que el 56 % de los mexicanos desaprobaba que López Obrador se llevara el título, mientras que solo el 19 % lo aprobó. Sesenta y tres por ciento de los encuestados también han dicho que el excandidato ha perdido credibilidad. Otras respuestas en la encuesta incluyen el 82 % que describe la atmósfera política en México como «tensa», y el 45 % de los encuestados culpó al PRD, con solo el 20 % culpando al PAN, y el 25 % culpando a ambas partes (La encuesta fue una encuesta telefónica de 850 adultos el 18 de noviembre con un intervalo de confianza del 95 % con +/-3.4 % de margen de error).

#### Influencia en las elecciones del PRD

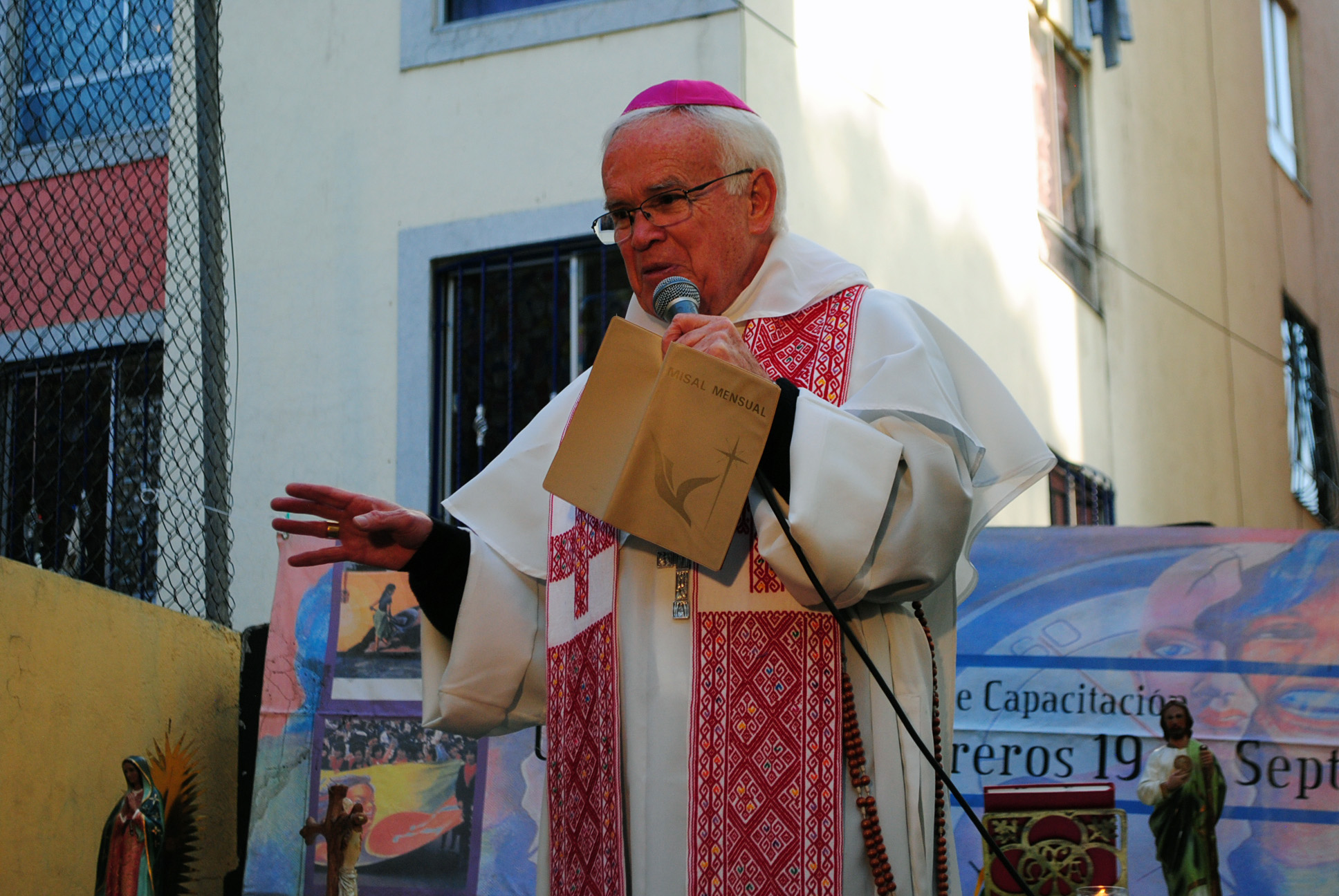
Raúl Vera López, obispo de Saltillo, declaró que la llamada «presidencia legítima» de López Obrador es el resultado del «profundo descontento con la forma en que se ha manejado el país», y que Obrador tenía «un respaldo moral muy profundo».

En 2008, el PRD celebró elecciones para renovar su liderazgo. El candidato apoyado por López Obrador, Alejandro Encinas Rodríguez, contendió Jesús Ortega. Las denuncias de fraude de ambas facciones detuvieron los recuentos y generaron dudas sobre la legitimidad de las elecciones. Las figuras de los medios comentaron que, mientras López Obrador había usado frases como «fraude», «ilegitimidad» o «corrupción», en las elecciones mexicanas de 2006, las mismas frases se usaban ahora para describir la elección del PRD, y muchos temían que, sin importar el resultado, habría un presidente «legítimo» y un «falso» dentro del partido. De acuerdo con las encuestas de salida realizadas por Mitofsky y la OMI, Encinas ganó con una diferencia de entre 5 % y 8 % de puntos.

#### Ocupación de la tribuna del Congreso
El Congreso mexicano también fue tomado por los legisladores del Frente Amplio Progresista (FAP), el PRD, el Partido del Trabajo y Convergencia, el 10 de abril de 2008 debido a su desacuerdo con el gobierno mexicano sobre las discusiones de política energética, alegando que violaron la Constitución. Los seguidores de López Obrador tomaron ambas Cámaras del Congreso y las encadenaron para que nadie pudiera entrar, evitando así la aprobación de leyes secundarias que modificaron el marco legal de la compañía petrolera nacional mexicana, Pemex. Sillas y mesas fueron utilizadas como barricadas. López Obrador solicitó un debate de 4 meses sobre las políticas energéticas y no un debate de 50 días presentado por el PAN, el PRI, el Partido Verde y la Nueva Alianza.

## Actividad política entre 2008 y 2011

### Acusaciones contra funcionarios

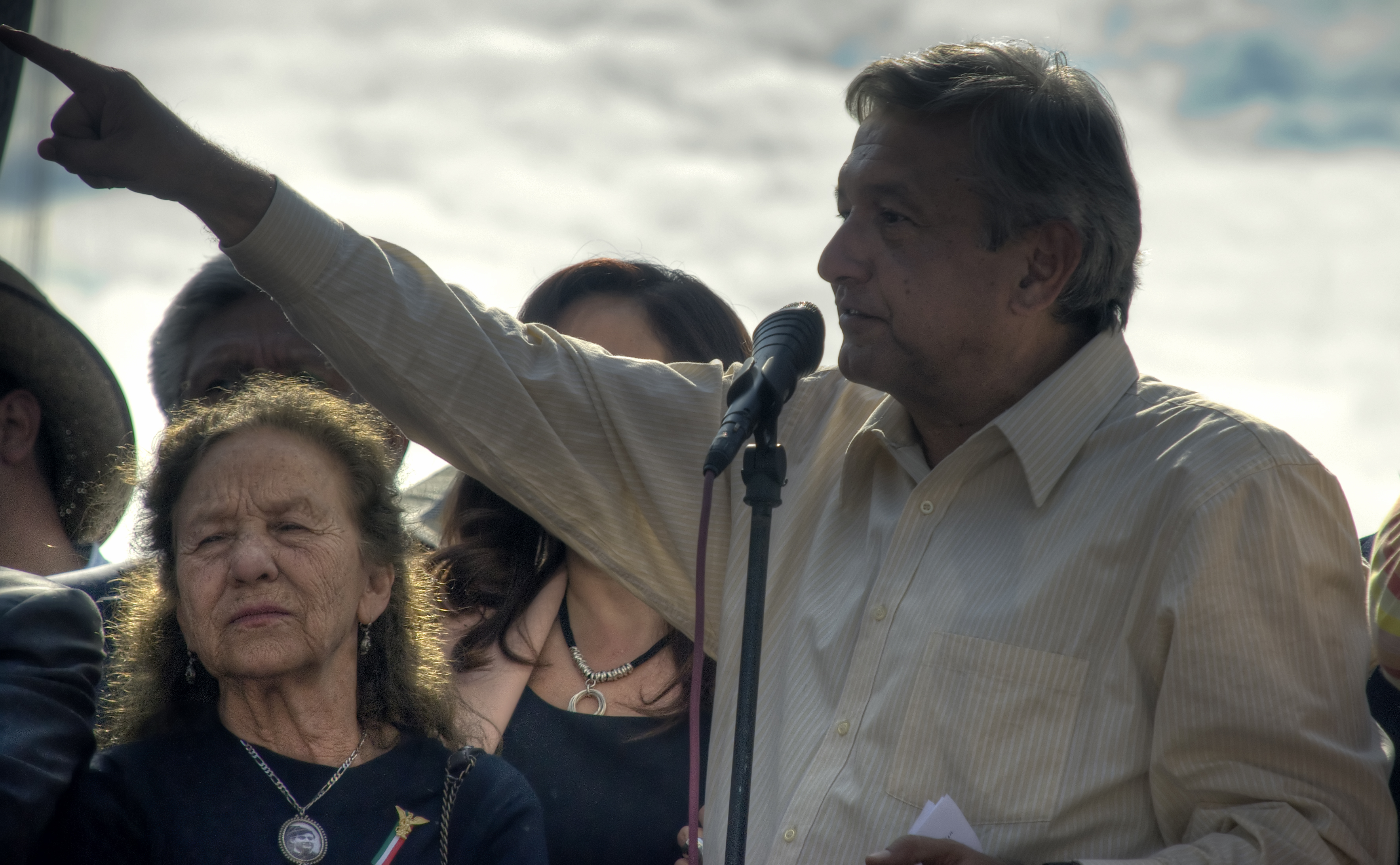
AMLO durante una de las jornadas de la resistencia civil pacífica en defensa del petróleo, junto a Rosario Ibarra de Piedra en 2008.

El 24 de febrero de 2008, Andrés Manuel López Obrador acusó al secretario de gobernación, Juan Camilo Mouriño, de tráfico de influencias beneficiando empresas de su familia con contratos otorgados por PEMEX cuando se desempeñaba como asesor y subsecuente Subsecretario de Electricidad de la Secretaría de Energía en 2003 y 2004, entregando lo que consideran son pruebas de estos contratos a los coordinadores parlamentarios de los partidos integrantes del Frente Amplio Progresista. El 29 de febrero, Mouriño rechazó tales acusaciones, asegurando que pondrá a disposición de las autoridades toda la información que le sea requerida, aduciendo que dichos contratos fueron celebrados en plena legalidad, calificando además como inmorales y dolosas las acusaciones realizadas por López Obrador y señalando que no debatirá con sus detractores. El 11 de marzo de 2008 decidió responder a las acusaciones.
El 10 de marzo de 2008 Andrés Manuel López Obrador y el partido Convergencia dieron a conocer dos contratos más, los cuales denunciaron mostrarían que la empresa familiar de Mouriño fue beneficiada por el tráfico de influencias.
Sin embargo, ningún partido o personaje que hizo estas denuncias presentó denuncia formal de los hechos imputados a Mouriño, solo estando en análisis la creación de una comisión investigadora en la Cámara de Diputados, debido a ello, el 11 de marzo Mouriño envió a la Procuraduría General de la República y la Secretaría de la Función Pública, todos los documentos relativos a los contratos que firmó como representante legal de la empresa de su familia con Petróleos Mexicanos, iniciando estas dos dependencias las investigaciones correspondientes.
El 13 de marzo, la Cámara de Diputados integró la comisión investigadora del caso, de la que se negaron a formar parte diputados del PRD, PT y Convergencia al no estar de acuerdo con sus objetivos, fue designado presidente de la comisión el diputado del Partido Verde Ecologista de México, Antonio Xavier López Adame; el 13 de mayo dicha comisión presentó sus conclusiones, exonerando a Mouriño de haber cometido tráfico de influencias y establecimiento que se condujo en apego a derecho.

### Protestas contra la reforma petrolera

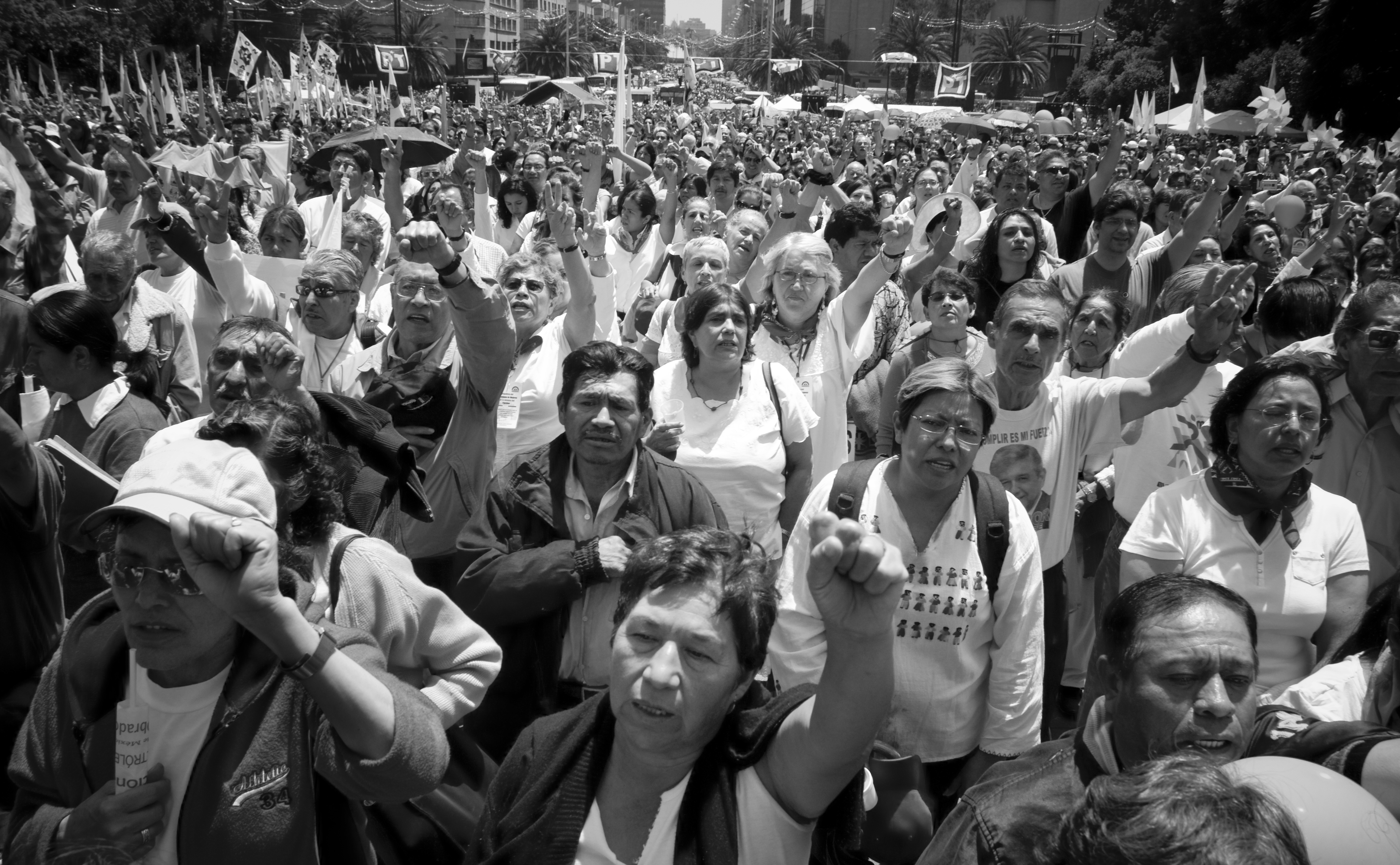
Manifestación ciudadana durante las protestas de la resistencia civil pacífica en defensa del petróleo.

En 2008, el presidente Felipe Calderón decidió negociar su propuesta de reforma petrolera. El 10 de abril, legisladores del Frente Amplio Progresista (FAP) tomaron las tribunas del Congreso, suspendiendo las sesiones en cada Cámara. El 13 de abril de 2008, López Obrador estableció una campaña que autodenominó "en defensa del Petróleo", ante lo que denunció podría ser la posible privatización de la empresa paraestatal PEMEX, para ello convocó a sus simpatizantes a llevar a cabo un mitin frente al Congreso de la Unión, entre otras acciones en una Asamblea General Informativa en el Zócalo capitalino.
Luego de las acusaciones vertidas sobre Mouriño y de lo que llamó probable privatización de PEMEX, Calderón decidió presentar una reforma que evitara temas sustanciales como las asociaciones con empresas privadas para la exploración y explotación de crudo en aguas profundas. El 27 de julio, se llevó a cabo la llamada consulta energética por parte del PRD, en donde se formularon dos preguntas:

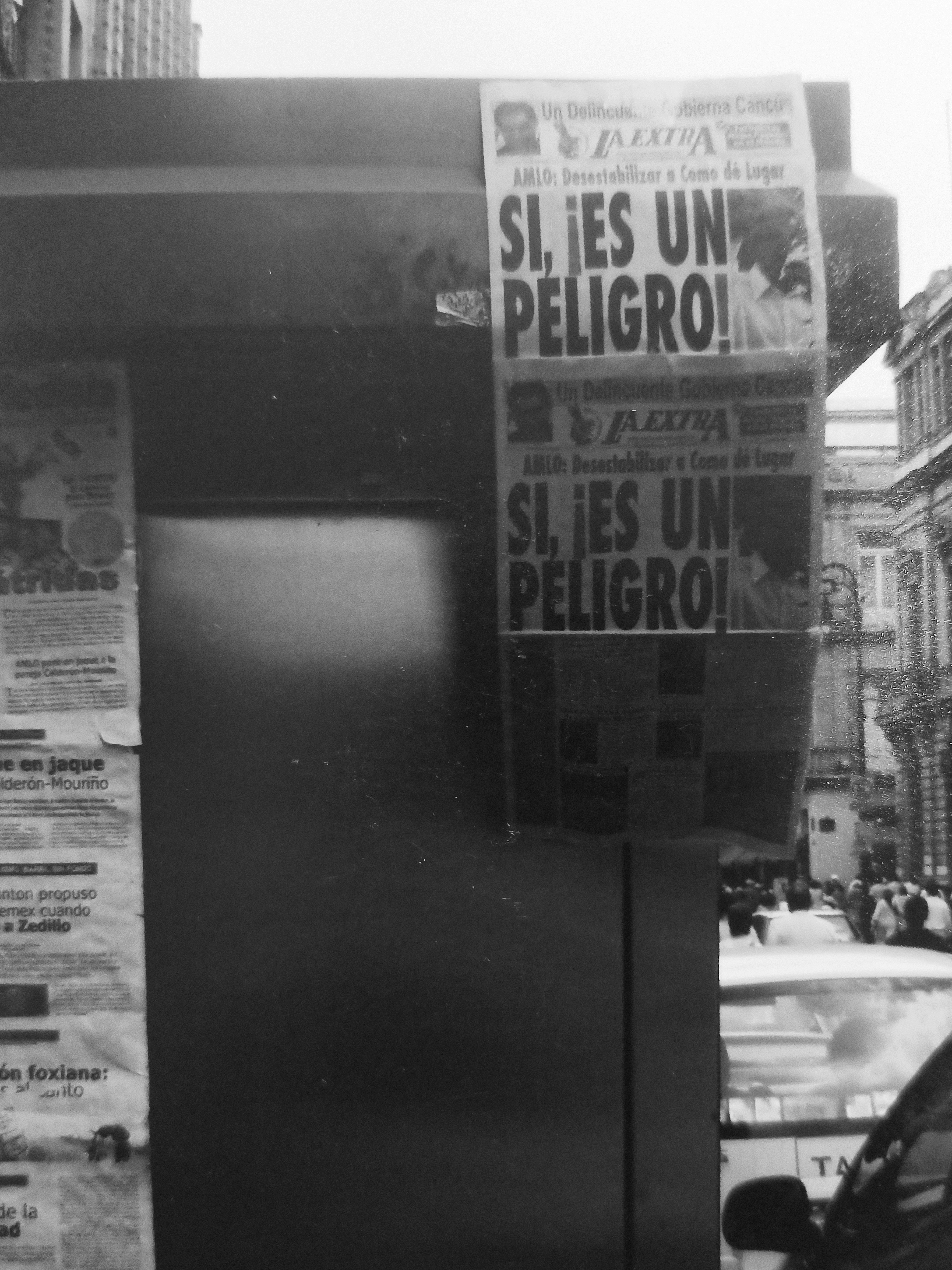
Periódicos en la Ciudad de México informando sobre las protestas de 2008.

- 1. Actualmente la explotación, transporte, distribución, almacenamiento y refinación de los hidrocarburos son actividades exclusivas del gobierno, ¿está de acuerdo o no está de acuerdo que en esas actividades puedan ahora participar empresas privadas?

- 2. En general, ¿está de acuerdo o no está de acuerdo con que se aprueben las iniciativas relativas a la reforma energética que se debaten actualmente en el Congreso de la Unión?

La consulta según el reporte final de Manuel Camacho Solís tuvo una participación de 967 mil 848 personas que, sumados a los realizados en la capital del país, hacen un total de un millón 793 mil 876 ciudadanos. En la primera pregunta, 901 mil 588 estuvieron en contra, mientras que 51 mil 726 estuvieron a favor, 14 mil 534 votos fueron anulados.
En segunda pregunta, 874 mil 517 ciudadanos votaron por el no y 69 mil 881 por el sí, en tanto que se anularon 14 mil 543 votos. El 30 de julio, Marcelo Ebrard entregó al presidente del Senado, el panista Santiago Creel, los resultados de la consulta petrolera.
El 23 de octubre el Senado aprobó por mayoría la reforma petrolera, misma que abría a Pemex a la iniciativa privada, le otorgaba autonomía presupuestal y promovía una política de Estado en materia de hidrocarburos.
El 1 de diciembre de 2013 llama a “cercar pacíficamente” el Senado, en previsión de los inicios de la discusión de la reforma energética. Un día después sufre un infarto al miocardio, por lo cual fue internado de urgencia en el Hospital Médica Sur, grave pero estable y fuera de peligro.

## Candidato a la Presidencia en 2012

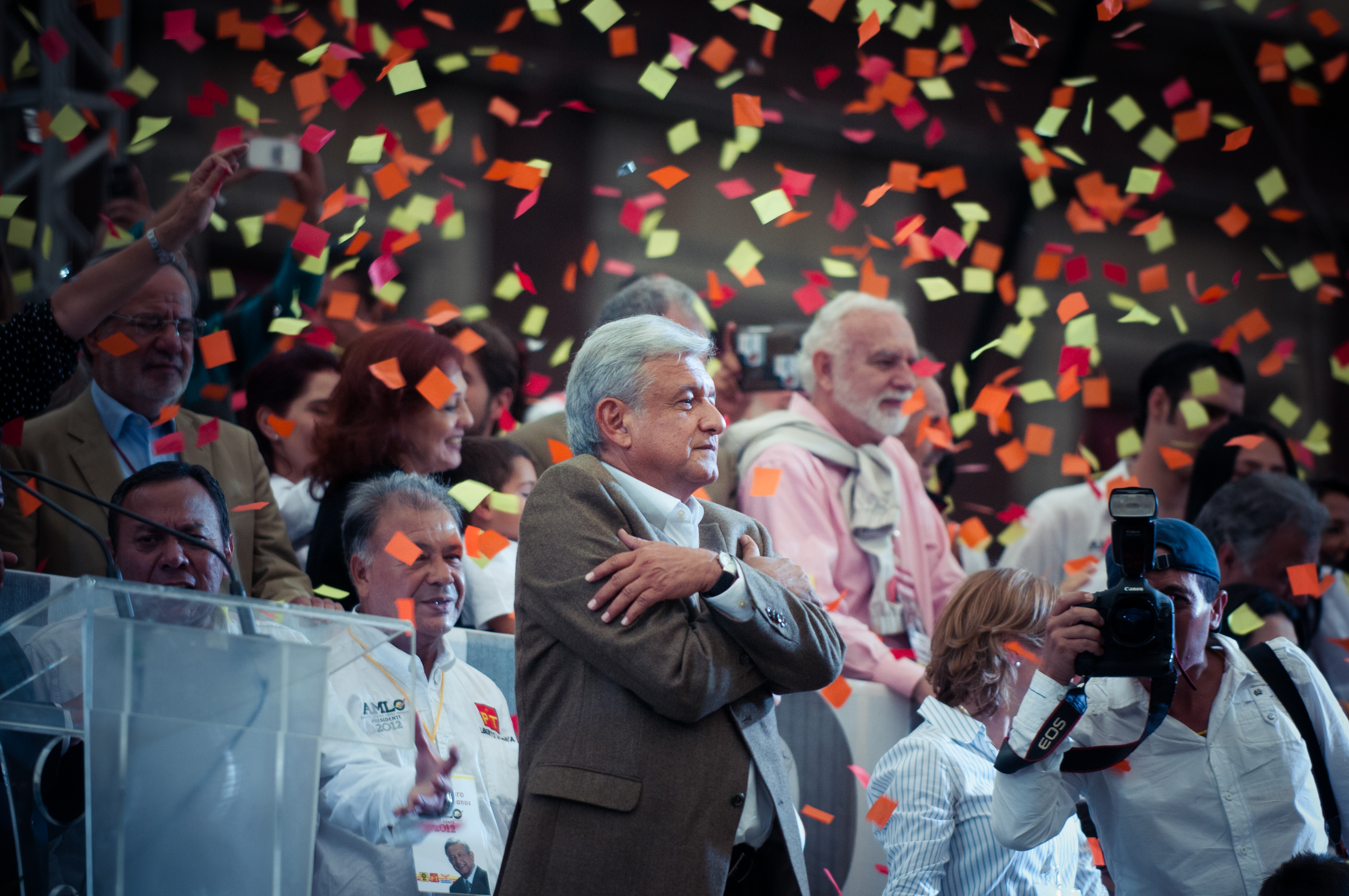
López Obrador durante su cierre de campaña en 2012.

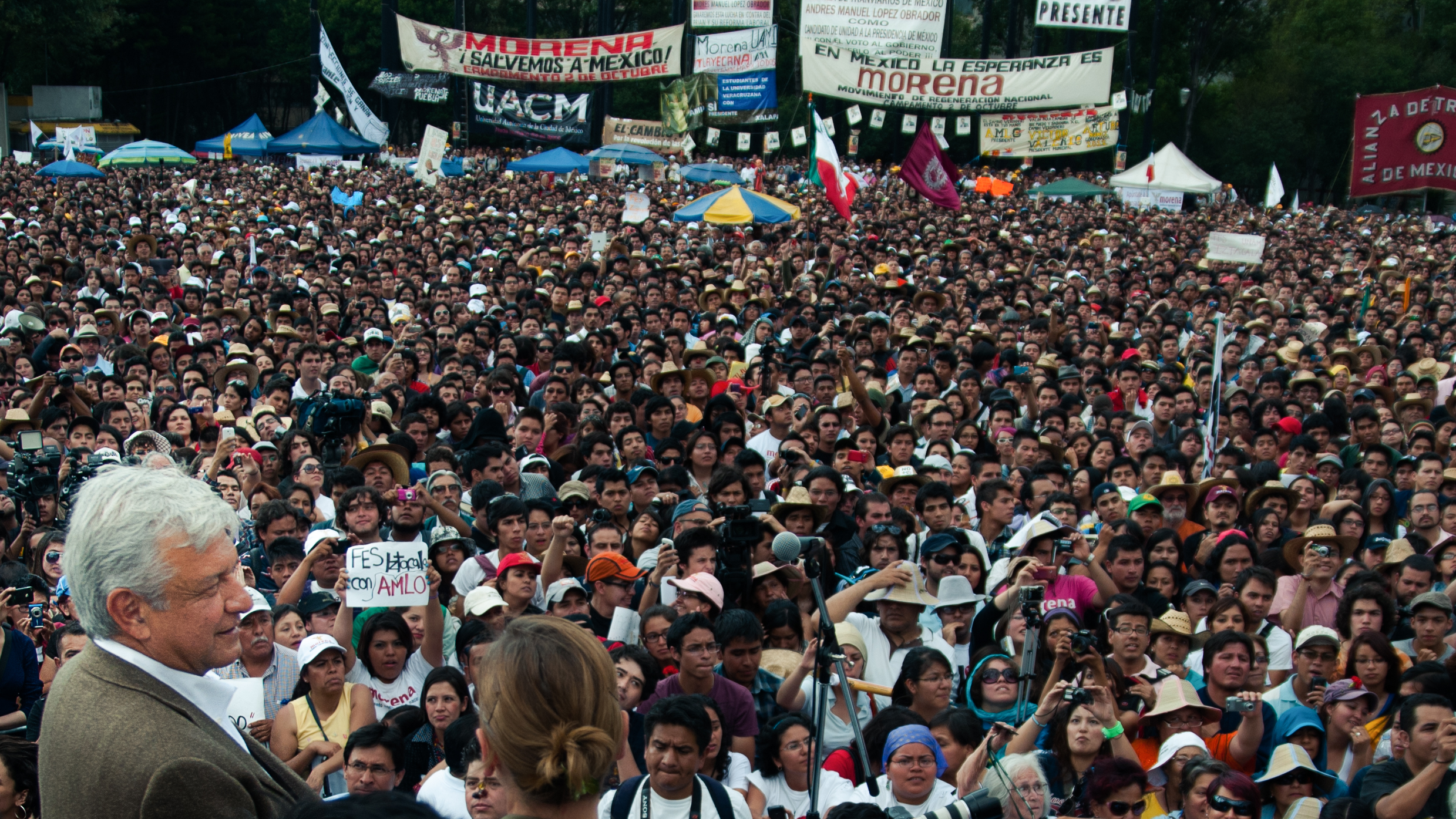
Mitin en la plaza de las Tres Culturas de Tlatelolco.

El 25 de julio de 2010 en un discurso en el Zócalo, anunció su participación en las elecciones presidenciales de 2012. El 2 de octubre de 2011, junto con un grupo de sus colaboradores y en asamblea pública, fundó el Movimiento Regeneración Nacional (Morena), como un colectivo social y asociación civil destinada a la promoción de la defensa del voto y de la divulgación de su denominado «Proyecto Alternativo de Nación». El objetivo de la organización era la movilización de «Comités de defensa del voto» en las entonces sesenta y seis mil secciones electorales en los trescientos distritos del territorio nacional; el movimiento alcanzó en menos de un año, cincuenta y tres mil comités seccionales en todos los distritos, doscientos mil brigadistas inscritos como potenciales representantes de casilla y cerca de cuatro millones de simpatizantes registrados (no afiliados directamente al no ser un partido político).
Antes de que el Frente Amplio Progresista (PRD-PT-Movimiento Ciudadano) realizará el proceso de selección interna, López Obrador en entrevista para un periódico La Jornada afirmó: «No pretendemos fundar un partido, buscaremos uno que nos registre de acuerdo a nuestros principios». Señaló que por el momento no hablará acerca de su candidatura para evitar acusaciones anticipadas de campaña.
El 11 de marzo de 2012, en el Teatro Metropólitan, tomó posesión como candidato del partido Movimiento Ciudadano a la Presidencia de México en el proceso electoral del 1 de julio, uno de los partidos que conforman el Movimiento Progresista.
Al igual que en las elecciones de 2006, de nuevo se reportó sobre la censura de spots que cumplían con los lineamientos emitidos por el IFE.
El 31 de agosto de 2012, Andrés Manuel rechaza el fallo del Tribunal Electoral del Poder Judicial de la Federación sobre los recursos legales que presentó sobre posible fraude electoral en el proceso de elecciones el 1 de julio del 2012 al no aceptar como presidente electo a Enrique Peña Nieto, en conferencia de prensa que fue retransmitida por algunos medios, sentenció: 

«(...) Aunque nos sigan atacando y nos acusen de malos perdedores, de locos, de mesiánicos, de necios, enfermos de poder y otras lindezas, preferimos esos insultos a convalidar o formar parte de un régimen injusto, corrupto y de complicidades que está destruyendo a México».

Llamó a los partidarios y a los que se oponen para reunirse el 9 de septiembre y dialogar actividades. Durante esta asamblea en el Distrito Federal, anunció su separación de los partidos del Movimiento Progresista para comenzar la formación de un nuevo partido con Morena.
Una vez concluida la elección, en la que terminó como segundo lugar, López Obrador se abocó en la defensa del sector energético; realizando consultas, llamados y marchas a fin de convocar a la discusión de la Reforma Energética.

## Candidato a la Presidencia en 2018

Partidos de la coalición «Juntos Haremos Historia».

Desde febrero de 2015, Andrés Manuel López Obrador expresó sus intenciones de contender por tercera vez para la presidencia a través de Morena, el colectivo que fundó en 2011, y que en 2014 obtuvo su registro como partido político. En repetidas ocasiones afirmó que se trataría de su última postulación y que no sería «eternamente» candidato presidencial.
En noviembre de 2017, presentó su «Proyecto Alternativo de Nación 2018-2024», con la intención de ser candidato presidencial por tercera ocasión, en las elecciones federales de 2018. El 12 de diciembre se registró ante la Comisión Nacional de Elecciones de Morena como precandidato. En un principio se especuló sobre la posibilidad de un frente que agrupara a los partidos de izquierda: Morena, PRD, PT y MC. Sin embargo, López Obrador rechazó cualquier tipo de acuerdo por diferencias políticas. A finales noviembre de 2017, los dirigentes de Morena y Partido Encuentro Social (PES) anunciaron que estaban en pláticas para formar una posible alianza. Hugo Eric Flores, presidente del PES, afirmó «tenemos dos opciones, ir solos o con Morena». Al día siguiente el partido formalizó una coalición con el Partido del Trabajo (PT) y el Partido Encuentro Social (PES) bajo el nombre «Juntos Haremos Historia», siendo López Obrador precandidato de los tres partidos.
El 14 de diciembre, en su primer acto de precampaña, Andrés Manuel presentó su propuesta de gabinete de Estado en caso de ganar la presidencia. Su proposición estaba integrada por ocho hombres y ocho mujeres, entre ellos la exministra de la Suprema Corte, Olga Sánchez Cordero, el diplomático Héctor Vasconcelos, la académica Irma Eréndira Sandoval, el exsecretario de Turismo de la Ciudad de México Miguel Torruco Marqués y el exsecretario de Gobernación y Desarrollo Social durante el gobierno de Ernesto Zedillo, Esteban Moctezuma Barragán.

### Apoyos

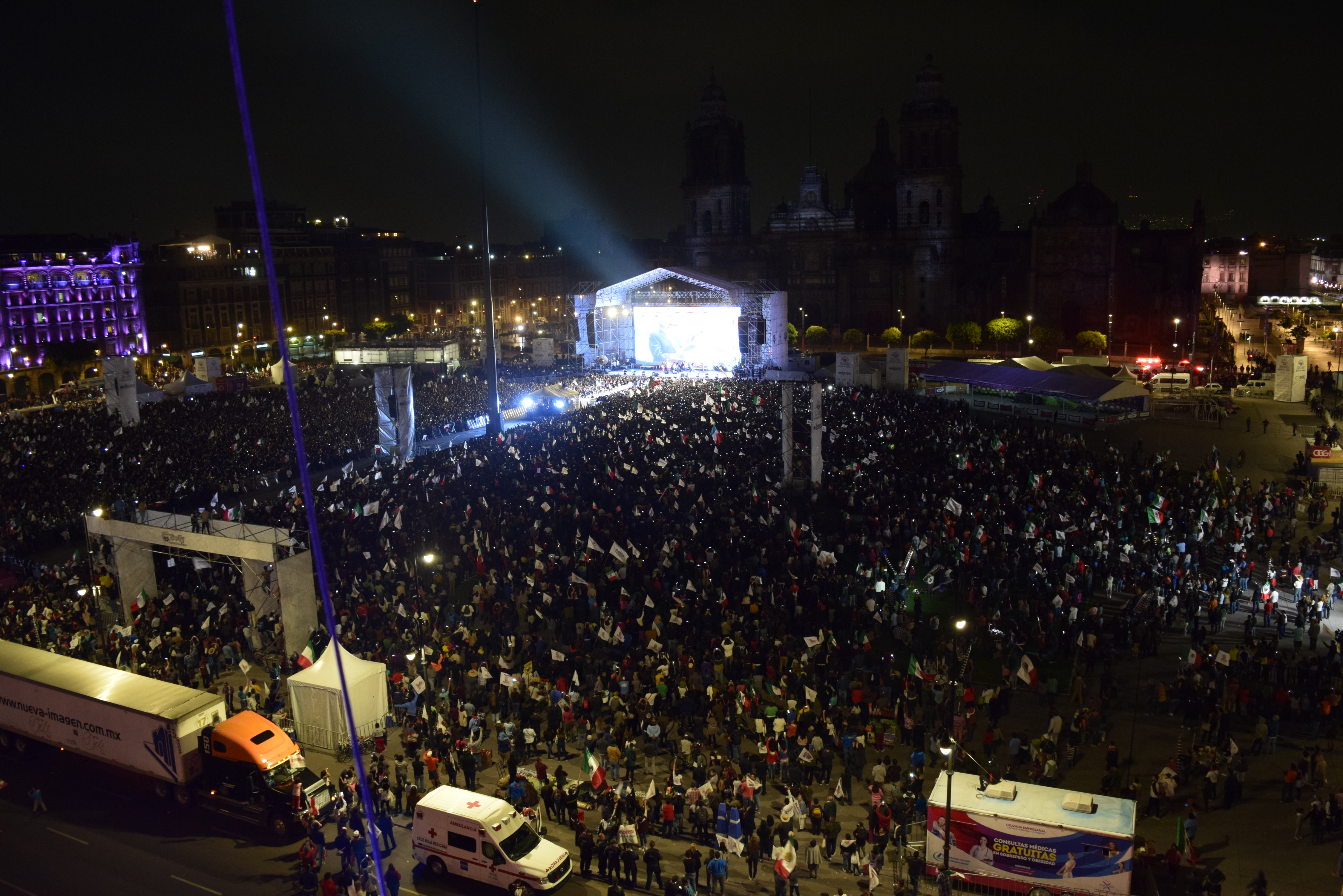
Celebración de la victoria de López Obrador en el Zócalo de la Ciudad de México en julio de 2018.

El 9 de abril de 2017, León Larregui, fundador y vocalista de la banda Zoé, apoyó y firmó un acuerdo político que el tabasqueño hizo en un mitin en el Monumento a la Revolución para respaldar su plan de gobierno, además de apoyarlo en varias ocasiones vía Twitter. El actor, productor y director mexicano Gael García Bernal apoyó y defendió en reiteradas ocasiones a Andrés Manuel.
Ifigenia Martínez, una de las fundadoras del PRD, le expresó su apoyo en un video publicado en marzo. En abril, la Marina Mercante de la Armada de México también dio su apoyo, tras presentar un acuerdo firmado por elementos que sostenía que aportarían cerca de 3 millones 200 mil votos. En Oaxaca días después del primer debate, se creó el «Frente Popular Progresista de Oaxaca», conformado por al menos 20 mil personas con el propósito de fungir como observadores y vigilar por lo menos el 50% de las casillas en dicho estado y que manifestó su apoyo a López Obrador. En mayo, se sumaron a su campaña los expresidentes del PAN Germán Martínez Cázares y Manuel Espino.
A nivel internacional, en febrero el diputado francés y excandidato presidencial en Francia, Jean-Luc Mélenchon, fundador de la coalición partidista de izquierda Francia Insumisa, se reunió con el morenista previo al inicio de la campaña electoral e indicó que su victoria sería «un gran cambio para México y toda América Latina». El presidente de Cantabria, Miguel Ángel Revilla, lo mencionó en una entrevista televisiva y aseguró que «Creo que va a ganar porque México necesita un cambio con una persona buena» y alegando «...le están presentando como un populista tipo Chávez... Fidel Castro, pero de eso nada: él quiere acabar con la corrupción y la desigualdad dentro de lo que pueda hacer... ese país no se merece lo que tiene hasta ahora». Miguel Ángel reiteró su apoyo vía Twitter en la veda electoral.
El 3 de junio de 2018, el periódico francés Libération expresó que López Obrador era «el Bernie Sanders mexicano», cuya posición en las elecciones presidenciales se encontraba en «plena ascensión» y ventaja.
El actor mexicano Joaquín Cosío ya había mostrado su apoyo varias veces al candidato y en enero publicó un video donde lo expresó. Tras el segundo debate presidencial, la cantante y actriz Belinda mostró su apoyo a Andrés Manuel vía Twitter varias veces. En un mitin hecho en Nayarit, el actor mexicano Carlos Bonavides apoyo a López Obrador, además de protagonizar un spot electoral para Morena. En una entrevista, el periodista José Ramón Fernández dijo apoyar al plan de gobierno del candidato además de comentar de los ataques en su contra. El productor y periodista mexicano Epigmenio Ibarra quien ha producido documentales sobre Andrés Manuel, reiteró su apoyo. Los hermanos actores Demián Bichir y Bruno Bichir apoyaron el plan de gobierno de López Obrador, ya que mencionaron que iba de acuerdo con sus ideologías políticas. El productor Héctor Bonilla, exconstituyente de Morena, desde 2012 a la fecha ha mostrado su apoyo al candidato. El actor y director mexicano Omar Fierro además de Sergio Mayer y María Rojo apoyan a Andrés Manuel siendo algunos de los organizadores de campaña de Morena. El músico 'Lupe' Esparza integrante del Grupo Bronco, presentó su apoyo al candidato a través de su partido político Morena. El actor y ex diputado Damián Alcázar a presentado su apoyo a López Obrador diciendo que es el "único que quiere un cambio verdadero" y pidiendo a la gente que no venda su voto.
Tras iniciar la veda electoral, el expresidente de Colombia, Ernesto Samper, apoyó al candidato en un tuit diciendo que su victoria reimpulsaría el proceso latinoamericano de integración que se encuentra aletargado por la derecha de varios países. El expresidente ecuatoriano, Rafael Correa, dio su apoyo al tabasqueño, mencionando que sería «Un vendaval de frescura» para Iberoamérica. La expresidenta de Argentina Cristina Fernández, también presentó su apoyo a Andrés Manuel, mencionando que su victoria no solo favorecería a México, sino a toda la región americana. El excandidato colombiano, Gustavo Petro, dijo que un triunfo de López Obrador en México propiciaría el surgimiento de un nuevo progresismo latinoamericano. El candidato español, Pablo Iglesias, mostró su apoyo vía Twitter al candidato. El Consejo Latinoamericano de Ciencias Sociales (CLACSO) dio su apoyo al tabasqueño argumentando que México necesita un cambio urgente.

### Críticas
En marzo de 2018, Juan Pablo Castañón, presidente del Consejo Coordinador Empresarial (CCE), criticó la propuesta económica del candidato morenista al calificarla de «proteccionista y cerrada». Semanas más tarde, el empresario Carlos Slim defendió el Nuevo Aeropuerto Internacional de la Ciudad de México, reprochó la propuesta de López Obrador de cancelarlo y afirmó que los «candidatos no deberían meterse». En respuesta, el candidato se defendió diciendo que se destruirían patrimonios nacionales y que el terreno no era factible por los hundimientos que sufre y por el daño ambiental que podría ocasionar y que el actual Aeropuerto Internacional de la Ciudad de México cerraría por interferencia aérea. Sin embargo, el expresidente priísta Enrique Ochoa, calificó sus afirmaciones de «nueva ocurrencia absurda».
El actor Diego Luna se expresó sobre una entrevista que Milenio le hizo al candidato, diciendo «es triste que el candidato de "izquierda" proponga poner a consulta ciudadana los derechos de la comunidad LGBT». López Obrador señaló que es «dirigente de un movimiento amplio, incluyente, donde hay católicos, evangélicos, no creyentes... y que tiene que respetar las opiniones de todos» además dijo que se respetaría la legalidad vigente.
El escritor peruano Mario Vargas Llosa expresó en la presentación de un nuevo libro en abril que López Obrador representa una «democracia populista y demagógica, con recetas que están absolutamente fracasadas en el mundo entero», a lo que el candidato respondió diciendo que esa era «su forma de pensar» y que «no estoy para caer en ninguna provocación, no me voy a enganchar...». El escritor reiteró sus críticas en una conferencia en mayo y afirmó que la gestión lopezobradorista «podría empujar a México a un desastre», aunque «no a una catástrofe como Venezuela».

### Resultados electorales
|  | 53.19% |

|  | 22.27% |

|  | 16.41% |

|  | 5.23% |

|  | 0.05% |

|  | 0.05% |

|  | 63.42% |

|  | 97.22% |

|  | 2.77% |

1. ↑  Zavala renunció oficialmente a su candidatura el 17 de mayo. Sin embargo, su nombre apareció en la boleta electoral.[231]
2. ↑  Al renunciar su candidatura, se consideran votos nulos por registro cancelado.[232]

## Presidente de México (2018-2024)

### Transición y toma de protesta

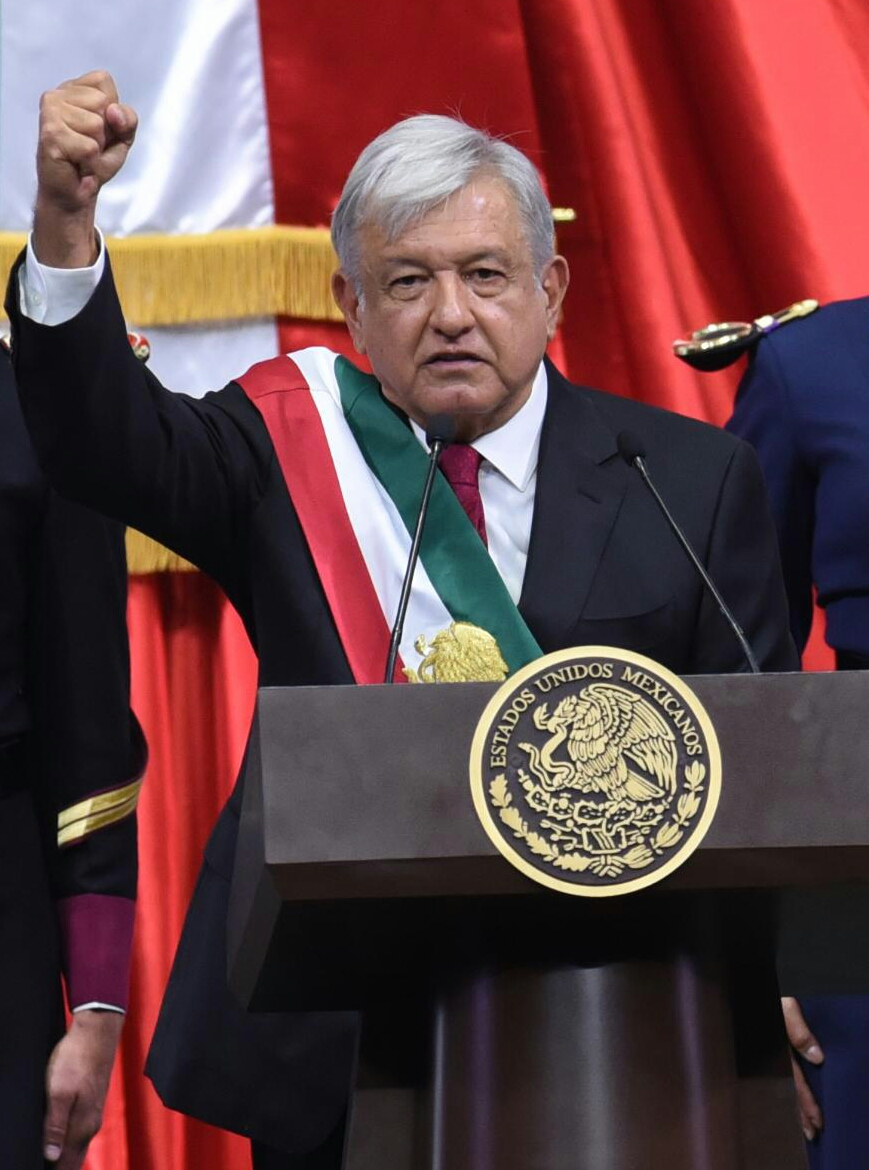
AMLO portando la banda presidencial en la toma de protesta.

El 8 de agosto de 2018, Andrés Manuel López Obrador recibió, de manos de Janine M. Otálora Malassis, magistrada presidenta del Tribunal Electoral del Poder Judicial de la Federación, la constancia que lo acreditaba como presidente electo de México.

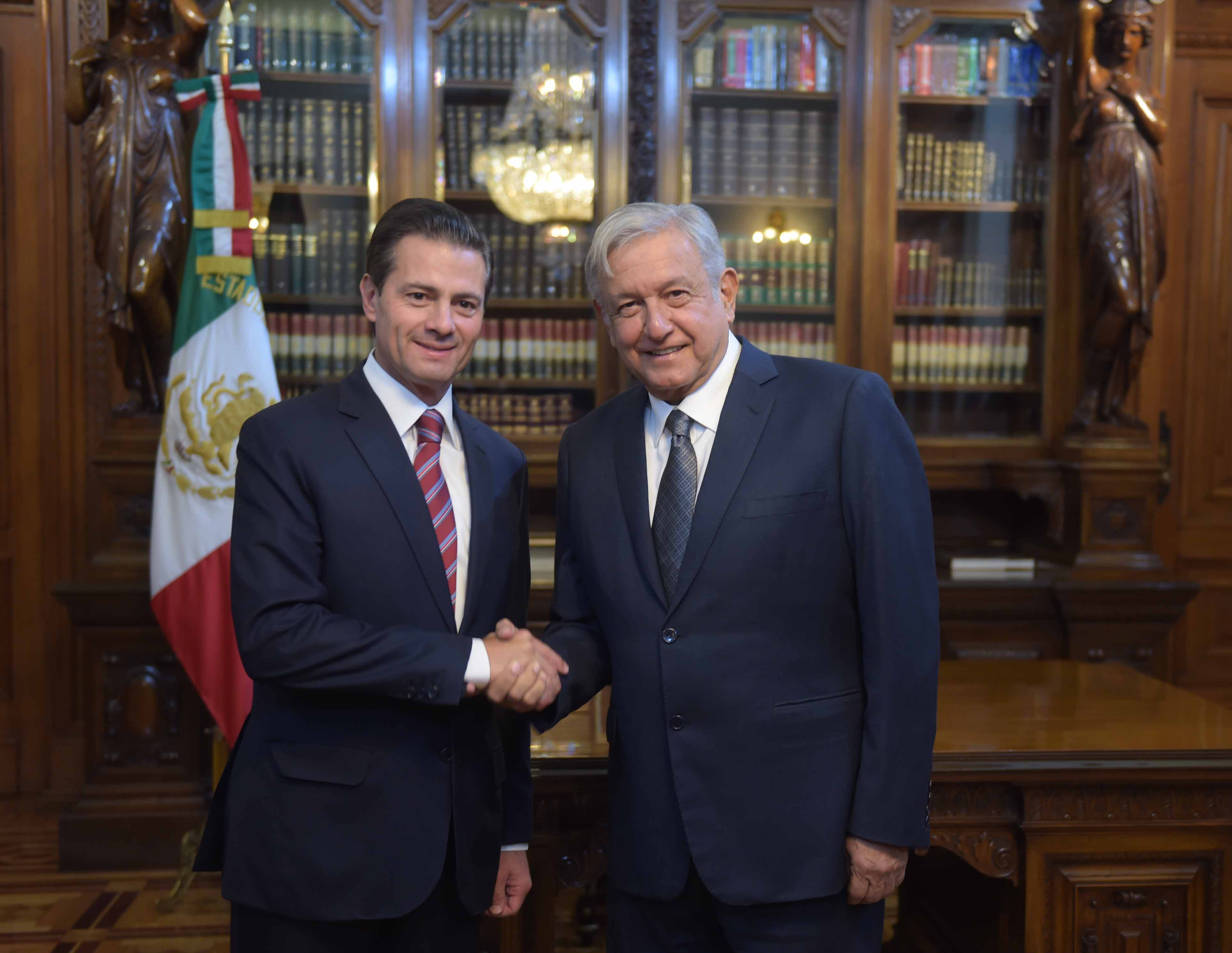
Reunión entre Enrique Peña Nieto y López Obrador en Palacio Nacional en 2018.

La transición gubernamental de Andrés Manuel López Obrador inició formalmente el 20 de agosto de 2018 con la reunión entre el gabinete de Andrés Manuel y el gabinete en funciones de Enrique Peña Nieto, para discutir los trabajos de entrega y recepción de gobiernos. El 21 de agosto de 2018, López Obrador anunció los nombres de las personas que, a partir del 1 de diciembre de ese año, serían parte de la Oficina de la Presidencia de la República. Después de ser declarado como el candidato ganador y más tarde como presidente electo, dio a conocer a la gente que conformaría la administración pública federal centralizada y los organismos paraestatales para el periodo 2018-2024.
El 1 de diciembre de 2018, desde las 00:00 horas (UTC-06:00) se convirtió en presidente constitucional, sin embargo, tal como lo establece la Carta magna acudió al Palacio Legislativo de San Lázaro a rendir protesta frente al Congreso de la Unión. La ceremonia de toma de posesión inició a las 11:00 horas; en la tribuna principal se encontraban, en orden de izquierda a derecha: Martí Batres Guadarrama (presidente del Senado), Enrique Peña Nieto (Presidente saliente), Porfirio Muñoz Ledo (Presidente de la Cámara de Diputados —y presidente de la sesión de Congreso general—), Andrés Manuel López Obrador y Luis María Aguilar (Presidente de la Suprema Corte de Justicia); custodiados todos, por tres cadetes de cada una de las ramas de las fuerzas armadas (uno del Heroico Colegio Militar, una cadete femenina del Colegio del Aire y uno de la Heroica Escuela Naval Militar). Después del recibimiento y anuncio del presidente del Congreso, pronunció el texto contenido en el artículo 87 constitucional:

Protesto guardar y hacer guardar la Constitución Política de los Estados Unidos Mexicanos y las leyes que de ella emanen, y desempeñar leal y patrióticamente el cargo de Presidente de la República que el pueblo me ha conferido, mirando en todo por el bien y prosperidad de la Unión; y si así no lo hiciere que la Nación me lo demande

No obstante, al final de la frase «que el pueblo me ha conferido» añadió las palabras «de manera democrática». Posteriormente se realizó el traspaso de la banda presidencial, que como lo indica la ley, el presidente saliente se la entrega al del congreso y este al nuevo titular. Andrés Manuel López Obrador fue el primero en dar un discurso frente al Congreso de la Unión desde el año 2000, luego de las accidentadas investiduras de Felipe Calderón y Enrique Peña Nieto, quienes solo rindieron la protesta de ley y se retiraron. Al concluir el discurso se rindieron los honores correspondientes con el Himno Nacional.
Esta ceremonia fue la más concurrida de la historia, en cuanto a representantes del extranjero se refiere; figurando entre los invitados catorce jefes de Estado y de gobierno:
Con todos ellos López Obrador sostuvo una comida en Palacio Nacional al finalizar la toma de posesión y luego de un breve recorrido por calles de la Ciudad de México. Además, la mencionada ceremonia alcanzó destacados niveles de audiencia televisiva y menciones en redes sociales.
Finalmente, y como cierre de la jornada, se llevó a cabo un evento de respaldo popular en el Zócalo de la Ciudad de México, en el que representantes de 68 grupos indígenas le entregaron de manera simbólica el denominado "bastón de mando", un acto inédito en la relación de las autoridades nativas y la presidencia de la república; para concluir el evento dio un discurso ante 150 mil asistentes.
El mismo día de su investidura dio paso a la realización de dos puntos planteados en su plataforma electoral; primero al ya no contar desde ese mismo momento con la protección y asistencia del Estado Mayor Presidencial, disuelto desde el 30 de noviembre; y después con la apertura al público en general de la Residencia Oficial de Los Pinos, la cual no habitaría, permaneciendo en su domicilio particular y trabajando en Palacio Nacional. A ello, se sumó la negativa de su esposa de emplear el término Primera Dama, que aunque nunca fue una denominación con validez legal, su supresión retórica se considera también la anulación de su rol protocolar.
Al día siguiente se llevó a cabo su primer evento como Comandante Supremo de las Fuerzas Armadas, en la denominada "Ceremonia de Salutación" en el Campo Marte de la Ciudad de México. La ceremonia comenzó con el izamiento de la bandera nacional; continuó con un discurso del presidente, acompañado en el estrado principalmente por los secretarios de la Defensa Nacional, Luis Cresencio Sandoval y de Marina, José Rafael Ojeda Durán. Posteriormente se le rindieron honores con el himno nacional y detonando 21 salvas, saludó al Alto Mando Militar y pasó revista a 3417 elementos provenientes del Ejército, Armada y Fuerza Aérea.
En los días que siguieron a su investidura, Andrés Manuel López Obrador redujo su salario en un 60% y declaró que deseaba poner fin a los privilegios reservados a su cargo.

### Política interior y legislativa

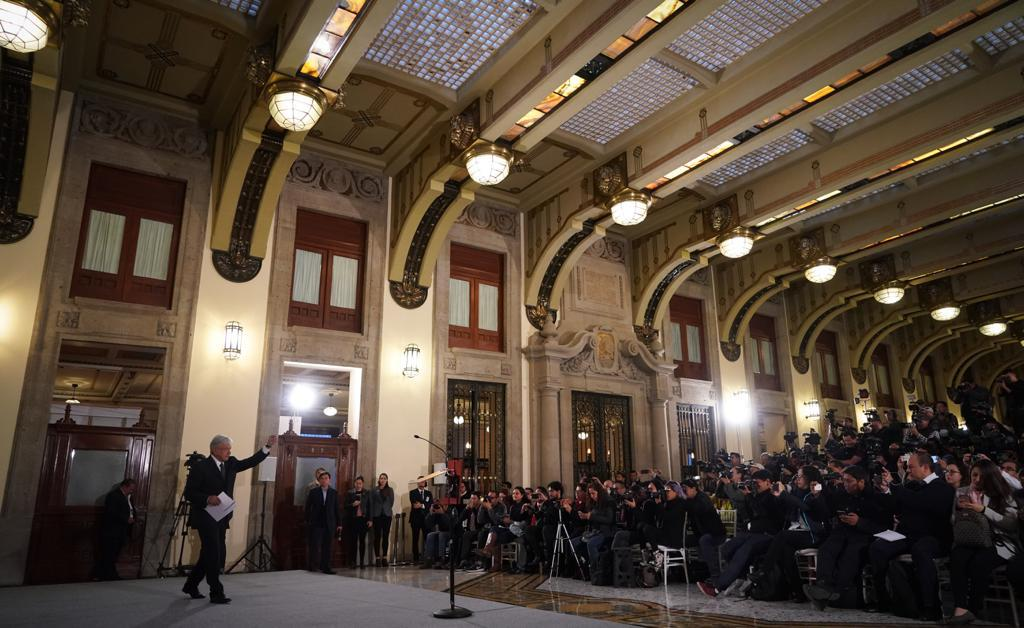
Primera Mañanera del sexenio.

Las políticas gubernamentales de López Obrador se encuentran enmarcadas en los tres ejes fundamentales planteados en su plataforma electoral: combate a la corrupción, generación de un estado de bienestar y pacificación del país. Para ello su administración comenzó la articulación de un marco legal que facilitara dichos fines. En su primer año de gobierno, haciendo prevalecer la singularidad legislativa de poseer la primera mayoría parlamentaria desde 1997 para un grupo político gobernante (la Coalición Juntos Haremos Historia contaba con 70 de 128 senadores y 318 de 500 diputados en la LXIV legislatura del Congreso de la Unión) y los eventuales apoyos pactados con otras fuerzas políticas (fracciones del PRD, Movimiento Ciudadano y Partido Verde), consiguió la aprobación de ocho reformas a la constitución y 59 a distintas leyes, códigos y reglamentos. Sobresalen, por su trascendencia, amplitud y polémica generada, las reformas a la carta magna sobre extinción de dominio (para asumir los recursos incautados a la delincuencia organizada), prisión preventiva oficiosa, la creación de la Guardia Nacional, la nueva reforma educativa, paridad de género en cargos públicos, el acotamiento al fuero del presidente de la república, el reconocimiento constitucional a los pueblos afromexicanos, y la que establece el carácter vinculatorio de la consulta popular y la revocación de mandato.

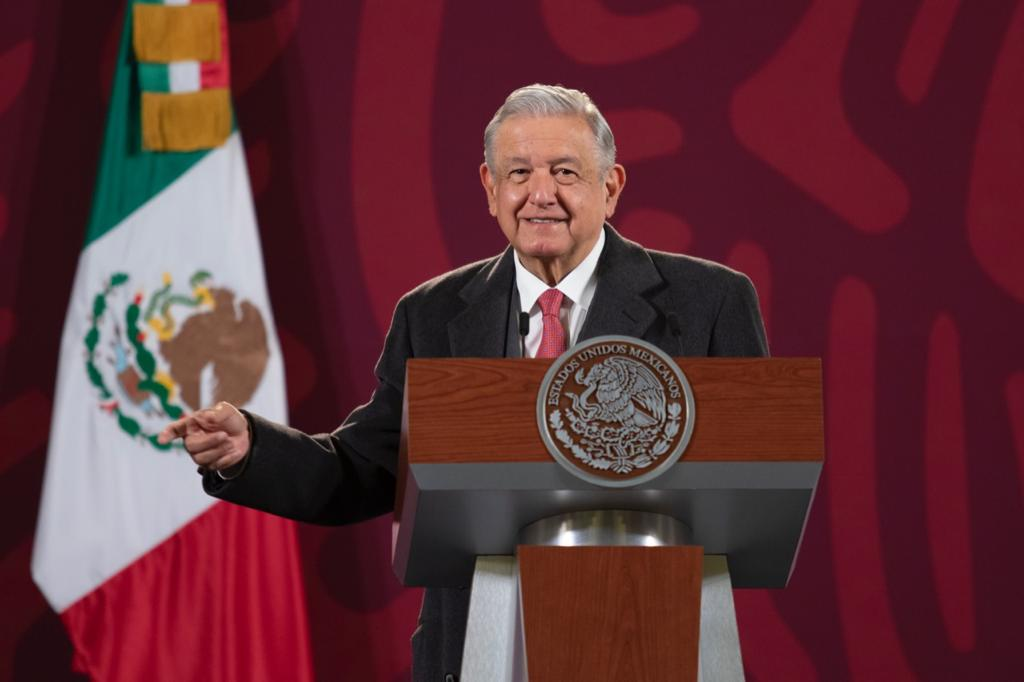
López Obrador durante una de sus conferencias de prensa matutinas diarias.

En cuanto a la legislación generada a partir del programa de gobierno, resaltaron por el impacto mediático causado la Ley de Seguridad Interior, la Ley de Remuneración de Servidores Públicos (para limitar los altos sueldos de los funcionarios), la prohibición de la condonación de impuestos, las reformas laborales en materia de libertad sindical, justicia laboral y negociación colectiva (condicionantes para la firma del T–MEC), la Ley de Administración Pública y la Ley de Austeridad Republicana para concretar la política de austeridad en el ejercicio del gasto de las dependencias; las reformas penales para clasificar la evasión de impuestos, la corrupción, el robo de combustibles y el fraude electoral como delitos graves; la creación o ampliación de facultades a distintas dependencias gubernamentales como la reaparición de la Secretaría de Seguridad Pública bajo el nombre de Secretaría de Seguridad y Protección Ciudadana, que entre sus nuevas funciones se encuentra administrar todo lo relativo al servicio de inteligencia del estado mexicano, reemplazando al CISEN con el Centro Nacional de Inteligencia; el cambio de denominación de las secretarías de Desarrollo Social y la de Agricultura, Ganadería, Desarrollo Rural, Pesca y Alimentación, la primera para llamarse Secretaría de Bienestar, y la segunda para simplificarse como Secretaría de Agricultura y Desarrollo Rural; la creación del Instituto de Salud para el Bienestar (en sustitución del Seguro Popular, con la consecuente reforma a la Ley General de Salud para garantizar atención médica y medicamentos gratuitos), el Instituto para devolver al pueblo lo robado (reemplazando al Servicio de Administración y Enajenación de Bienes) y el Banco del Bienestar (sustituyendo al Banco del Ahorro Nacional y Servicios Financieros).
En 2020 únicamente se realizaron tres reformas constitucionales, sin embargo representaban el sustento normativo para tres de las propuestas más divulgadas de su plan de gobierno; la primera fue para prohibir las condonaciones de impuestos que no estuvieran contempladas por la ley, esto para evitar las exenciones multimillonarias que en administraciones pasadas se manifestaban como un boquete fiscal. La segunda reforma, adquirió una mayor notoriedad pues significó elevar a rango constitucional uno de los tres pilares fundamentales de su plataforma, establecer el estado del bienestar, específicamente garantizando la extensión integral de los servicios de salud, el sistema de pensiones para adultos mayores y personas con discapacidad, y las becas de apoyo para estudiantes de bajos recursos. Finalmente, la tercera reforma eliminó el fuero al presidente de la república.
En cuanto al resto de la actividad legislativa promovida por el ejecutivo este año, se aprobaron la Ley de Amnistía (para permitir que víctimas y personas vulnerables a ser coaccionadas por el crimen, accedan a beneficios judiciales por su condición), la exclusión de intermediarios para obtener créditos de vivienda, la eliminación de fideicomisos públicos señalados de irregulares, el aumento de participaciones patronales en las pensiones y la supresión de la subcontratación. De parte del poder ejecutivo, pero directamente de la secretaria de Gobernación Olga Sánchez Cordero, vino la histórica iniciativa aprobada para despenalizar el consumo de marihuana.
En 2021 la actividad legislativa del gobierno en ambas cámaras estuvo marcada por el ligero retroceso de la coalición mayoritaria en la cámara de diputados (ahora llamada Juntos Hacemos Historia). Aunque el partido gobernante Morena por sí solo obtuvo más escaños en las elecciones legislativas de ese año (respecto a 2018), sus partidos aliados PT y PES perdieron presencia, incluso este último desapareció; con ello se perdió la mayoría cualificada.  Sin embargo la coalición había pactado previamente la integración a esta del PVEM (previamente en el bloque opositor en la legislatura 2018-2021), lo que le permitió conservar la mayoría relativa, pero obligándola a negociar la mayoría cualificada en aras de nuevas reformas constitucionales.
Los procesos legislativos por lo tanto, a partir de este año, se tornaron más conflictivos y en muchas ocasiones disminuyeron o anularon el impacto de las propuestas originales del presidente y su grupo parlamentario. Aun así dos importantes reformas constitucionales salieron adelante, al prohibir de manera definitiva las partidas secretas (gastos de uso libre y no auditable para el gobierno) y la supresión definitiva del fuero constitucional para el presidente de la república (antes solo acotado).
La ley más destacada, tanto por su alcance, como por su impacto mediático, sería la ley de industria eléctrica, que entre otras cosas otorgaba al gobierno la posibilidad de suspender contratos privados; priorizar a la CFE en el manejo de los recursos generadores de electricidad por encima de empresas privadas y desaparecer el llamado “auto abasto”, es decir el libre uso de las compañías privadas de la red de la CFE; estas dos últimas medidas fueron las que provocaron mayor controversia. Por otro lado la reforma legal más sobresaliente fue la eliminación y prohibición absoluta del modelo de subcontratación en la Ley federal del trabajo.
En 2022, la reforma eléctrica fue propuesta por Obrador y modificaría los artículos 25, 27 y 28 de la Constitución, esto para poder derogar la reforma energética de 2013, iniciativa presentada por el expresidente Enrique Peña Nieto. El cambio se buscaba debido a que el presidente visionaba que la ley expuesta nueve años atrás, no trae beneficios al país ni a los mexicanos, ya que esta otorga mayores beneficios a empresas particulares y extranjeras. El 17 de abril del mismo año, la reforma fue rechazada por la Cámara de Diputados con 223 votos en contra y 275 votos a favor. El mismo día, Obrador propuso la reforma de la ley minera, está buscaría el reformar los artículos 1, 5, 9 y 10 de la actual ley minera, reglamentaria del artículo 27 de la Constitución federal. Con 275 votos a favor, 24 en contra y 187 abstenciones, fue aprobada al día siguiente por la Cámara de Diputados.
El 11 de abril de 2022 López Obrador se convirtió en el primer presidente en la historia en someterse a un proceso de revocación de mandato, el cual dio como resultado un 91.8% de votantes a favor de que concluya su mandato. No obstante, la revocación no alcanzó la categoría de vinculante (que constitucionalmente procediera el final del mandato presidencial) al solo registrar 17% de participación entre el padrón electoral (se necesitaba un 40% de participación mínimo).
En 2023 el tema legislativo estuvo marcado por un continuo enfrentamiento, no con el poder legislativo, sino con la cabeza del poder judicial, la Suprema Corte de Justicia de la Nación; en un fenómeno inédito en las relaciones de los poderes, sería la corte quien invalidó y dio marcha atrás a cuatro reformas legales y constitucionales aprobadas por el Congreso de la Unión y previamente propuestas por el primer mandatario. El 18 de abril anuló los cambios legislativos que formalizaban el vínculo de la Guardia Nacional con la Secretaría de la Defensa Nacional; el 19 de mayo invalidó el decreto presidencial que confería la calidad de «asunto de seguridad nacional» a las obras públicas insignia del sexenio (refinería, tren, aeropuerto, etcétera); el 23 de junio declaró nulos los cambios a la legislación electoral para restructurar las funciones del INE, limitar la burocracia de este, eliminar el gasto excesivo del órgano y los partidos, prohibir la transferencia de votos a partidos minoritarios en una coalición para evitar la conservación perpetua de su registro, modificar el criterio del INE y el TRIFE para sancionar o limitar las expresiones de funcionarios que se consideraban propaganda, entre otras medidas; y el 6 de diciembre nulificó el decreto que extinguía los fideicomisos de la Corte, esto a pesar de que dicho recursos, se proponía, fueran transferidos a un fondo para la recuperación de Guerrero luego del paso del huracán Otis.
La controversia giro en torno a las acusaciones mutuas de ambos poderes, en el caso de la Corte acusaba constantemente «fallas en el proceso legislativo que vulneran la constitución», en tanto el presidente de la república planteaba la «violación a la separación de poderes», dado que la corte imponía una parálisis legislativa.
No obstante, esto no impidió una serie de reformas legales de menor impacto mediático, pero de destacada trascendencia, como la regulación del trabajo remoto, el mejoramiento de las condiciones de trabajo para quienes laboran de pie, la simplificación de la política financiera y de valores para abrir el mercado a pequeños y medianos empresarios o comerciantes, la creación de una nueva aerolínea paraestatal, la prohibición de acceder a cargos públicos para vinculados con violencia de género o deudores alimentarios, la disminución de la edad para ser diputado (pasando a 18 años en lugar de 21), la regulación de concesiones mineras y uso industrial de agua, la abrogación de sanciones económicas o penales por expresar injurias contra los miembros de los tres poderes y las fuerzas armadas, la ampliación de sanciones y tipificaciones para el manejo ilegal de sustancias químicas (dirigido a combatir el tráfico de fentanilo) y la penalización del matrimonio forzado de menores de edad.
El 5 de febrero de 2024 presentó su último paquete de reformas constitucionales y al marco jurídico básico para elevar a rango constitucional, y establecer normativas, a la política social, al proyecto económico que planteó su administración y a las estructuras que reviertan la (citada por él) "era neoliberal". Incluía la modificación a 36 artículos de la constitución.
Las propuestas consistían esencialmente en: reconocer como derechos de sujeto público a pueblos indígenas y afrodescendientes; fijar la partida y aumento anual en el presupuesto para las pensiones a adultos mayores y las becas estudiantiles; instituir que en el ejercicio de los derechos a la salud y la educación se garanticen de antemano las condiciones de "integral" y "gratuita"; constituir medidas que favorezcan a familias de la clase trabajadora, arrendatarios de una vivienda, se puedan convertir en dueños de la misma con eventualidad; prohibir el maltrato animal; consolidar en la ley la prohibición del "fraking"; instaurar en las zonas con escasez de agua, la obligatoriedad de solo otorgar concesiones para uso doméstico; prohibir vapeadores y drogas químicas; asegurar el aumento salarial solo por encima de la inflación; crear un fondo de pensiones que garantice la entrega del cien por ciento del salario al momento del retiro (revirtiendo la ley del 25% de 1997); implantar medidas que garanticen el acceso al empleo; liberar las concesiones para carga, de las vías férreas del país, para usarlas también para transporte; asegurar, por encima del mínimo, el salario de maestros y médicos de instituciones públicas, así como de los elementos de las fuerzas armadas y seguridad federal; erigir un jornal base para campesinos independientes; elevar a rango constitucional la política de "austeridad republicana"; una reforma al poder judicial para que sus titulares (ministros, magistrados y jueces) sean electos por voto popular; y eliminar las dependencias y organismos autónomos onerosos. 
A todo lo anterior se añadieron dos reformas antes enviadas y rechazadas o anuladas, pero que fueron replanteadas; La reforma electoral que ahora incluía la eliminación de diputados y senadores plurinominales, así como los senadores de primera minoría; y la reforma de las fuerzas armadas para incluir a la Guardia Nacional en la estructura de la SEDENA.
Sin embargo, y dado el boicot legislativo impulsado por la oposición en la entonces vigente LXV legislatura en el Congreso de la Unión, el mandatario tuvo que esperar la concreción del denominado «Plan C» (que la coalición Sigamos Haciendo Historia lograra la mayoría calificada en el congreso en las elecciones de ese año) para conseguir la aprobación de sus reformas. A pesar de ello, aún en dicha legislatura, el gobierno logró la aprobación de una reforma constitucional para crear el «Fondo de pensiones para el bienestar» para garantizar el pago del 100% del salario al momento del retiro; a esto se añade como logro legislativo del oficialismo, la aprobación de una reforma legal para prohibir las «terapias de conversión» por ser violatorias de los derechos humanos de la comunidad LGBT.
Las elecciones dieron como resultado la consecución de la mayoría calificada al instalarse la LXVI legislatura (la primera mayoría calificada, obtenida vía electoral, para un gobierno en funciones desde 1991), al menos en la Cámara de Diputados con 364 legisladores; ya que en el senado, aunque la cifra obtenida de 85 senadores era, aritméticamente, el número de las dos terceras partes, la interpretación del órgano era de 86; no obstante la coalición consiguió dicho voto extra. Esta legislatura operaria aun en el último mes del sexenio obradorista, por lo que los líderes al interior de la misma operaron para aprobar la mayor cantidad de reformas; al concluir el sexenio se ratificaron la reforma judicial, el reconocimiento de personalidad jurídica de las comunidades indígenas y afromexicanas (que les otorga propiedad colectiva sobre sus recursos naturales), la elevación a rango constitucional del programa «Jóvenes construyendo el futuro» y la transferencia de la Guardia Nacional a la SEDENA.

### Política exterior

#### Latinoamérica

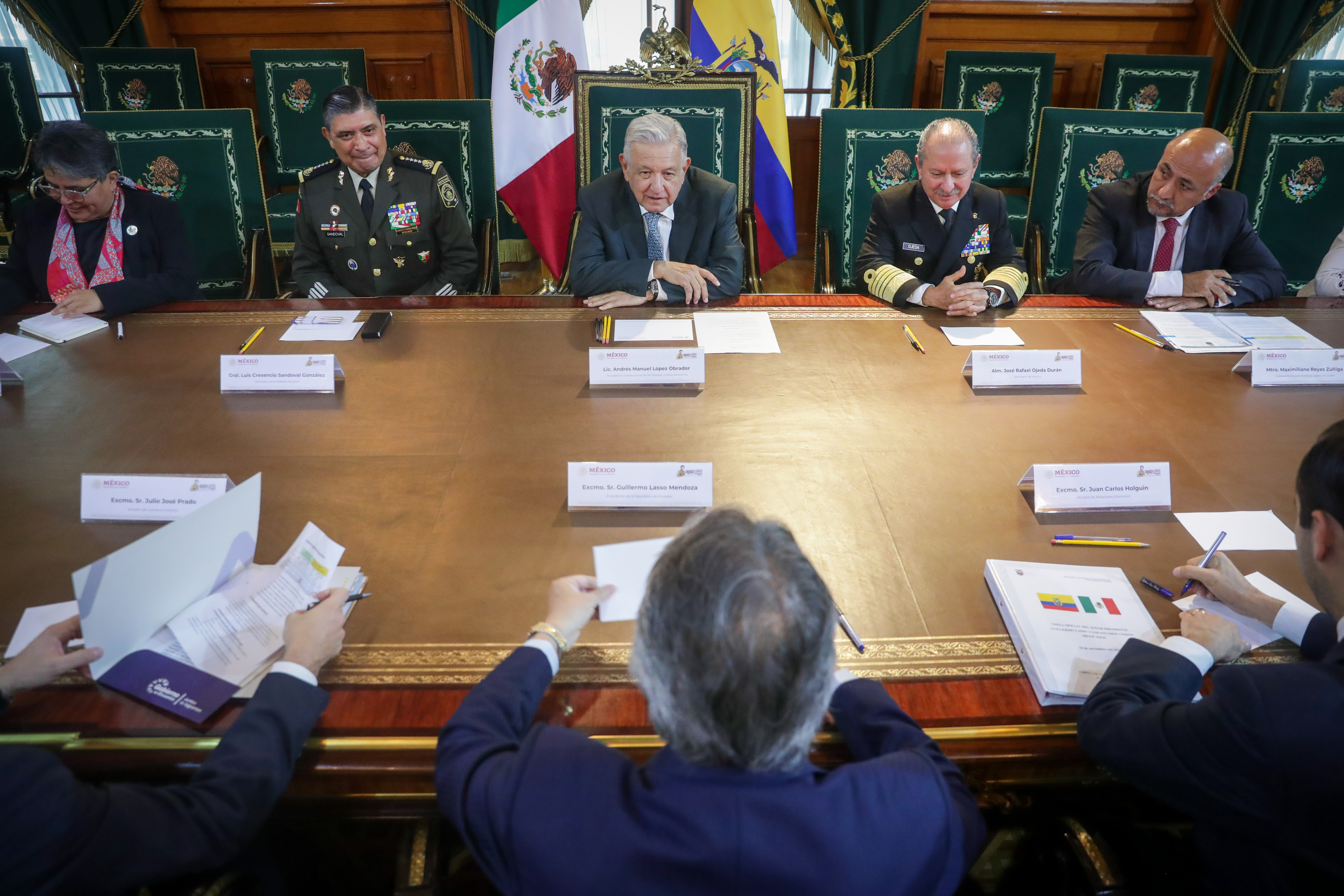
AMLO en reunión con el presidente ecuatoriano Guillermo Lasso, 2022.

En el marco de las protestas latinoamericanas de 2019 y en concordancia con los principios constitucionales del país, el gobierno de López Obrador mantuvo posturas de mesura, condena a hechos violentos, convocatoria a diálogos y soluciones pacíficas, así como el respeto al orden legal de cada país. Sobresalió en estas circunstancias el reconocimiento de México al gobierno de Nicolás Maduro en medio de la crisis política, de reconocimiento y gobernabilidad que privaba en la nación sudamericana, ello incluía no ser parte de las medidas punitivas o coercitivas contra Venezuela en el terreno económico y diplomático, en aras también de ser un eventual interlocutor en una probable salida política a la crisis de dicho país.
El secretario de relaciones exteriores, Marcelo Ebrard, denunció la renuncia del presidente boliviano Evo Morales como un «golpe de Estado» y declaró que México no reconocería a la próxima administración que emanara de estos sucesos. En los casos de las protestas en Chile y Ecuador se reconoció la salida política para poner fin a los móviles de las manifestaciones por parte de los gobiernos de cada país.
En 2019 durante las visitas de los presidentes Nayib Bukele de El Salvador (20 de junio) y Juan Orlando Hernández de Honduras (26 de julio), se firmaron acuerdo bilaterales para implementar, con el apoyo mexicano, los programas sociales Jóvenes Construyendo el Futuro y Sembrando Vida en dichos países. Los acuerdos serían la plataforma de la propuesta de integración de López Obrador para la región, proponiendo a lo largo de su periodo la aplicación de estos en Belice, Cuba y Haití.
Con la llegada al poder a finales de 2019 de Alberto Fernández como presidente de Argentina, se fortalecieron los lazos entre ambos países, movidos en parte por la afinidad de ideas que ambos comparten. Muestra de esto fue la colaboración de México como gestor de la renegociación de la deuda argentina, el acuerdo binacional para la fabricación eventual de la vacuna que contrarreste la pandemia de COVID-19, y la construcción de una agenda común de política exterior en temas como la crisis pospandemia y la salida política de la crisis en Venezuela.
El Palacio Nacional de México fue sede de la IV Cumbre de jefes de Estado y de gobierno de la Comunidad de Estados Latinoamericanos y del Caribe entre el 17 y el 19 de septiembre de 2021, en ella López Obrador presentó formalmente sus propuestas en materia de integración imitando para todo el continente el caso de la Unión Europea. Previamente los ministros del exterior habían acordado incrementar la cooperación para paliar los efectos de la pandemia.
La llegada al poder de gobiernos de izquierda a Bolivia, Chile, Honduras, Perú, Colombia y Brasil, sumado al de Argentina, configuraron de manera más amplia los esfuerzos de México por conjuntar las propuestas de integración de la región. En este marco impulsó la asociación estratégica en la zona para hacer frente a la crisis inflacionaria de 2022-23 y la crisis alimentaria desatada por la guerra en Ucrania. No obstante se presentó un distanciamiento respecto de Nicaragua en el contexto de las acusaciones al gobierno de Daniel Ortega durante las protestas de 2021-22, incluso México no envió ningún representante a la toma de posesión para el quinto periodo de Ortega.
Entre el 21 y el 22 de octubre de 2023, para dar seguimiento a su propuesta sobre el fenómeno migratorio en la zona, organizó una cumbre regional en México; esta tuvo como resultado la firma de un acuerdo regional para homologar estrategias de atención estructural al fenómeno migratorio, cohesionar la postura del grupo para negociar con los países receptores la atención de la migración, dar un enfoque humanitario al trato de las caravanas migrantes y llevar a los foros internacionales el replanteamiento de los mecanismos de deuda que padecen los países del área.

##### Bolivia

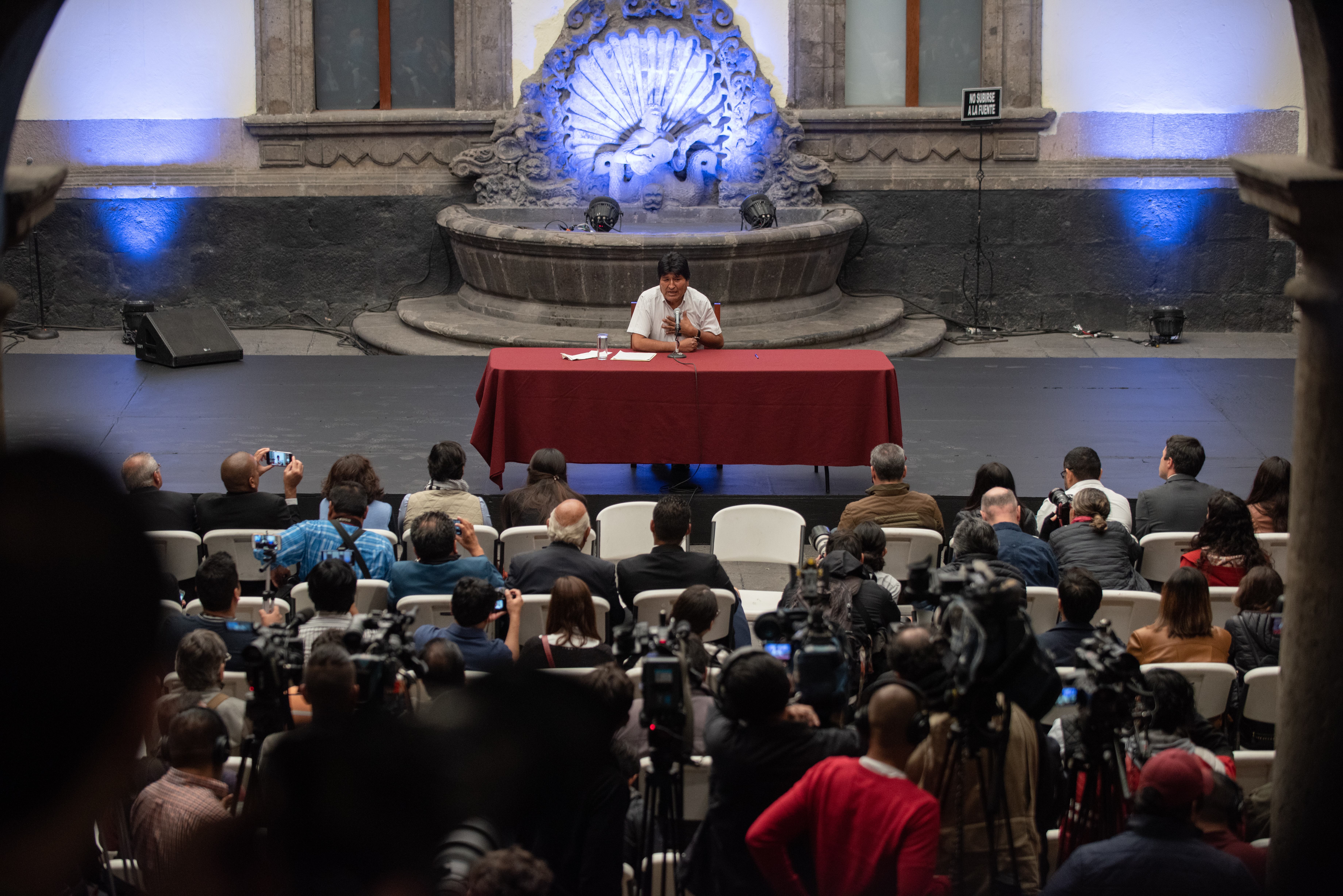
Evo Morales, expresidente de Bolivia, llegó a México luego de que el presidente López Obrador le ofreciera asilo político.

El 10 de noviembre de 2019, el entonces presidente de Bolivia Evo Morales renunció a su cargo en medio de una crisis política, y posterior estallido social en Bolivia, así como acusaciones de fraude en las elecciones generales de octubre todo esto aunado a su postulación a las elecciones tras un fallo favorable del Tribunal Supremo, luego de un referéndum constitucional sobre la reelección del presidente, cuyo resultado había sido rechazado. Morales presentó su dimisión después de recibir amenazas contra su persona, colaboradores y su familia. Dicho suceso causó revuelo a nivel internacional, por lo que diversos analistas y países de la región denunciaron que se trató de un golpe de Estado.
El 11 de noviembre el presidente de México ofreció asilo político a Morales, invitación que fue aceptada. Al día siguiente, el 12 de noviembre, arribó al Aeropuerto Internacional de la Ciudad de México, donde fue recibido por el secretario de relaciones exteriores, Marcelo Ebrard.
En el mismo contexto del desconocimiento al gobierno de Jeanine Añez y el eventual asilo político de Evo Morales, se suscitaron una serie de eventos que desembocaron en una crisis diplomática entre ambos países. Esto luego de que el 23 de diciembre de 2019 las autoridades mexicanas denunciaron el asedio a su sede diplomática a través de elementos de las fuerzas de seguridad, señalando una violación a la Convención de Viena sobre Relaciones Diplomáticas, por lo que advirtieron se acudiría a la Corte Penal Internacional. Posteriormente, el 26 de diciembre la ministra del exterior boliviana acusó a México de injerencia en asuntos internos, al mantener en asilo político en su embajada de La Paz a nueve funcionarios del gobierno de Morales, y que el gobierno transitorio de Áñez acusaba de distintos delitos. Al día siguiente, la autoridad boliviana denunció la presencia de elementos «encapuchados» provenientes de la embajada de España, que pretendieron ingresar a la sede diplomática mexicana y, según el gobierno boliviano, colaborar en la huida de los asilados bolivianos. No obstante el gobierno español aclaró que su personal, encabezado por el cónsul y la encargada de negocios se hallaban en una visita de cortesía a la embajadora mexicana. Tres días después Bolivia expulsó a tres diplomáticos españoles y declaró persona non grata a la embajadora mexicana y la emplazó a salir del país en 72 horas, ante lo cual la diplomática mexicana lo hizo inmediatamente. El 4 de enero de 2020 México envió un encargado de negocio en su reemplazo.

##### Perú
Tras criticar a la presidenta de Perú Dina Boluarte al denominarla como «presidenta espuria de Perú que gobierna con bayonetas y represión», y comentar «que debía dejar la presidencia porque estaba usurpando el cargo», así como por exhortarla a que sacara de la cárcel al expresidente Pedro Castillo», el 25 de mayo de 2023 fue declarado como persona non grata por el Congreso de la República del Perú. A esto, López Obrador reaccionó diciendo que era un «timbre de orgullo seguir incomodando a los corruptos». Un día después, el mandatario manifestó que mientras no hubiera normalidad democrática en Perú, el gobierno de México no tendría interés en tener relaciones económicas ni comerciales con dicha nación.

##### Ecuador
Las tensiones con el gobierno ecuatoriano iniciaron el 17 de diciembre de 2023, cuando el expresidente Jorge Glas, recién liberado de prisión luego de interponer un recurso judicial, se refugio en la embajada mexicana apelando al derecho de asilo, acusando persecución política. Aunque el gobierno local solicitó la entrega de quien consideraba aun imputado, el gobierno mexicano no respondió a la solicitud.
Sin embargo la situación no varió hasta un nuevo detonante; el 4 de abril de 2024 Ecuador declaró persona non grata a la embajadora Raquel Serur y le solicitó abandonar el país en 72 horas, además de disponer un cerco policiaco a la embajada en Quito; esto como respuesta a comentarios del presidente López Obrador vertidos durante su conferencia de prensa, en alusión al indebido manejo informativo del asesinato del candidato presidencial ecuatoriano Fernando Villavicencio en el marco de las elecciones de 2023, que en palabras del mandatario mexicano, habría influido en la intención del voto en detrimento de la candidata opositora Luisa González. El gobierno mexicano reaccionó sorprendido por la medida, calificándola de "desproporcionada" y aceptó la solicitud de asilo político de Jorge Glas.
La noche del 5 de abril, elementos de la Policía Nacional irrumpieron violentamente en la sede diplomática, sometieron a distintos trabajadores, entre ellos al representante consular (suplente de la embajadora) Roberto Canseco, y sustrajeron a Glas para llevarlo a una prisión. Aduciendo la violación a la soberanía nacional (bajo el principio de extraterritorialidad que tienen las embajadas), de acuerdo a lo dispuesto en la Convención de Viena sobre Relaciones Diplomáticas, y a otras normativas de la Convención sobre asilo político, el presidente López Obrador ordenó el rompimiento de relaciones diplomáticas con Ecuador.
En las siguientes semanas se desenvolvieron distintos acontecimientos internos en Ecuador que generaron un costo político al presidente Daniel Noboa. Al tiempo que el conjunto de la comunidad internacional hacía manifiesto su rechazo al acto y su apoyo a México.

#### Estados Unidos

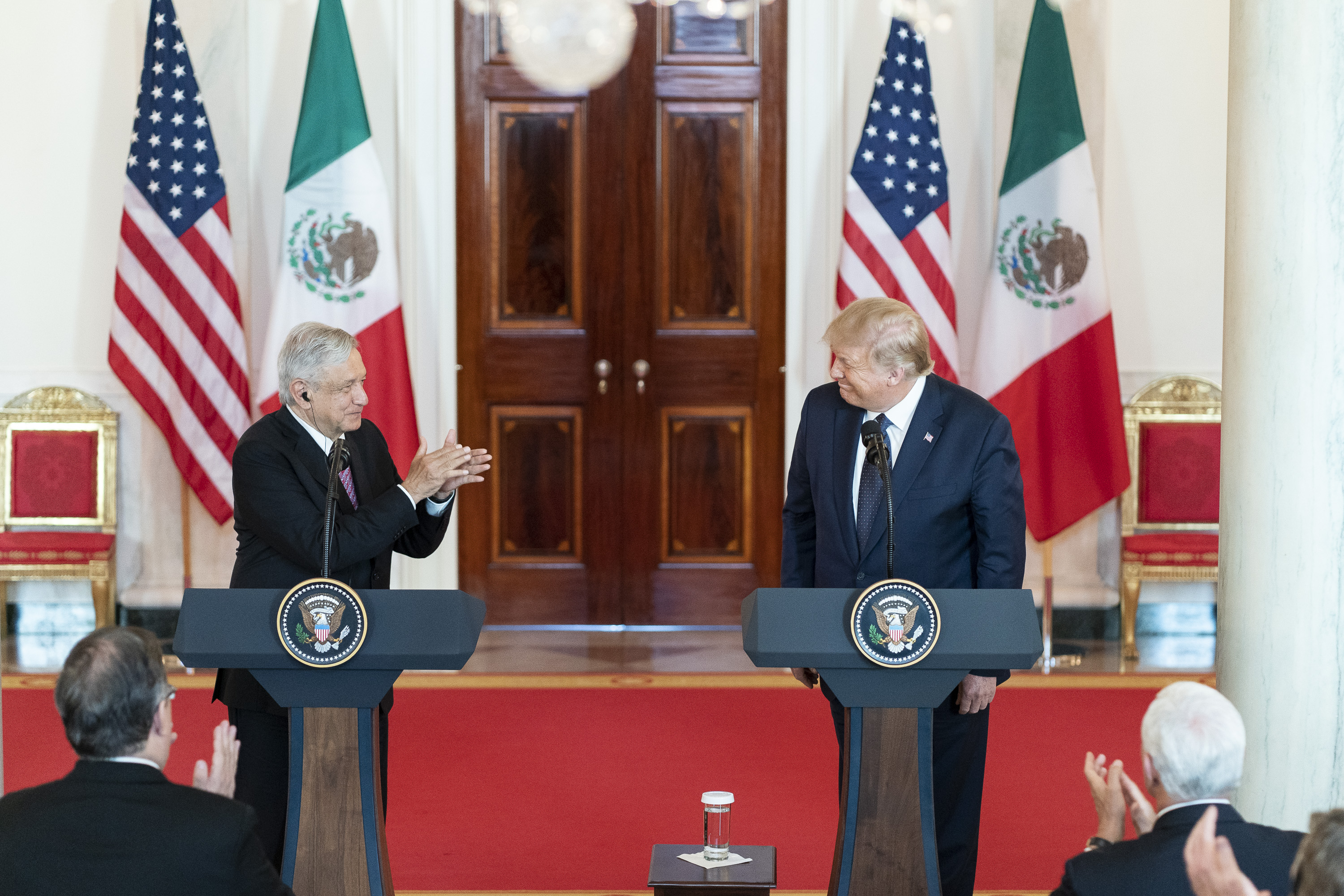
López Obrador junto al presidente de los Estados Unidos, Donald Trump, en la Casa Blanca en julio de 2020.

Tal como ha sido la constante histórica, la política exterior del gobierno mexicano esta determinada no solo por los principios constitucionales que la rigen, sino por la relación en todos los aspectos con Estados Unidos; pero al inicio de su gobierno con la singularidad que imponía la coyuntural presencia de Donald Trump como presidente de los Estados Unidos y las distintas dificultades que eso significó para su antecesor, así como la marcada línea polemista del mandatario estadounidense con los gobernantes de otros países. 
No obstante durante el primer año, si bien el tema migratorio resultó el centro del trato de ambas naciones, el polémico tema del Muro fronterizo (principal plataforma electoral de Trump) se vio atemperado no solo por las dificultades internas del vecino del norte para realizar la obra, sino por la serie de negociaciones fructíferas (llevadas a cabo por el secretario del exterior Marcelo Ebrard) que resultaron de las problemáticas generadas debido a las caravanas migrantes centroamericanas que pasaban de México a Estados Unidos. Esto permitió llegar a acuerdos de refugio y resguardo humanitario por parte del gobierno mexicano a los inmigrantes, mientras el estadounidense resuelve los permisos de asilo en su territorio; esto incluyó planes de desarrollo socioeconómico en los países de origen apoyados por EU y combate en suelo mexicano de las mafias de tráfico de personas, armas y drogas.
Aunque el gobierno de su antecesor ya había logrado la firma del T–MEC, durante la nueva administración se reiniciaron negociaciones en torno a las polémicas políticas arancelarias, mediante las cuales el presidente estadounidense amenazaba constantemente con gravar los productos mexicanos, especialmente el acero, motivado intempestivamente por distintas coyunturas, que incluyeron entre otros temas el narcotráfico, la violencia fronteriza, las caravanas migrantes, favorecer la influencia estadounidense en los mercados de sus dos socios o la simple intención de equilibrar por decreto la balanza comercial. Finalmente el 10 de diciembre de 2019 en Palacio Nacional se concretó la firma del acuerdo que resolvió definitivamente temas como las políticas laborales, de salario, de competitividad y de vigilancia o seguimiento del tratado por cada uno de los socios.

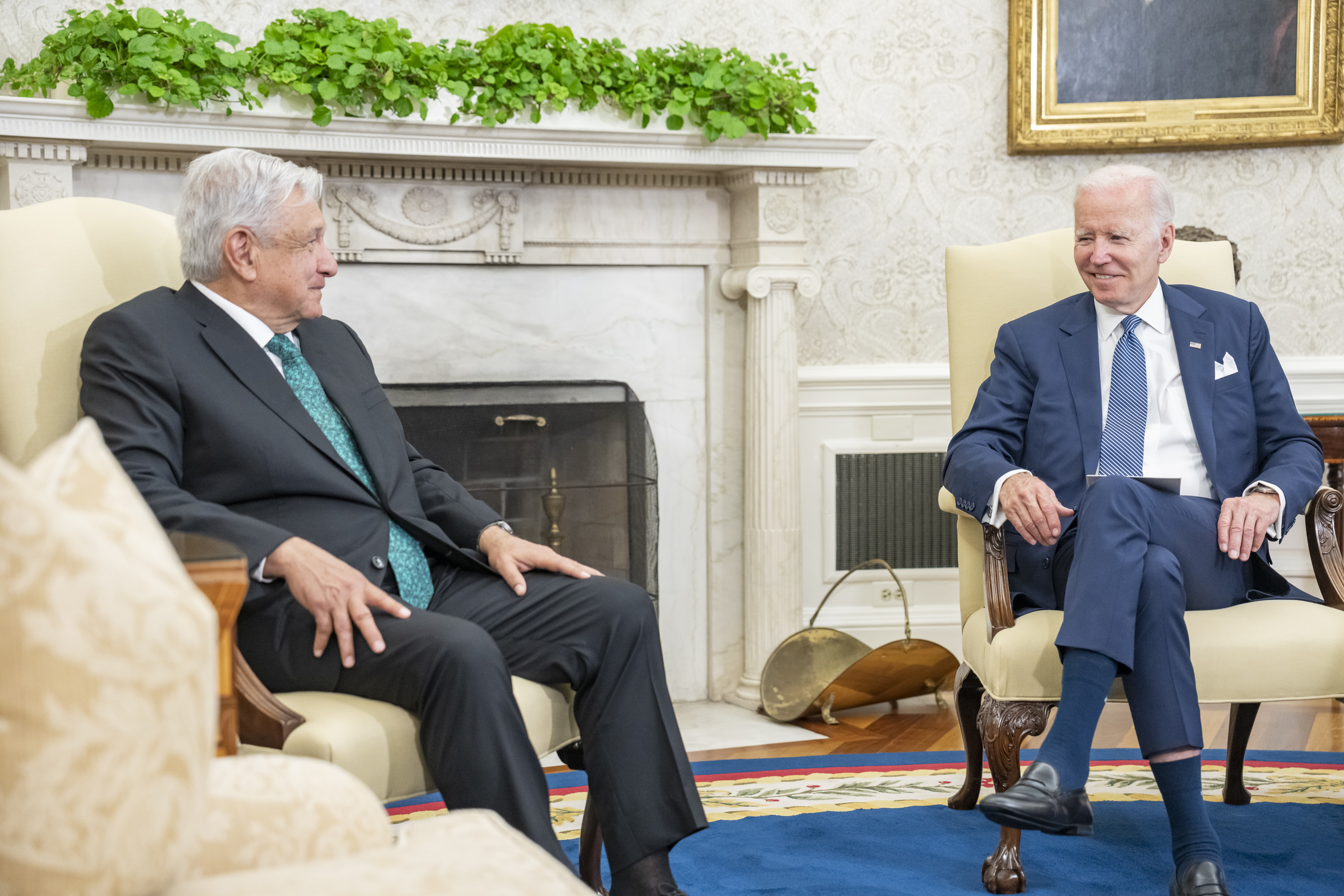
López Obrador con Joe Biden en una reunión, 2022.

El año 2020 no presentó mayor variación respecto a las relaciones y con los eventos del año anterior. Sin embargo el 15 de diciembre fue aprobada una reforma a la Ley de Seguridad Interior para regular la presencia de personal extranjero en el combate al crimen organizando, recayendo esencialmente el peso de esto en los agentes de la DEA.
La llegada a la presidencia de los Estados Unidos de Joe Biden el 20 de enero de 2021, significó un avance en temas comerciales y migratorios, dados los roces acontecidos con su antecesor y el presidente mexicano en estos temas; no obstante los primeros meses habían sido de relativo enfriamiento dado el ligero distanciamiento del presidente López Obrador con la relación bilateral en el marco de los conflictos postelectorales en el país vecino. Sin embargo con el correr del tiempo y la cercanía de posturas aceleró de nuevo los vínculos binacionales. La vicepresidenta Kamala Harris visitó el país el 8 de junio de 2021, en tanto el presidente López Obrador participó en la Cumbre de Líderes de América del Norte en Washington D. C. alcanzando acuerdos en materia de combate a la pandemia de covid-19, derechos laborales de migrantes, cambio climático y reforzamiento del T-MEC. Además de la propuesta del presidente mexicano para una alianza estratégica al estilo de la Unión Europea en toda América.
En 2022, en el marco del aniversario 200 del establecimiento de relaciones diplomáticas, López Obrador realizó una visita de trabajo a Estados Unidos en la que se reunió con Joe Biden, en ella se acordó la reapertura de los diálogos de alto nivel económico, cancelados por Trump. En este año volvieron a entrar en controversia asuntos bilaterales; como la propuesta de convertir a México en un tercer país seguro para paliar el problema migratorio, el cual va más allá de los migrantes mexicanos, ya que el fenómeno, en un contexto de amplio desplazamiento global, comenzaba a tomar tintes de crisis humanitaria en las dos fronteras mexicanas; el descongelamiento de la colaboración bilateral en materia de seguridad luego del desencuentro por el caso del exsecretario de defensa Salvador Cienfuegos; y los desacuerdos por el tema energético en el T-MEC.
En 2023 se presentó un hito significativo para la economía mexicana, al convertirse en el principal socio comercial de Estados Unidos, luego de superar el volumen de exportaciones de China. De la misma forma entró en juego el tema de la crisis por consumo de drogas en el vecino del norte, la cual ha sido atribuida al tráfico de fentanilo desde México, situación negada por el presidente; aunque las acusaciones primordialmente han provenido de personajes del partido republicano en el contexto del proceso electoral del siguiente año en Estados Unidos.
En la segunda mitad del sexenio se desarrolló un hito judicial y político en las relaciones entre ambos países, pero que solo involucraba al gobierno de López Obrador a través de la secretaría de relaciones exteriores y a un ente privado estadounidense. Por primera vez en la historia el estado mexicano presentó una demanda judicial en contra de ocho armerías de Arizona, acusándolas de facilitar, con pleno conocimiento, el tráfico de miles de armas a territorio mexicano, y con ello incentivar la violencia y criminalidad. Las demandas se presentaron originalmente en octubre de 2021, pero fue hasta 2024 que empezaron los resultados. Los primeros triunfos judiciales fueron el reconocimiento de parte de los tribunales estadounidenses del derecho al estado mexicano de representarse a sí mismo y su población ante las cortes, y la negación de inmunidad a las armerías en temas judiciales.
El sexenio cerró con una controversia que involucró al embajador Ken Salazar; el presidente declaró en pausa la relación con la embajada estadounidense, sin afectación a la relación directa entre ambos países (operada por otras dependencias de diversos sectores). Esto luego que el embajador se pronunciara en desacuerdo con la reforma judicial, siendo señalado de vulnerar la soberanía nacional por un pronunciamiento considerado «injerencista».

#### España
La relación con España no varió mucho en comparación a las últimas décadas; sin embargo un acontecimiento de principio de sexenio derivó en una controversia al final del mismo, involucrando incluso al gobierno sucesor. El 1 de marzo de 2019 el presidente López Obrador envió una carta amplia al rey Felipe VI de España donde, luego de una introducción histórica de los sucesos de la conquista y la colonia, explicaba al monarca español que las celebraciones conmemorativas con motivo de los 500 años del Sitio de Tenochtitlan (denominada «500 años de resistencia indígena»), así como el bicentenario de la consumación de la independencia, ambas a realizarse en 2021, servirían para que el estado mexicano que él presidía, llevara a cabo una serie de «actos de contrición» y enmienda a través de disculpas públicas por las faltas y omisiones de los gobiernos vigentes en la Guerra de Castas y la Guerra del Yaqui contra los pueblos indígenas. Por lo anterior, se invitaba al gobierno español a construir un acuerdo para realizar una ceremonia similar con la participación conjunta de ambas naciones en México, en la cual el estado español reconociera las faltas y omisiones cometidas en la conquista, la colonización e incluso los intentos de reconquista, como un acto de reivindicación y memoria histórica, similar a lo hecho por Alemania (con los judíos y Polonia), Francia (con Argelia), Bélgica (con la República Democrática del Congo), Japón (con Corea del Sur), Países Bajos (con Indonesia), Portugal (con Brasil) e incluso el Papa Francisco (con el conjunto de países de América).
Sin embargo, el jefe de Estado español no respondió a la misiva, ni de forma inmediata, ni en el año de los eventos, ni tampoco a través de la presidencia del gobierno, el ministerio de exteriores o la embajada. La consecuencia de la «falta de cortesía diplomática» llegó hasta septiembre de 2024, cuando el equipo de transición de la presidenta electa Claudia Sheinbaum, tal como lo dicta el protocolo, envió invitaciones para asistir a la toma de posesión, a todos los gobiernos de los países con los que se sostienen relaciones; en el caso de España, la invitación sólo incluía al presidente del gobierno Pedro Sánchez y los funcionarios ligados a la cancillería española, omitiendo al rey. El gobierno español respondió, a la asumida exclusión del monarca, anunciando el retiro de la delegación invitada; la respuesta mexicana llegó de parte del equipo de la sucesora de AMLO que, citando el tono diplomático de la carta de Obrador, se consideraba una descortesía y falta de respeto por parte del rey al jefe de Estado mexicano, no contestar de ninguna manera a la misiva, por lo que la presidenta electa creía pertinente no invitar al monarca, si este no mostraba respeto al gobernante nacional.

#### Resto del mundo
El gobierno de López Obrador proponía a través de su plataforma de política exterior el hacer extensivas a la comunidad internacional, los principios constitucionales que marcaban esta área del estado mexicano, por lo cual apostaba a llevar dicho discurso a los foros internacionales y organismos multilaterales. En consecuencia se incrementó la participación de México en distintas instituciones, destacando en los dos primeros años de gobierno: la elección del país en periodos consecutivos de la Presidencia pro tempore de CELAC (Comunidad de Estados Latinoamericanos y del Caribe), el regreso de México al Consejo de Seguridad de la ONU para el periodo 2021-2022 y la postulación de Jesús Seade a la dirección de la Organización Mundial de Comercio.

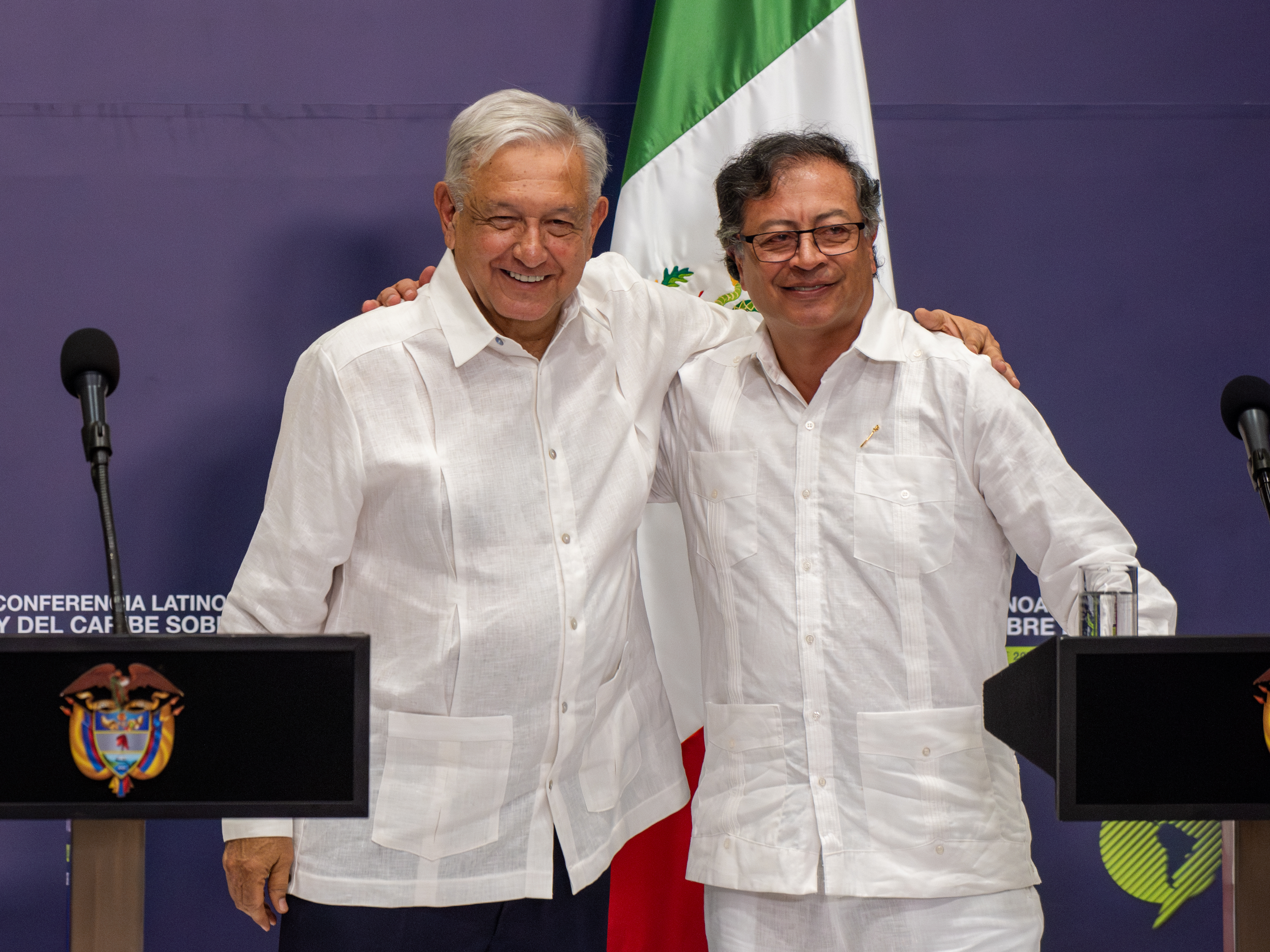
Andrés Manuel López Obrador, presidente de México, y Gustavo Petro, presidente de Colombia, durante la conferencia de prensa en Cali, Colombia al finalizar la Conferencia Latinoamericana y del Caribe sobre Drogas.

También sobresale lo acontecido el 20 de abril de 2020, en el contexto de la Pandemia de COVID-19, cuando la delegación mexicana en la ONU, impulsó y logró la aprobación mayoritaria de 179 de los 193 países miembros, de la Resolución 74/274 de la Asamblea General, mediante la cual la comunidad internacional se comprometía al acceso universal, equitativo y justo de medicamentos, equipo médico, tratamientos y eventuales vacunas para el combate del COVID-19.
En el ámbito de las relaciones con otras regiones o potencias del mundo, a pesar de la postura inicial del secretario Marcelo Ebrard de diversificar los vínculos de todo tipo con China, las circunstancias internacionales marcadas por la guerra comercial entre el gigante asiático y Estados Unidos, las prioridades chinas en otras zonas del planeta y el recelo estadounidense al acercamiento latinoamericano a China, no permitieron en los dos primeros años lograr esto. No obstante sobresalió en 2020 la cercana y mutua colaboración en el marco de la pandemia de COVID-19, agradecida por el gobierno chino. En el mismo tenor se establecieron convenios de colaboración con otro importante actor internacional: Rusia, destacando el acuerdo para la fabricación y distribución de la vacuna Sputnik V. En lo que respecta a la Unión Europea, durante el segundo año de gobierno se modernizó el Tratado de Libre Comercio, sin embargo se presentaron fricciones por el rompimiento de algunas reglas en materia de energías renovables.
En el contexto de la guerra ruso-ucraniana, México se apegó a sus principios constitucionales para sostener una postura de llamado al diálogo, trabajar en la asistencia humanitaria, así como aminorar los efectos económicos y la crisis alimentaria derivada del conflicto; aunque se alejó por completo de las sanciones contra Rusia, si respaldó la condena en la ONU a la invasión. En este tema, y como miembro del Consejo de Seguridad de las Naciones Unidas, el 22 de septiembre de 2022 presentó un plan de paz, que tenía como principales características, crear un comité de líderes internacionales para establecer canales de diálogo entre ambos países y la declaración de una tregua de cinco años, no obstante recibió el rechazo ucraniano de la propuesta.
La relación con China presentó en 2023 un incidente controversial luego del intercambio de declaraciones, responsabilizándose mutuamente del tráfico de fentanilo hacia Estados Unidos. En este mismo año, específicamente el 19 de septiembre, México se integró al Grupo de los 77 + China, organismo internacional dedicado al desarrollo económico y social del llamado Sur global; México había formado parte de este, desde su fundación en 1964 hasta 1994, cuando su membresía a la OCDE lo motivó a separarse.
La situación con la superpotencia asiática mejoró al producirse el primer encuentro presencial entre Xi Jinping y López Obrador, el 17 de noviembre de 2023 en el marco de la Cumbre de APEC 2023 en San Francisco, Estados Unidos. En la reunión conversaron sobre las similitudes de sus países en diferentes ámbitos, el agradecimiento mutuo por la colaboración durante la pandemia, el reforzamiento de los lazos comerciales, el avance de la cooperación en la lucha contra el tráfico de drogas, los logros de la cumbre de la CELAC 2021, en la que participó virtualmente el mandatario chino, y la invitación de AMLO para que Xi Jinping visite México.
En el marco del conflicto Gaza-Israel en octubre de 2023, dos ciudadanos mexicanos fueron retenidos por Hamás y liberados a finales de noviembre, producto de negociaciones directas del gobierno mexicano. Adscrito permanentemente a la política exterior que marca la carta magna, el gobierno de López Obrador mantuvo una postura de llamado al diálogo y a la intervención de la ONU. Con relación a este conflicto, el 18 de enero de 2024, México y Chile presentaron una denuncia ante la Corte Penal Internacional para investigar y sancionar la posible comisión de crímenes de guerra en Palestina; la denuncia está fundamentada en el Estatuto de Roma (del que los tres países mencionados son firmantes). No obstante, los países denunciantes no se adhirieron en principio a la denuncia presentada por Sudáfrica en la Corte Internacional de Justicia por genocidio en contra de Israel; México lo haría hasta el 24 de mayo.

#### Visitas al extranjero y recepciones en el país

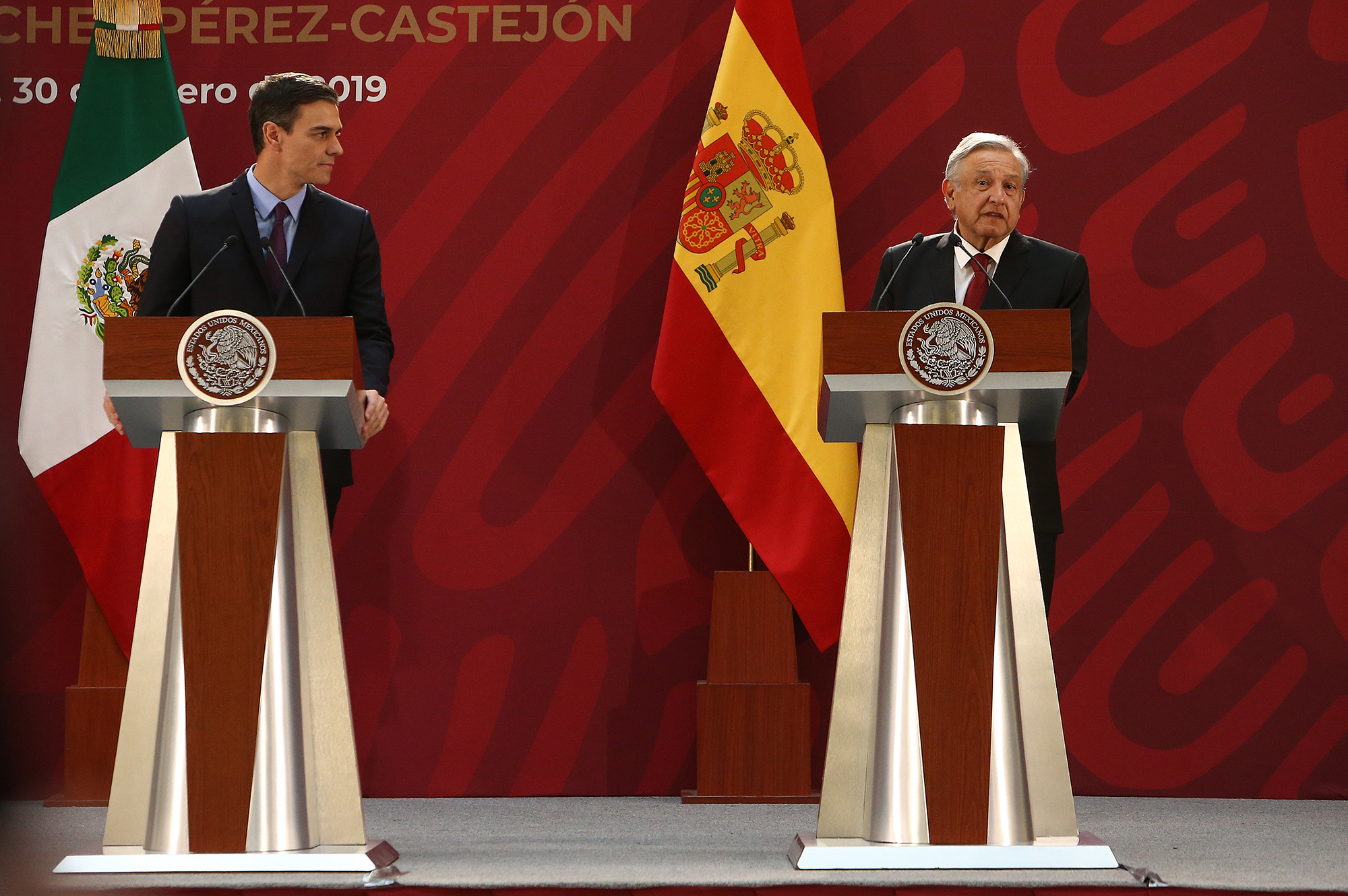
López Obrador con el presidente del Gobierno de España Pedro Sánchez, durante una visita oficial en enero de 2019.

La línea discursiva de López Obrador en la que señala que, un ejercicio adecuado de la política interior se convierte en factor de reconocimiento internacional, y por ende de política exterior, es la principal razón que lo alejó en su primer año de gobierno de cualquier gira de trabajo o visita de estado al extranjero, incluyendo las cumbres internacionales habituales a las que acudían con normalidad sus antecesores en el lapso del año: Foro de Davos en Suiza, la cumbre anual de jefes de Estado y de gobierno de la Asamblea General de las Naciones Unidas en Nueva York, la Cumbre del G-20 de Osaka y la reunión de jefes de Estado de la Alianza del Pacífico (a ambas acudió el secretario de relaciones exteriores Marcelo Ebrard); además ya había confirmado su ausencia de la Cumbre de la APEC 2019 en Chile que fue cancelada días antes de llevarse a cabo. A ello se suman sus negativas a eventos internacionales a los que había sido invitado, como la conmemoración del centenario de la Organización Internacional del Trabajo en Suiza y la toma de posesión del Presidente de Argentina Alberto Fernández.
No obstante, y sin considerar sus reuniones con los jefes de Estado y de gobierno invitados a su toma de posesión, si recibió en visitas oficiales al presidente del Gobierno de España Pedro Sánchez, a Xavier Bettel primer ministro de Luxemburgo, Nayib Bukele presidente de El Salvador, Juan Orlando Hernández presidente de Honduras, Miguel Díaz-Canel presidente de Cuba, Carlos Alvarado Quesada presidente de Costa Rica, Laurentino Cortizo presidente de Panamá y Lee Hsien Loong primer ministro de Singapur.

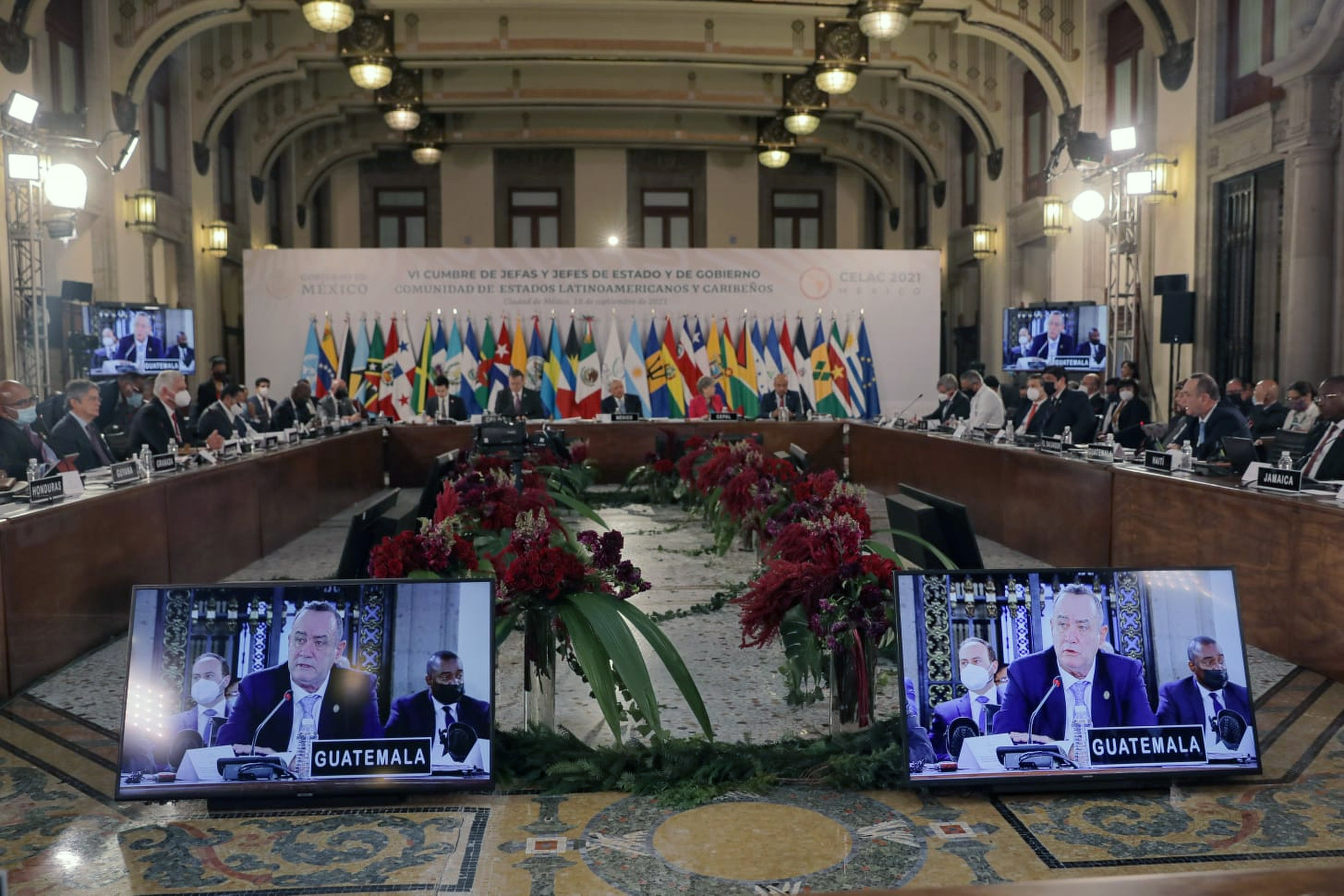
Cumbre de la CELAC 2021 en Palacio Nacional.

Durante el año 2020 únicamente se recibieron las visitas de los presidentes de Guatemala Alejandro Giammattei (6 de febrero) y Colombia Iván Duque Márquez (10 de marzo), la restricciones de viajes ocasionadas por la pandemia de COVID-19 evitaron cualquier otra visita. Sin embargo en este año se produjo la primera visita oficial al extranjero del presidente López Obrador. El 8 de julio visitó la ciudad de Washington D. C., capital de Estados Unidos, para reunirse con el presidente Donald Trump, esto como celebración de la entrada en vigor del T-MEC; a la reunión estaba invitado el primer ministro de Canadá Justin Trudeau, quien no asistió para atender la pandemia en su país.
En el contexto de las cumbres virtuales de distintos organismos multilaterales, López Obrador realizó sus primeras intervenciones ante la Asamblea General de las Naciones Unidas, el G-20 y la Alianza del Pacífico. Destacó su discurso en el seno del G-20 por abordar la propuesta mexicana para enfrentar la crisis sanitaria ocasionada por la pandemia de COVID-19; entre otras cosas, garantizar el cumplimiento de la resolución 74/274 de la Asamblea General de la ONU del 24 de abril (e impulsada por México), para un acceso equitativo y oportuno a las eventuales vacunas y tratamientos para atender la pandemia; también alentó a sus pares a profundizar y ampliar los sistemas de sanidad pública como mejor estrategia para contener las crisis sanitarias; enfatizó que el rescate económico debía priorizar a las clases socioeconómicas vulnerables, no convertir en deuda pública las deudas privadas que surgieran y desistir de cualquier medida autoritaria para contener las oleadas de contagios.

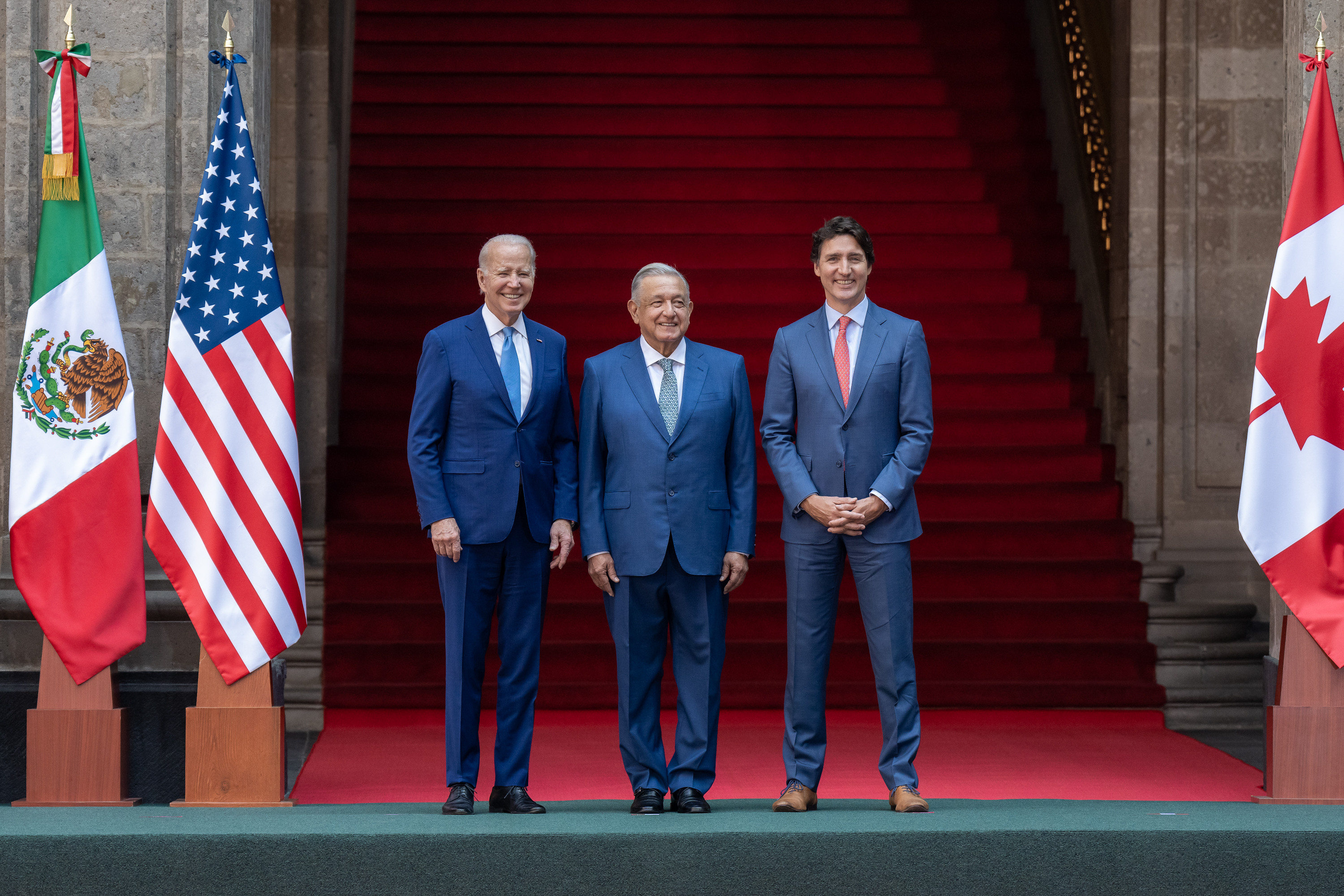
El presidente López Obrador acompañado de Joe Biden y Justin Trudeau en la Cumbre de América del Norte en Palacio Nacional.

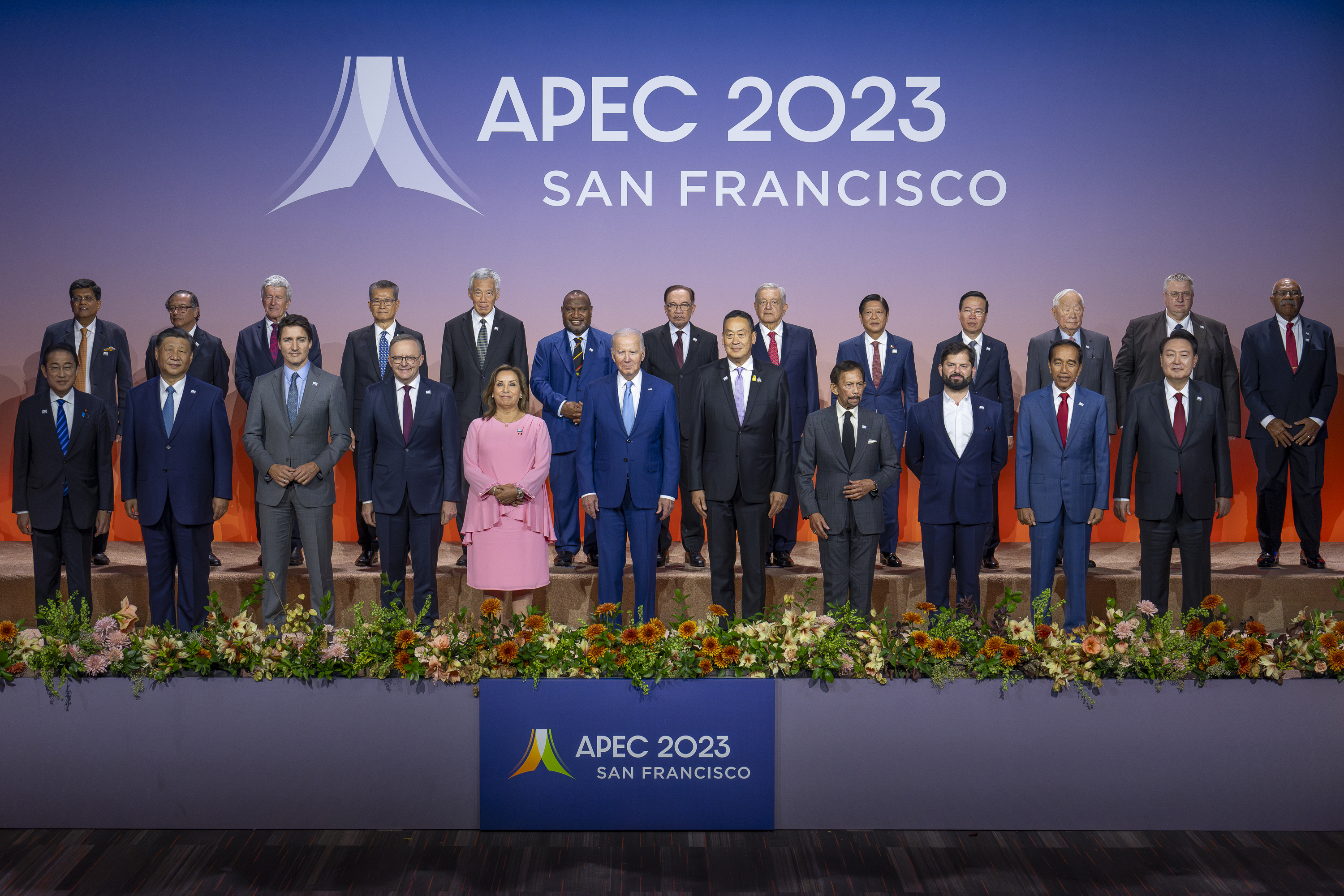
Foto oficial de la Cumbre de la APEC 2023, la primera presencial a la que asistió López Obrador de un organismo internacional y fuera de México.

Tal como se mencionó con anterioridad, en 2021 México albergó la IV Cumbre de jefes de Estado y de gobierno de la Comunidad de Estados Latinoamericanos y del Caribe, siendo anfitrión en Palacio Nacional de 16 mandatarios de la región, previamente ese mismo año ya había recibido con anterioridad a Alberto Fernández de Argentina y al recién electo Luis Arce de Bolivia, quien agradeció el apoyo y postura de López Obrador ante la crisis política derivada de la renuncia de Evo Morales. También, ajenas a la cumbre mencionada, se recibieron las visitas de Alejandro Giammattei de Guatemala, Guillermo Lasso de Ecuador y Johnny Briceño de Belice.
En 2022 recibió al presidente de Alemania Frank-Walter Steinmeier, a los nuevos mandatarios de Chile y Colombia, Gabriel Boric y Gustavo Petro respectivamente, y una nueva visita de Guillermo Lasso de Ecuador.
Entre el 8 y el 11 de enero de 2023, nuevamente en Palacio Nacional, recibió la sede de una reunión internacional, como anfitrión de la Cumbre de Líderes de América del Norte, con Joe Biden de Estados Unidos y Justin Trudeau de Canadá. Semanas después, y por cuarta vez en su sexenio, fue visitado por Miguel Díaz-Canel de Cuba. Ese mismo año para concluir, fue anfitrión del 21 al 22 de octubre de la Cumbre internacional sobre migración en Palenque, Chiapas. En ella participaron la presidenta Xiomara Castro (Honduras), los presidentes Gustavo Petro (Colombia), Miguel Díaz-Canel (Cuba), Nicolás Maduro (Venezuela) y el primer ministro Ariel Henry (Haití), así como representantes de El Salvador, Costa Rica, Belice, Panamá y Guatemala.
En su último año de gobierno solo recibió las visitas del Rey de Suecia Carlos XVI Gustavo, el primer ministro de Belice Johnny Briceño (estas dos las últimas en Palacio Nacional) y el presidente de Guatemala Bernardo Arévalo, con este último firmando un acuerdo en Tapachula para ampliar el Tren Maya y el Ferrocarril del Istmo de Tehuantepec hasta la frontera con Guatemala. En el último día de su sexenio ofreció una comida de bienvenida a los mandatarios asistentes a la toma de protesta de su sucesora (Johnny Briceño de Belice, Luiz Inácio Lula da Silva de Brasil, Gabriel Boric de Chile, Gustavo Petro de Colombia, Miguel Díaz-Canel de Cuba y Xiomara Castro de Honduras).
En cuanto a viajes al extranjero, volvió al vecino del norte en 2021 en dos ocasiones, ambas en noviembre, la primera para abrir las sesiones del Consejo de Seguridad de las Naciones Unidas, en el marco de la presidencia rotativa que correspondía a México ese mes y la segunda para una reunión de trabajo en Washington con el presidente Biden. Sobresale en su visita a la ONU su discurso y propuesta para establecer un sistema de bienestar global impulsado por la ONU y a través de las contribuciones de los grupos económicos más poderosos, con el que se subsanarían los aspectos más críticos y urgentes de la pobreza en varias regiones del planeta, esto como medida para que la justicia social sea un incentivo determinante para la estabilidad y seguridad global, en el contexto de los conflictos armados y de la crisis migratoria global.
En 2022 emprendió su primera gira ajena a Estados Unidos, al recorrer Guatemala, El Salvador, Honduras, Belice y Cuba. Ahí nuevamente hizo énfasis en buscar la solución a la crisis migratoria a través de impulsar un estado de bienestar en la región. En 2023 viajaría a América del Sur, específicamente a Chile y Colombia, destacando su participación en la conmemoración del 50.º aniversario del golpe militar contra Salvador Allende. En 2024 no registró ningún viaje al exterior.
En lo que se refiere a las tradicionales cumbres internacionales a las que México es invitado, y omitiendo las reuniones virtuales en el contexto de la pandemia (G-20 de 2020 y Alianza del Pacífico 2020), nuevamente López Obrador se mantuvo ajeno a ellas entre 2021 y 2023. El secretario de Relaciones Exteriores Marcelo Ebrard asistió en su representación a las cumbres del G-20 (2021 y 2022), la Alianza del Pacífico (2022), la Asamblea General de las Naciones Unidas (2019-2022), la Cumbre de las Américas (2022) y la CELAC (2023); en la Cumbre Iberoamericana (2023) asistió el subsecretario Maximiliano Reyes; en tanto en la APEC (2020 y 2021 virtuales, 2022 presencial) los representantes del presidente fueron las secretarias de economía Graciela Márquez Colín y Tatiana Clouthier, y el embajador en Tailandia (país sede) Bernardo Tello respectivamente; la nueva secretaria de relaciones exteriores Alicia Bárcena asistió a la cumbre CELAC-Unión Europea (2023), la Asamblea General de las Naciones Unidas (2023 y 2024), la Cumbre del G-20 (2023) y la cumbre de la CELAC (2024). 
En el caso de la Cumbre continental de 2022 en Los Ángeles, no asistió en protesta por la exclusión de Cuba, Venezuela y Nicaragua. Tampoco asistió a ninguna de las tomas de posesión de los mandatarios latinoamericanos que lo invitaron, en ellas fue representado por su esposa Beatriz Gutiérrez Müller; de la misma forma se ausentó y fue representado por Ebrard en eventos internacionales como el funeral de estado de la reina Isabel II del Reino Unido.
Finalmente, entre el 15 y el 17 de noviembre de 2023, participó por primera vez, de manera presencial y fuera de territorio nacional, en una cumbre de jefes de Estado y de gobierno de un organismo internacional (sin contar las reuniones de líderes de América del norte), al asistir a la Cumbre de APEC 2023 en San Francisco, Estados Unidos. En ella sostuvo reuniones bilaterales con Joe Biden presidente anfitrión, Justin Trudeau primer ministro de Canadá y Xi Jinping presidente de China.

### Política social

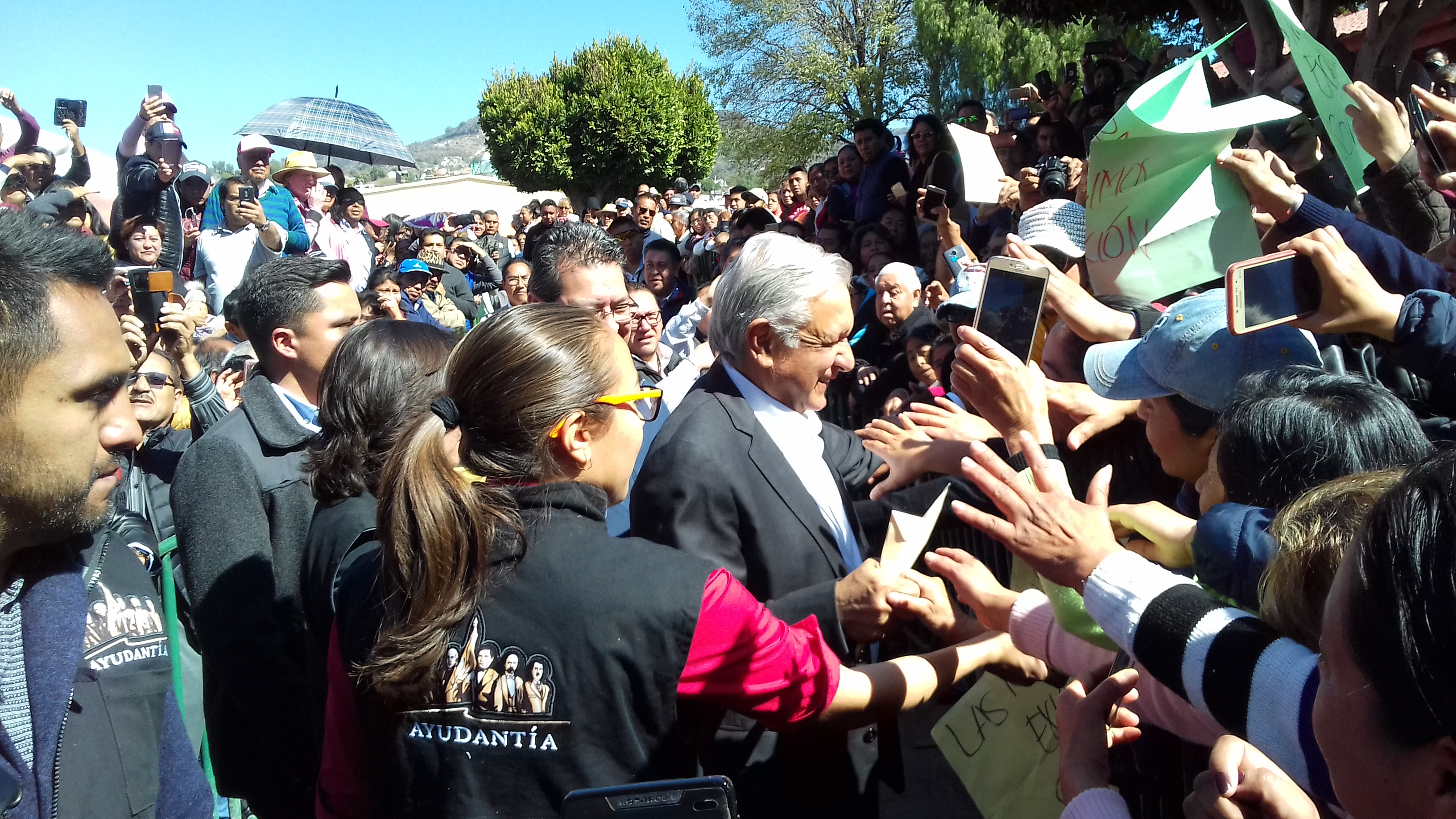
López Obrador durante una visita en Tlaxcala, 2019.

La construcción de un estado de bienestar, de acuerdo al programa de gobierno, pasaba por la atención urgente de los grupos más vulnerables situados en condiciones de extrema pobreza, dadas las circunstancias en las que esta había crecido durante el sexenio anterior. Por ello el diseño de los programas sociales del gobierno obradorista tenían como finalidad generar condiciones que facilitaran de manera igual, a los sectores en vulnerabilidad, el acceso a oportunidades de desarrollo, solventando primero los rezagos en materia de derechos sociales (educación, salud, vivienda, alimentación, etc.).  
Sin embargo al inicio de su gobierno se presentaron diversas polémicas por los recortes o suspensiones a programas ya vigentes en un intento del gobierno por combatir el desvío de recursos, las licitaciones irregulares y los actos de corrupción que en el sexenio anterior habían involucrado estos mecanismos; teniendo como medida innovadora el entregar directamente los recursos a la población para desaparecer a los intermediarios. 
Durante su primer año de gobierno se pusieron en marcha el «Programa Nacional de Becas para el Bienestar Benito Juárez» (para estudiantes de todos los niveles educativos), «Jóvenes Construyendo el Futuro» (para estudiantes universitarios en condición de "prácticas profesionales"), «Programa para el Bienestar de las Personas Adultas Mayores» (para personas mayores de 68 años o 65 si viven en comunidades indígenas de alta marginación), «Programa pensión para el bienestar de las personas con discapacidad», «Programa Sembrando Vida» (para reactivar la producción agrícola y forestal), «Programa Nacional de Reconstrucción 2019» (para los damnificados de los terremotos de 2017), «Programa de Mejoramiento Urbano» y «Tandas para el bienestar» (para créditos a las PyMes).
En el año 2020 se presentó un incremento sustancial de los recursos destinados al conjunto de programas sociales, pero además extendieron su base social, de tal manera que se alcanzó una cobertura del 70% de la población como beneficiaria de al menos uno de los esquemas de apoyo. Sin embargo estos tuvieron que adaptarse en el contexto de la Pandemia de COVID-19; Destacaron los adelantos bimestrales a las pensiones para adultos mayores, la continuidad de las becas a estudiantes de bajos recursos aun ante el parón escolar, así como la entrega de créditos a micro empresarios, pequeños comerciantes y trabajadores independientes. Este año concluyó con un aumento del 15% al salario mínimo para 2021, que sumado a los incrementos en los dos primeros inicios de año con este gobierno (16.2% y 20%) representa proporcionalmente una recuperación del 60% en el poder adquisitivo del sueldo.
El 5 de abril de 2020 López Obrador anunció un Plan Emergente para el Bienestar y once medidas adicionales para enfrentar la crisis. Como primera medida se dieron incrementos y adelantos en los programas sociales de apoyo a los grupos más vulnerables. A esto se sumó una estrategia de apoyo a pequeños y medianos comerciantes y empresarios, especialmente para mantener la estabilidad en la generación de empleo o evitar mayor pérdida de estos, priorizando aquellos sectores de la economía más afectados por la pandemia. También se implementó la  creación de las plataformas digitales como “México Solidario” para dinamizar las actividades económicas de negocios pequeños, la “Red Nacional de Atención Juvenil” para capacitar sobre salud mental a jóvenes y “Cultura Comunitaria” para el registro de obras y trabajos del sector cultural. No obstante las políticas sociales en respuesta a la pandemia presentaron algunas omisiones como el apoyo a residentes de viviendas en renta.
El 10 de agosto de 2023 el CONEVAL emitió un informe con los resultados sobre la medición de la pobreza, comunicando una reducción de la pobreza, que pasó de representar el 41.9% de la población en 2018 a solo el 36.3% en 2022, la menor cifra registrada en décadas; este porcentaje representa alrededor de nueve millones de personas que abandonaron la pobreza. De acuerdo con el Banco Mundial, las cifras globales durante el sexenio 2018-2024, acreditaron la salida del umbral de la pobreza de 11 millones de personas en total. Al mismo tiempo la pobreza extrema disminuyó ligeramente 0.1% que implica el abandono de la precariedad de por lo menos medio millón de habitantes en lo que va del periodo de gobierno. El instituto autónomo refleja en su informe que en gran medida esto se debió al incremento de los ingresos, pero que debido a diversos factores de precarización en las condiciones generales, aún prevalecen e incluso aumentaron los problemas de acceso a salud y vivienda.
Estos resultados serían refrendados en el informe del CONEVAL, correspondiente al segundo trimestre de 2024 (el penúltimo del sexenio), respecto a la "pobreza laboral" (incidencia de los ingresos por trabajo en la disminución de la barrera de la pobreza) y la "pobreza respecto a ingresos" (gasto de la canasta básica contra ingresos generales), que en comparación anual se ubicaron a la baja quedando en 35.0% y 5.0%, aunque conserva el diagnóstico de la limitante de pobreza en servicios de salud;En tanto que un estudio del INEGI (facultado para medir la política social desde 2025), posterior al final del mandato obradorista, reveló que el acumulado total de habitantes que dejaron el umbral de la pobreza fue de 13.4 millones; proporcionalmente, la población en situación de pobreza se redujo, del 41.9% en 2018 al 29.6% en 2024; para la pobreza extrema la disminución absoluta fue de 1.7 millones de personas, y porcentualmente la población en dicha condición disminuyó del 7.0 al 5.3 por ciento.
Al final del sexenio la cifras totales alcanzadas de beneficiarios directos de los programas sociales eran, 14.9 millones del apoyo a personas de la tercera edad; 1.6 millones del apoyo a personas con discapacidad, 617 000 del apoyo para madres trabajadoras, 445 000 del programa «Sembrando vida», 2.9 millones del programa «Jóvenes construyendo el futuro», 620 000 de su programa par «Jóvenes escribiendo el futuro», 6.6 millones del programa «Becas para el Bienestar Benito Juárez», 5.8 millones del programa de becas para estudiantes del nivel medio superior y superior, sumando un estimado de 33.4 millones de personas con una inversión de alrededor de quinientos mil millones de pesos anuales.

#### Educación

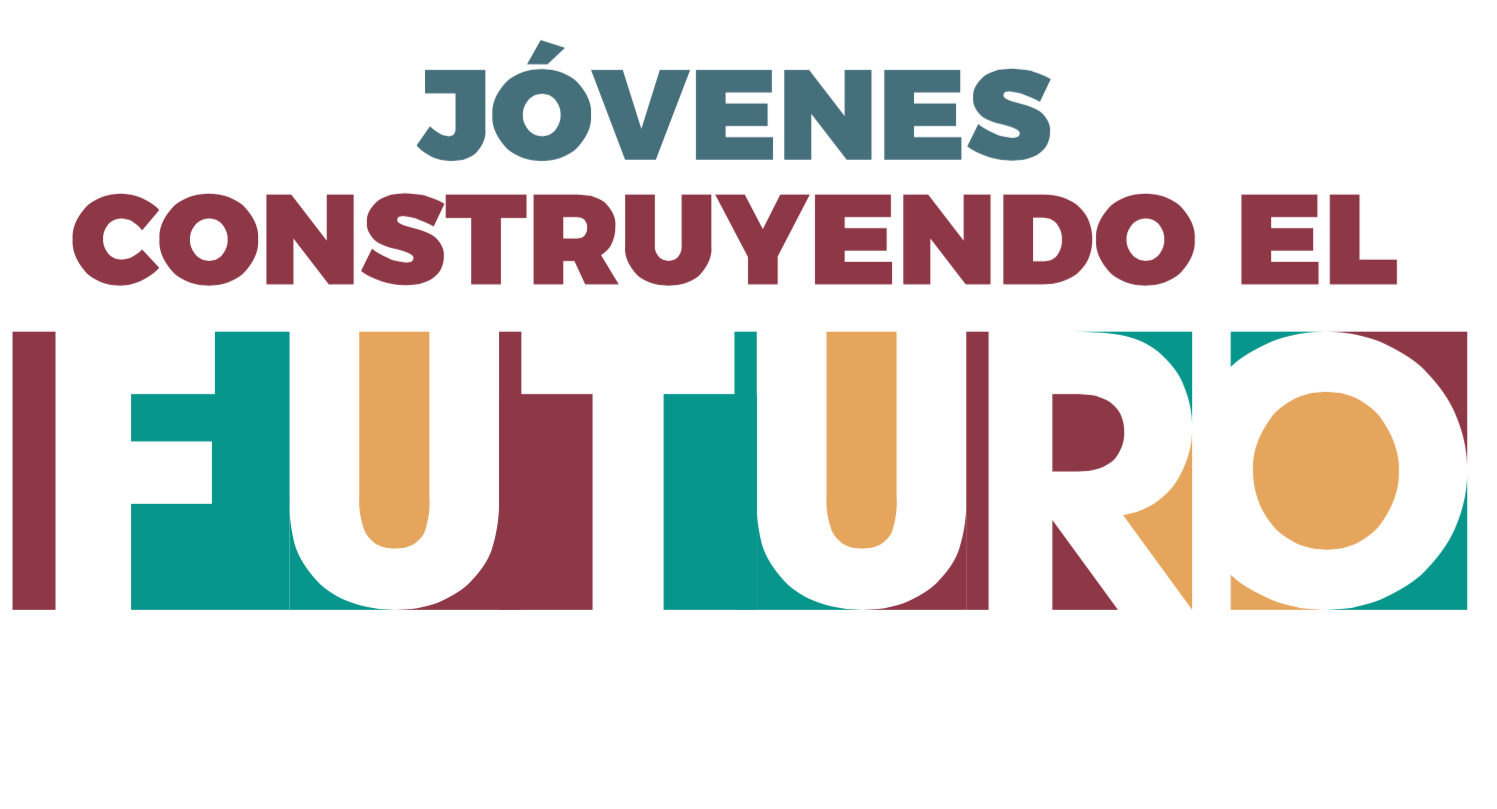
Logo del programa social dirigido a jóvenes estudiantes para ser practicantes y obtener ingresos.

Sobre la educación, en 2019 López Obrador consolidó algunos proyectos para apoyar al sistema educativo en México, siendo algunos de ellos la creación de cien universidades públicas y la aprobación de las reformas a los artículos 3.º, 31.º y 73.º de la Constitución Política de los Estados Unidos Mexicanos, sobre la educación, en la cual participaron padres de familia, docentes y autoridades. Ese mismo año, también implemento el programa de becas «Bienestar Benito Juárez» en todos los niveles educativos de servicio público con el fin de fomentar la permanencia de los estudiantes, y logró la cancelación de la entonces «reforma educativa», reemplazandola por una nueva que garantizara la gratuidad de la educación en todos los niveles.
Debido a la pandemia de COVID-19 en México, las clases presenciales fueron suspendidas desde el 20 de marzo de 2020 para evitar contagios de esa enfermedad. En agosto, el presidente firmó un acuerdo con las televisoras Televisa, TV Azteca, Imagen Televisión y Grupo Multimedios para que los alumnos de preescolar, primaria y secundaria comenzaran a recibir clases y contenido educativo por televisión abierta. En diciembre, anuncio a Delfina Gómez Álvarez como nueva secretaria de Educación Pública, reemplazando a Esteban Moctezuma Barragán, quien se convirtió en embajador de México ante Estados Unidos. En 2021, se anunció un protocolo con el cual los estudiantes podrían regresar a clases presenciales de forma gradual, pero solamente en aquellos estados que se encontraran en semáforo verde durante la pandemia. El cambio entre Delfina y Moctezuma fue oficialmente llevado a cabo el 15 de febrero. El regreso a clases presenciales desde el inicio de la pandemia se llevó a cabo el 7 de junio en Ciudad de México, San Luis Potosí y Aguascalientes, y el 14 del mismo mes en el Estado de México. Sin embargo, este regreso fue silenciosamente cancelado cuando se empezaron a registrar casos de niños contagiados de COVID-19 dentro de las escuelas, así como por la poca asistencia estudiantil, y el inicio de una tercera ola de contagios en México. A pesar de esto, el presidente anunció que el regreso a clases presenciales sería en agosto «lloviera, tronara o relampagueara».
Por decreto del presidente, el regreso a las clases presenciales se dio de manera oficial durante el ciclo escolar 2021-2022. Una vez hecho esto, se informó que las actividades comenzarían a retomarse en los diferentes estados del país a partir de 2022, dependiendo a como se desarrollara la pandemia en los mismos. En febrero de 2022, se logró la estabilización del regreso presencial, que continuó de esta forma hasta que finalmente el 9 de mayo de 2023 se declaró el fin de la emergencia sanitaria en México por COVID-19.
Después de conseguir la reforma educativa en 2019 que revirtió la del sexenio anterior, y de la elevación a rango constitucional de las becas estudiantiles, el gobierno puso en marcha los otros dos ejes fundamentales de su política educativa. Primero la creación del programa «La escuela es nuestra» para la entrega y gestión directa de recursos públicos para la renovación y construcción de infraestructura educativa, esto entregando los apoyos directamente a las asociaciones de padres de familia. Y finalmente, crear un nuevo sistema educativo conocido como «Nueva Escuela Mexicana», que es un conjunto de planes, programas y proyectos pedagógicos que tienen como características principales el enfoque humanista y colectivista de los contenidos, la visión comunitaria e incluyente de los procesos educativos, la formación social y ética para crear una cultura de la participación ciudadana, ampliar el acceso a la cultura, la ciencia, la salud y el deporte por medio de la escuela, y centrar la construcción de los avances académicos en la experiencia de maestros y alumnos. Si bien la capacitación docente en el nuevo modelo no resultó problemática, la introducción de los libros de texto a partir del ciclo 2022-23 presentó la reacción de grupos ultraconservadores.
Además de las becas estudiantiles en todos los niveles (mencionadas en la sección anterior), destacaron como cifras al final del sexenio: el total de escuelas de todos los niveles inscritas en el programa «La escuela es nuestra», diseñado para la autogestión de recursos para el mejoramiento de los insumos y las instalaciones, sumando 172 779 planteles (99% del total nacional); se dieron contratos definitivos a 960 000 docentes (su salario mínimo se elevó a rango constitucional); la disminución de los porcentajes de deserción escolar, que quedaron en 9% para educación básica y 14.5% para nivel medio superior; la ampliación de la cobertura en las matrículas de todos los niveles (de acuerdo a los rangos de edad generales para estudiar cada nivel), 90.3% para preescolar, primaria y secundaria, 81.8% para preparatoria y 43.8% para nivel superior.

#### Salud
Una de las políticas públicas de López Obrador con mayor exposición, es la salud pública, pues se desenvolvió en medio de la pandemia de covid-19. El sexenio comenzó con la desaparición del Seguro Popular el 14 de noviembre de 2019, la institución creada para atender a la población no asegurada en el IMSS y el ISSSTE; esto bajo el argumento de la corrupción e ineficiencia que había tenido este órgano. Fue remplazado con el Instituto de Salud para el Bienestar (INSABI) el 1 de enero de 2020, teniendo como principales objetivos llevar atención médica preventiva, medicinas y tratamientos gratuitos a la población más marginada. Sin embargo la institución no pudo responder satisfactoriamente en un momento caótico de saturación debido a la crisis sanitaria, por lo que el 29 de mayo de 2023 se decretó su desaparición y sustitución por un organismo denominado IMSS-Bienestar, mediante el cual el antiguo instituto, en colaboración con la Secretaría de Salud, asumiría la titularidad de los centros de salud y hospitales del seguro popular, así como aquellos de los sistemas estatales de salud que, previo acuerdo con los gobiernos locales, fueran transferidos en totalidad (instalaciones, equipos, insumos, personal, etcétera) al sistema federal.
A pesar de disputas políticas en torno al nuevo ente gubernamental, la mayor parte de los estados accedió al acuerdo. Con él fue creado el Modelo de Atención Integral a la Salud (MAIS) que implementaba atención médica preventiva y atención comunitaria a través de comités locales de salud. Este modelo resultó relevante en áreas rurales, pero ante la pandemia su efectividad fue limitada en áreas urbanas, especialmente las más densas. En términos de infraestructura el gobierno avanzó en este factor al lograr, hasta 2022, la rehabilitación o conclusión de 180 hospitales y centros de salud abandonados por las dos anteriores administraciones.
El tema del abasto de medicamentos fue uno de los más recurrentes entre las demandas de afiliados a las instituciones públicas, pero también de uso político por parte de la oposición. Al igual que otros temas, el gobierno exponía la existencia de un aparato de corrupción en la compra-venta de medicamentos, incluyendo a farmacéuticas, proveedores e incluso mercados negros al interior de las clínicas públicas de todos los institutos. A lo largo del periodo se presentaron algunos avances en la materia; en un principio el gobierno obradorista anunció el rompimiento de contratos con proveedores intermediarios, pasando directamente a los países originarios de las medicinas; posteriormente se establecieron estrategias en las líneas de suministro para garantizar aquellos medicamentos más urgentes, a través de la coordinación de todas las instituciones públicas con servicios médicos (IMSS, ISSSTE, Secretaría de Salud, Fuerzas Armadas, etcétera), estos avances serían anunciados en 2021, alcanzando una satisfacción de 94% de la demanda.
La siguiente estrategia a seguir en este tema, fue la construcción de un centro general de abastecimiento de medicamentos, no solo para satisfacer la demanda, sino para aminorar los costos al hacer a un lado a los intermediarios entre el autoridades sanitarias y farmacéuticas; en las instalaciones donde se podrán almacenar hasta 286 millones de piezas en más de 5300 metros cuadrados techados en Huehuetoca, Estado de México laboraran de manera coordinada elementos de la Secretaría de la Defensa Nacional y del laboratorio farmacéutico paraestatal «Birmex»; el proyecto plantea la capacidad de abastecimiento a veinte mil unidades públicas de salud en un lapso de 24 a 48 horas, cifra que representa el 70 por ciento de la población; este almacén nacional fue inaugurado el 29 de diciembre de 2023.
Otro tema estructural al que se enfrentó su administración fue el déficit de médicos especialistas en todas las instituciones del sistema de salud pública. Ante ello el gobierno de López Obrador recurrió a la contratación de 352 médicos especialistas de origen cubano, desatando una de las polémicas más enconadas del sexenio. Los médicos de la isla laboraron en 79 municipios de nueve entidades, proporcionando consultas, medicina preventiva y tratamientos de alta especialidad a poblaciones marginadas o vulnerables, esto a través de los hospitales del sistema federal. Simultáneamente inició un proceso de contratación de médicos especialistas mexicanos, en un principio apoyándose en los médicos jubilados.
La activación del sistema IMSS-Bienestar, luego de la desaparición del INSABI, siguió encontrando limitantes, especialmente en los estados con gobierno opositor, negados a transferir unidades del servicio público estatal al gobierno federal. Para final de sexenio, entre unidades transferidas y construidas, el nuevo modelo de salud universal contaba con 10 416 establecimiento de salud, divididos entre 9618 unidades médicas de primer nivel de atención (de las cuales 1074 son Unidades Médicas Móviles), 517 unidades de segundo nivel, 67 de tercer nivel y 214 Unidades de Especialidades Médicas y clínicas de especialidad; A través de esta estructura ya se registró, hasta mediados de 2024, a poco más de once millones de personas. No obstante, las otras áreas del sector salud (IMSS e ISSSTE, presentaron avances sustanciales, como el mejoramiento de 117 hospitales y 2942 centros de salud.

##### Pandemia de Covid-19

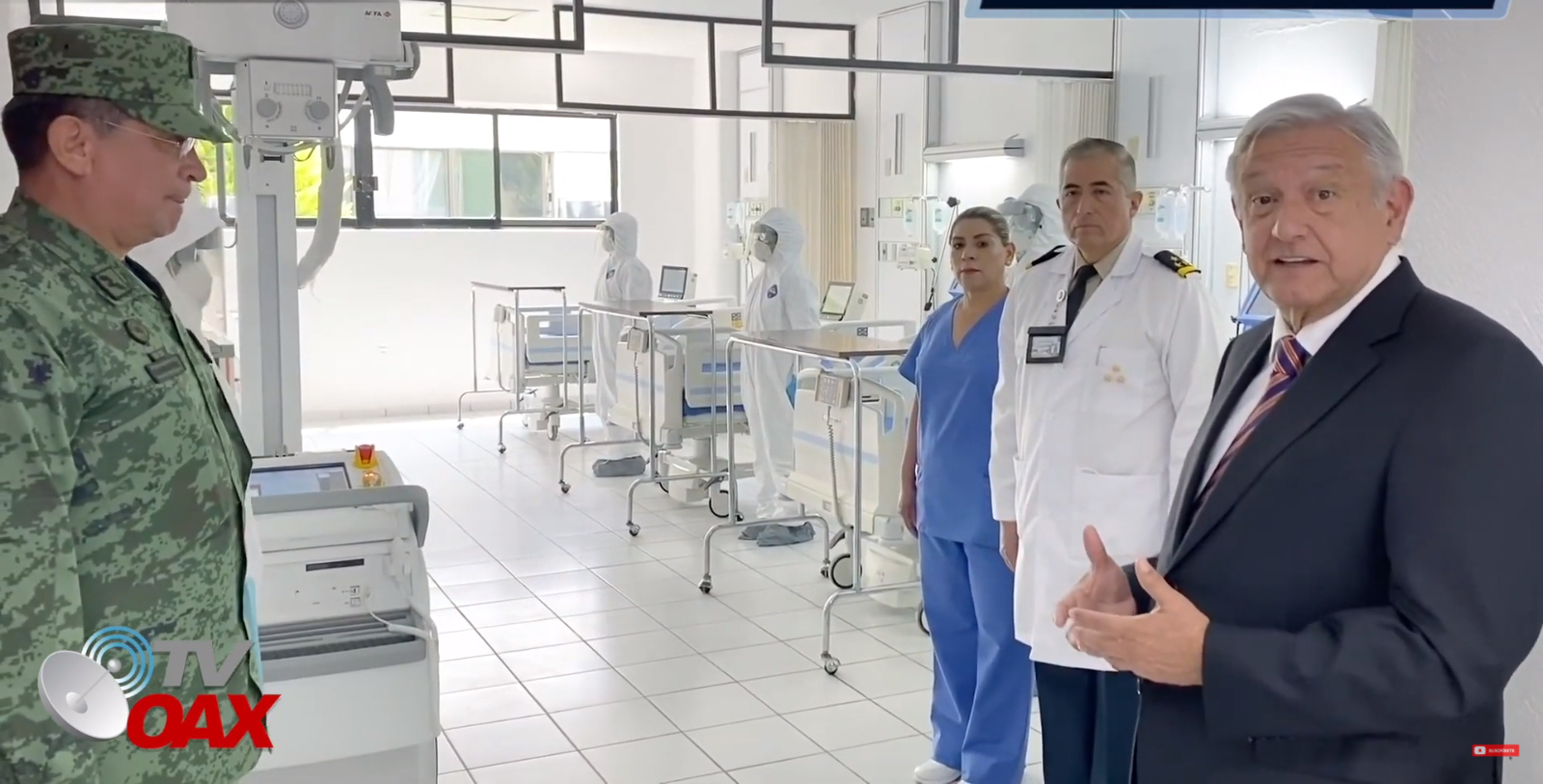
El presidente Andrés Manuel López Obrador con ayuda de la Sedena inaugurando un hospital militar para atender a enfermos por COVID.

El 28 de febrero de 2020 se anunció el primer caso de covid-19 en México, el primer fallecido por esta enfermedad se registró el 18 de marzo; las primeras medidas de contención se anunciaron ese mismo día, incluyendo la declaratoria de cuarentena. El 30 de marzo se decretó la emergencia sanitaria, misma que terminó el 9 de mayo de 2023. En este periodo se registraron un total de 7 587 643 contagiados, muriendo un total de 333 913 personas en el país.
La pandemia de covid-19 en México se convirtió en un acontecimiento histórico trascedente que se desenvolvió en medio de fenómenos estructurales que quedaron expuestos y coyunturas de todo tipo. En el tema estrictamente de la salud pública se destacan que:
- La enfermedad exhibió el estado de las condiciones generales de salud en la población, dada la singularidad de la enfermedad, es decir, agravar los casos de personas con enfermedades crónico degenerativas como diabetes, hipertensión y obesidad; el gobierno reforzó los programas de salud preventiva y decretó el etiquetado de productos alimenticios con exceso de grasa, azúcar y otros aditamentos nocivos para la salud.
- La debilidad en los sistemas de respuesta y atención a emergencias sanitarias en todos los niveles de gobierno, heredada desde la pandemia de 2009. Hubo cuestionamientos a la autoridad por una aparente pasividad para implementar medidas más drásticas de contención, aunque el gobierno refería que estas serían poco efectivas dadas las condiciones económicas de la mayoría de la población, es decir, era poco viable un parón absoluto, por lo que se incentivaron métodos de convivencia social (sana distancia, higiene personal, identificación de riesgos, ventilación de espacios, uso de cubrebocas, semáforos de alerta para la movilidad social) en todos los sectores como estrategia de prevención y contención.
- La falta de capacidad en los sistemas de salud para atender directamente el padecimiento. En principio el gobierno implementó un programa de reconversión hospitalaria para cubrir la necesidad de camas y respiradores.[431]

El 23 de diciembre de 2020 se inició la vacunación masiva contra el covid-19, en un esquema seccionado por grupos prioritarios, iniciando por personas de la tercera edad, trabajadores esenciales del sector salud y educativo. Al final de la emergencia sanitaria el gobierno calculaba que entre vacunación y contagio el 95% de los mexicanos ya contaba con inmunidad, aplicándose alrededor de 228 millones de dosis.

#### Vivienda
La política de vivienda de López Obrador se desarrolla en medio de un fenómeno global de aumento constante en el costo de estas; la gentrificación, la especulación en el mercado inmobiliario, las estrategias de urbanización centralizadoras, los constantes cambios de uso de suelo, el aumento de los precios de las materias primas, entre otras, se presentaban como causas de esta situación. Ante ello el gobierno implementó diversas estrategias, entre las que se incluyen: la reformulación de las facultades de la SEDATU para priorizar el concepto de  vivienda integral en la planeación del crecimiento urbano, es decir la funcionalidad de esta (espacio y comodidad) y su ubicación (acceso a los servicios básicos de electricidad, agua potable, alcantarillado, alumbrado público, centros de abastecimiento y seguridad pública), así como su interconexión con los centros educativos, de salud y laborales con transporte público eficiente; la flexibilización de las medidas para el otorgamiento de créditos a través del Infonavit y el Fovissste; el acceso a créditos para rehabilitación, remodelación o reparación a través de la Conavi. Los créditos para adquirir propiedad, hasta 2022, beneficiaron a dos millones de trabajadores, en tanto los de rehabilitación a 317 000 familias de escasos recursos. De manera paralela se rehabilitaron 60 602 casas en 243 municipios en el marco del «Programa Nacional de Reconstrucción» a causa de los sismos de 2017.

#### Empleos y política laboral
La plataforma de López Obrador en relación con la clase trabajadora, giró en torno a ocho propuestas: la formación profesional y capacitación para el trabajo; aumento del salario mínimo; facilitar negociación colectiva; recuperar la inspección de trabajo; plataforma digital para el empleo; certificación de trabajo justo; inserción digna de los migrantes mexicanos, y programa de certificación de competencias y habilidades para el trabajo.
Durante los primeros cuatro años de su gobierno logró avances sustanciales en el marco legal, luego de alcanzar una serie de reformas constitucionales que establecieron un «Nuevo Modelo Laboral», cuyas principales características son: la sustitución de las «Juntas de conciliación y arbitraje» por los «Centros Federales de Conciliación y Registro Laboral», un nuevo órgano que no solo intervendrá en las controversias obrero-patronales, sino que se hará cargo del registro de sindicatos, el seguimiento de las prácticas democráticas en estos, la revisión de los contratos colectivos de trabajo y los reglamentos internos en los centros laborales para mantenerlos apegados a los derechos de los trabajadores; se elevó a rango constitucional el modelo de democracia directa en los sindicatos, dando facultad al trabajador para elegir el sindicato de su preferencia, y a los afiliados la posibilidad de decidir mediante voto, no solo la elección, sino la permanencia de sus autoridades sindicales, así como la validación, mediante asambleas y voto directo, de los contratos colectivos de trabajo; se transfirió al Poder Judicial la facultad de dirigir y operar los tribunales de justicia laboral, últimas instancias en los conflictos obrero-patronales. En 2023 se reguló formalmente el trabajo remoto luego de la experiencia durante la pandemia, esta medida incluyó el pago por parte del patrón de los insumos como electricidad y señal de internet; se estableció la prohibición de laborar de pie en el sector servicios, este paquete de normatividades laborales dejó pendiente la propuesta de disminución de la jornada laboral a 40 horas semanales.
Sin embargo, las cinco medidas gubernamentales que más incidieron directamente en la clase trabajadora fueron: La eliminación del modelo de subcontratación, que permitió la regularización en los contratos de tres millones de trabajadores, que con esto incrementaron su salario promedio en un 27% y accedieron a las prestaciones de utilidades, aguinaldo y fondo de retiro. La ampliación del porcentaje de participación obrera en el pago de utilidades, que pasó de 2.8 a 7.7 por ciento. El aumento del periodo mínimo de vacaciones, que pasó de seis a doce días en el primer año de contrato. Y el incremento sostenido al salario mínimo en porcentaje y valor adquisitivo no visto en décadas, ya que ha aumentado 176% hasta 2024, pasando de 88.36 MXN en 2018 a 248.93 MXN en 2024. Estas cifras representan el mayor avance del salario entre los países de la OCDE.
En cuanto a la generación de empleos y la tasa de desempleo, hasta marzo de 2024, el gobierno de López Obrador generó condiciones para un acumulado de 1 831 419 empleos creados y sostener una tasa de desocupación de 2.7%, la cuarta menor entre los países de la OCDE. A finales de 2023 el IMSS reportó una cifra récord de afiliados, situándose en 21 millones.

### Política económica

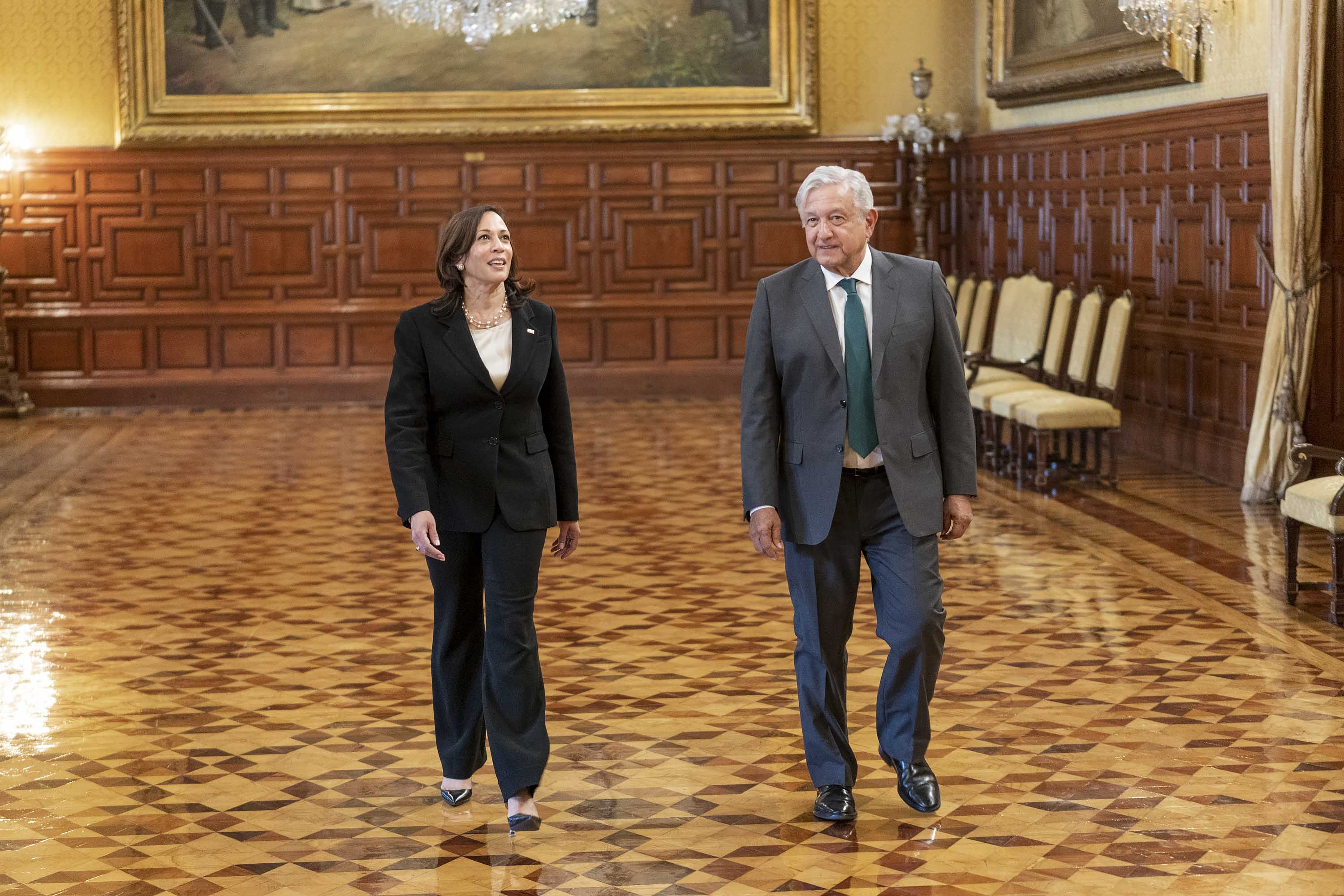
López Obrador y la vicepresidenta de los Estados Unidos Kamala Harris en junio de 2021.

Las políticas económicas de López Obrador se desenvolvieron en medio de serias coyunturas internas y externas, así como problemas estructurales heredados de la anterior administración, todo ello condicionando la efectividad de sus planes y programas de desarrollo económico. Por un lado la tensión internacional provocada por la Guerra comercial entre China y Estados Unidos, las políticas arancelarias de Donald Trump y la debilidad económica internacional que tenía en riesgo de recesión a varias economías del mundo. En tanto en el escenario nacional, el desmesurado crecimiento de la deuda pública en el gobierno anterior, el rezago económico causado por la corrupción y la violencia de los sexenios pasados, y las confrontaciones de actores económicos con el presidente ocasionaron que el primer año de su gobierno quedara marcado por el crecimiento económico nulo.
Por temor a alienar a los mercados financieros y a la patronal, López Obrador prometió llevar a cabo una política económica moderada, no modificar la política fiscal del país, mantener la autonomía del Banco Central y respetar los compromisos asumidos frente a empresas y bancos.
Con el fin de restablecer un Estado fuerte, López Obrador lanzó un plan de reactivación económica de las dos grandes empresas públicas: la Comisión Federal de Electricidad (CFE) y Petróleos Mexicanos (Pemex). En particular, el plan tiene por objeto lograr la autosuficiencia energética y poner fin a las políticas de privatización de las empresas públicas.
Sin embargo se mantuvieron estables el resto de los principales indicadores macroeconómicos como la tasa de desempleo, los superávits en el gasto público y la balanza comercial, el consumo, la inflación y el tipo de cambio; además de cerrar el año con un plan de inversión pública–privada para reactivar la economía; también resultó significativo el sostener las disciplina fiscal y haber profundizado la política de austeridad que permitió ahorro en el gasto público y aumentar la recaudación; así como el mayor aumento proporcional al salario en más de cuatro décadas y la firma definitiva del tratado comercial con Estados Unidos y Canadá.
En el 2020, nuevamente, la estrategia económica se vio condicionada o limitada por las coyunturas internacionales, esta vez con mayor severidad, pues en el contexto de la pandemia de COVID-19 y luego del colapso del mercado de valores, se desataron la peor crisis económica de los últimos 100 años y una de las peores crisis financieras, provocando una súbita caída del producto interno bruto del país, que en términos trimestrales alcanzó el -17% en el segundo periodo, aunque con una recuperación del 12.1% en el siguiente, inesperada situación que mejoró la expectativa de la caída del PIB anual, pasando la previsión más pesimista de -9.8% a -8.9%.
No obstante, de la misma forma que el año anterior, lograron mantenerse estables diversas cifras macroeconómicas como la inflación y el tipo de cambio. También se presentó una significativa recuperación de los empleos perdidos al inicio de la pandemia y un mayor alcance de la recaudación fiscal gracias a la profesionalización del SAT; además de mantener sin crecimiento real (más allá de la inflación) la deuda pública y una disminución sustancial en el precio de los combustibles.
La crisis económica derivada de la pandemia de covid-19 siguió condicionando el desarrollo económico de México (al igual que el resto del mundo) en los años 2021 y 2022. Sin embargo también se manifestó un desempeño menor en comparación con países de economías similares (aunque superior al de varias naciones desarrolladas), por ello los crecimientos de 4.1 en 2021 y 3.1 en 2022 se consideraron por diversas fuentes como insuficientes frente al retroceso de 8.9% de 2020. Nuevamente factores externos entraron en juego como la crisis de la cadena de suministro global, como consecuencia de las medidas anti-covid en los países desarrollados y las potencias emergentes; la crisis alimentaria mundial, iniciada por la guerra en Ucrania, pero alimentada también por factores del cambio climático en países productores de alimentos; y la crisis inflacionaria internacional.
Ante esta serie de sucesos el gobierno de López Obrador puso en práctica a lo largo de este lapso en la pandemia diversas medidas. Primero el 5 de octubre de 2020 se presentó un plan de inversión público-privada en infraestructura por 297 344 millones de pesos, distribuidos en 39 proyectos por toda la república; después la eliminación de aranceles al acero en el marco del T-MEC en 2020; firma de un acuerdo en 2023 con la inversión privada y todas las cadenas productivas para contener la inflación.
Factores diversos, algunos ajenos al gobierno, beneficiaron el desempeño de la economía mexicana, tales como el aumento récord de las remesas, el incremento récord de la inversión extranjera, el fortalecimiento del tipo de cambio, cuyo efecto coloquialmente fue llamado como “súper peso” y el auge del fenómeno conocido como “nearshoring” en México (en el contexto de la guerra comercial Estados Unidos-China), que ha aumentado el traslado de inversiones de Asia al país hispanoamericano. De igual modo en este lapso post pandémico se han mantenido estableces diversas cifras macroeconómicas.
El año 2023 significó la consolidación de la recuperación económica pospandemia, reflejo de ello fueron las estimaciones del Fondo Monetario Internacional para finales de ese año, al ubicar al país en el 12.º puesto entre las economías más grandes del mundo, calculando al cierre de ese periodo que el PIB mexicano alcanzaría los 1.81 billones de dólares. Las previsiones se confirmaron, al tiempo que se registró un crecimiento anual de 3.2 del PIB; también, de acuerdo al Banco Mundial, México ya había recuperado el terreno perdido por en la pandemia en términos de empleo y volumen del PIB. Además de concluir el año como el noveno exportador mundial. Esto, de acuerdo a diversas fuentes, se complementa con un contexto vigente de fortaleza en el empleo, el gasto público social, garantías políticas de inversión, los ingresos por remesas y la recolocación de inversiones de Asia a México.

#### Desarrollo agropecuario y autosuficiencia alimentaria
La política del gobierno de López Obrador en el sector económico primario, es decir el agropecuario, se diseñó con base en tres objetivos fundamentales. Primero, el aumento de la productividad para reactivar el campo, y así garantizar la soberanía alimentaria; segundo, la sustentabilidad como prioridad estratégica para evitar el agotamiento del suelo, subsuelo y recursos acuíferos; y tercero, una línea inclusiva en el manejo del sector, contemplando los distintos tipos de explotación económica, considerando que por regiones las hay para exportación, para mercado interno y para autoconsumo.
El primer eje resultó el de mayor exposición para las acciones del gobierno, considerando que la autosuficiencia alimentaria era un respaldo básico en su concepto de soberanía nacional. El gobierno se propuso desde un momento incentivar el incremento en la producción de cuatro granos básicos: maíz, frijol, arroz y trigo, considerándolos clave para el campo mexicano, para ello se entregaron 300 000 toneladas de fertilizantes al año, esperando beneficiar a dos millones de pequeños y medianos productores; se otorgó asesoría y capacitación en el manejo de técnicas de cultivo en el marco del nuevo programa «Producción para el bienestar», que sustituyó al «PROCAMPO», a la vez que con este se entregan seis mil pesos mensuales de apoyo para la compra de insumos para siembra, recolección y transporte de mercancías a los beneficiarios; para esto el gobierno comenzó a desvincular a las organizaciones populares que actuaban de intermediarias, y de acuerdo a la autoridad cometían actos de corrupción con los recursos.
El objetivo de la autosuficiencia alimentaria encontró freno debido a la crisis alimentaria mundial y la crisis inflacionaria internacional, a pesar de que el programa de precios de garantía logró sostener el costo de los cuatro granos prioritarios, se halló insuficiente a la demanda, en gran medida porque el programa estaba destinado a pequeños y medianos productores, y no a los grandes proveedores de la industria alimenticia. Aunque la producción de los cuatro granos básicos ha aumentado, aun no logran el objetivo de disminuir sustancialmente la importación de alimentos, no obstante el rezago está presente de mayor manera en el sector ganadero.
También se implementaron medidas para desincentivar el abandono de las zonas rurales y por ende de las actividades agrícolas. Esto a través de la priorización de estas áreas en la entrega de los apoyos del programa Bienestar, combatir la enajenación de tierras arables para la industria y la urbanización, y apoyar a las comunidades que mantienen sistemas de propiedad comunal.
El programa Sembrando Vida, uno de los más promovidos por el gobierno obradorista, se convirtió en el proyecto de reforestación más importante del mundo, ya que ha logrado, hasta 2023, reforestar con árboles frutales y maderables 1 411 894.687 hectáreas en 23 entidades del país y beneficiando a 449 686 campesinos, ejidatarios y comuneros.

### Política de seguridad y justicia

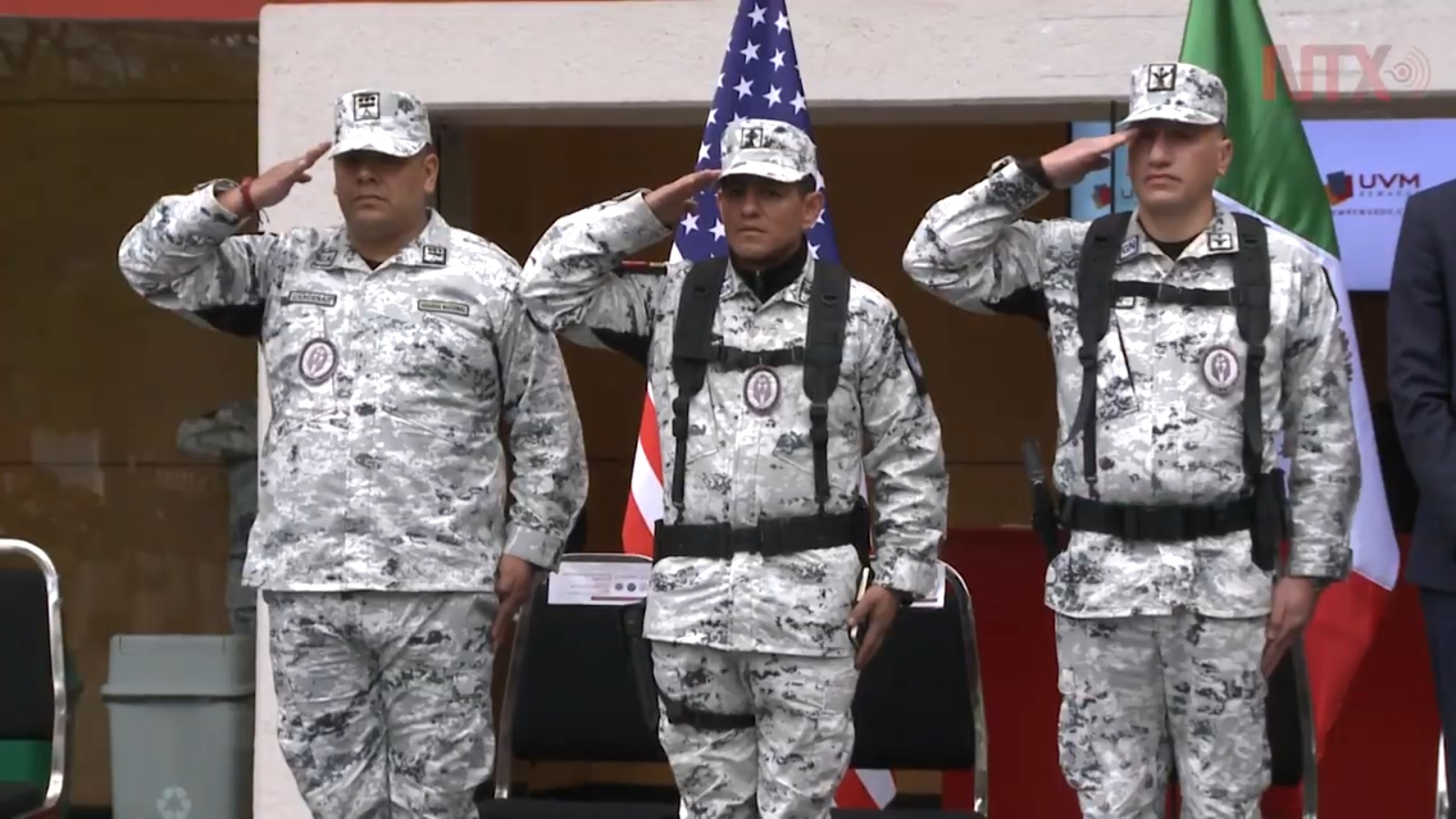
Elementos de la guardia nacional.

En el contexto de la guerra contra el narcotráfico, iniciada por el presidente Felipe Calderón en 2006, la plataforma de gobierno de López Obrador ya había propuesto desde la elección anterior de 2012, una estrategia que combatiera la criminalidad y el fenómeno de la violencia sin el enfoque belicista del entonces gobierno vigente de Calderón; el enfoque alternativo propuesto consistía en combatir las causas sociales del delito y los niveles de corrupción e impunidad que permitían la continuación del ciclo de violencia. Sin embargo este último se acrecentó en el sexenio de Enrique Peña Nieto, por lo que se modificó la propuesta, ahora incluyendo la creación de un cuerpo de seguridad civil con formación militar para sustituir a la Policía Federal, cuya retórica sería la de pacificación del país y no la de guerra contra el crimen organizado, pero sin dejar de lado la orientación social del planteamiento original. De esta manera, y luego de diversas polémicas por su formación militar, el 26 de marzo de 2019 fue fundada la Guardia Nacional, que desplegaría inicialmente a 45 000 elementos provenientes de las tres ramas de las Fuerzas Armadas y su antecesora la Policía Federal.
No obstante, la diversificación y fragmentación de los grupos delincuenciales, sucesos acelerados en la anterior administración, supusieron en el primer año un golpe no previsto para la nueva estrategia, especialmente en un contexto de permeada corrupción en las instituciones locales, además de un escenario de dificultades económicas donde los proyectos sociales aún no podían incidir de inmediato en la correlación de desigualdad y crimen. Por todo ello su primer año, en una cuestión consecuente de los últimos años de su antecesor, se convirtió en el más violento de las últimas décadas. Teniendo como principales coyunturas el combate al robo de combustible y los enfrentamientos en Culiacán a causa de la fallida captura del criminal Ovidio Guzmán López.
Sin embargo, en el aspecto del combate a la corrupción y la impunidad, se mostraron avances consecuentes a las políticas de austeridad, la modificación del marco legal mencionado con anterioridad, la autonomía constitucional de la Fiscalía General de la República y la intensa actividad de la Unidad de Inteligencia Financiera; todo esto permitió la detención y el inicio de investigaciones o juicios por corrupción a personajes como la exsecretaria de Desarrollo Social en el gobierno anterior Rosario Robles, el ex director general de PEMEX Emilio Lozoya Austin y el ministro de la Suprema Corte Eduardo Medina Mora; a ello se suma la incautación o bloqueo de bienes valuados en miles de millones de pesos vinculados a actos de delincuencia organizada o corrupción.
Otro aspecto significativo fue la creación de una comisión de la verdad para reexaminar uno de los casos sin resolver más notorios del país: la desaparición forzada y presunto asesinato de 43 estudiantes normalistas de la escuela rural Isidro Burgos de Ayotzinapa, que fueron secuestrados en septiembre de 2014 en la ciudad de Iguala, Guerrero, después de ser atacados por narcotraficantes y policías. El organismo estaría encabezado por los padres de las víctimas. El 1 de julio de 2020, el fiscal general de la república Alejandro Gertz Manero anunció que "se acabó la verdad histórica", en alusión a la versión del gobierno del entonces presidente Enrique Peña Nieto. También anunció que se solicitó a un juez la captura de 46 exfuncionarios, incluido el jefe de la investigación de la PGR Tomás Zerón. Previamente el 29 de junio fue detenido José Ángel Casarrubias Salgado, alias el Mochomo, uno de los líderes del grupo criminal Guerreros Unidos y quien según la FGR ordenó la desaparición de los 43 estudiantes. El 7 de julio fueron encontrados los restos de uno de los estudiantes, estos se hallaban en la barranca de Cocula, a 800 metros de distancia del basurero donde según la versión anterior habían sido incinerados.
En el año 2020 se presentaron ligeros avances en cuanto a seguridad pública, específicamente en delitos del fuero común (robo de vehículos, secuestro y extorsión), pero no así en los delitos de alto impacto, especialmente la extrema violencia que aun padecían múltiples zonas del país, aunque de manera más uniforme y concentrada ya en sitios específicos.
El periodo post pandémico del gobierno de López Obrador en materia de seguridad significó una paradójica inversión de las tendencias delictivas, pues mientras que antes y durante la etapa crítica de la pandemia, disminuyeron los delitos comunes y se mantuvieron al alza los delitos de alto impacto, pasado lo más complicado de la pandemia los delitos comunes acrecentaron y, por primera vez desde el inicio de la guerra contra el narcotráfico, se produjo un significativo descenso de los homicidios dolosos y el secuestro. Todo esto en medio de las aún vigentes críticas al estado por seguir usando a las fuerzas armadas en tareas de seguridad pública y luego de la fallida reforma para instaurar la prisión preventiva oficiosa.

#### Combate al robo de combustible

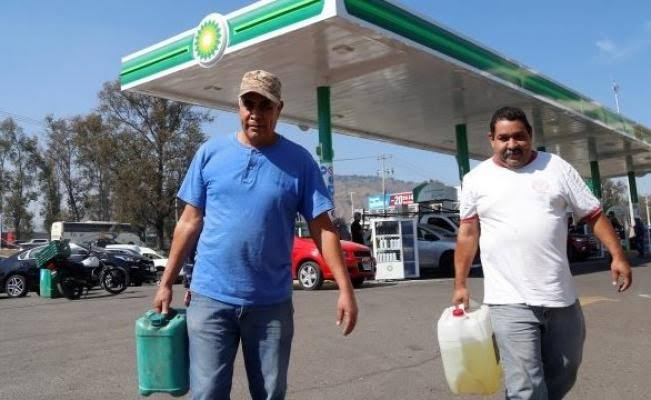
Dos hombres comprando gasolina en galones como consecuencia del desbasto por el plan contra el huachicol.

Como parte del plan anticorrupción, Obrador aseguró que buscaría reducir y eliminar el robo de combustible de las tuberías propiedad de Pemex, la compañía petrolera estatal. Este delito ha sido denominado popularmente como "huachicol". En consecuencia, parte de la estrategia fue desviar el flujo de combustible de las tuberías, detectar fugas cuando ocurrieron y transportar el combustible en camiones. Estas medidas condujeron a problemas logísticos y escasez de combustible en algunos estados, sin embargo Obrador alegó que se había reducido el robo de gasolina como nunca en las últimas décadas.
El 18 de enero de 2019, un grupo de pobladores del Tlahuelilpan en el estado de Hidalgo, perforó un oleoducto para extraer ilegalmente gasolina. El ejército se mantuvo al cerco de la zona, pero ante la cantidad de personas conglomeradas y debido a la decisión de Obrador de no reprimir a la ciudadanía, se quedó expectante y no procedió al arresto de nadie. A las 19:10 horas (tiempo local), la fuga explotó dejando un saldo de 137 muertos. La opinión pública quedó dividida ante quienes argumentaron que la gente murió por no seguir las indicaciones del ejército y proceder al robo de gasolina; y por quienes criticaron al mismo ejército por no hacer uso de la fuerza para evacuar la zona.
El presidente Obrador declaró que todas las posibilidades estaban siendo consideradas para la investigación y no descartó la participación de los principales grupos criminales que operan en Hidalgo. En 2022, se registró un promedio de 5100 barriles robados cada día, sin embargo para noviembre incrementó a 5600 cada día.

### Infraestructura

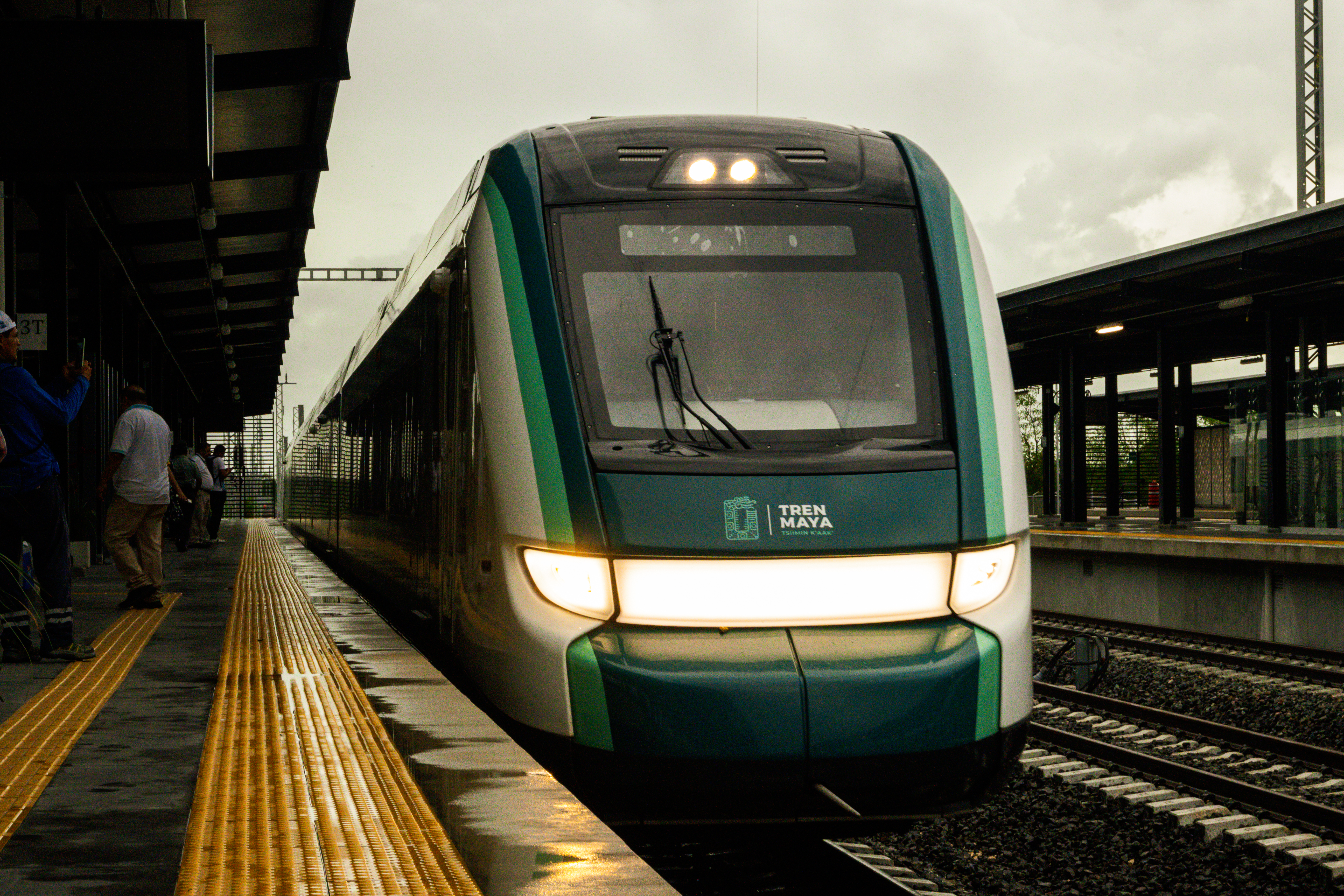
Tren Maya.

Durante su primer año de gobierno se puso en marcha el «Programa Nacional de Reconstrucción» para apoyar a las comunidades afectadas por los sismos de 2017, que gestionó recursos económicos a través de distintas dependencias para rehabilitar viviendas, escuelas, centros de salud, pequeños y medianos negocios, patrimonio histórico-cultural, infraestructura local y enseres domésticos, así como ampliar los estudios de riesgo y planificación para las zonas que aún permanecían sin evaluar. Para 2023 este programa ya alcanzaba un avance de 98.86% en 3332 obras. También se inició la construcción de caminos y carreteras comunitarias en Oaxaca. Al final del mismo 2019 se presentó un «Plan Nacional de Infraestructura» con inversión pública-privada, que incluye 147 proyectos especialmente en el área de las comunicaciones y los transportes.
Sin embargo los temas de infraestructura que estuvieron más presentes durante su primer año, fue la cancelación del aeropuerto de Texcoco, el inicio de obras del Aeropuerto Internacional Felipe Ángeles en la Base Aérea Militar N.º 1 de Santa Lucía, y la consulta popular para el Tren Maya.
La estrategia de la SEDATU para el desarrollo de infraestructura en zonas urbanas y rurales, tomó como eje principal la recuperación de espacios públicos bajo una visión de funcionalidad social, es decir, obras que inciden en el bienestar social de las poblaciones intervenidas. Las obras del ente público han priorizado la infraestructura básica como agua, luz, drenaje, pavimentación, equipamientos, vivienda y la generación de empleo. Se invirtieron 38 mil millones de pesos en mejoramiento urbano en 153 municipios en 27 entidades del país, donde se construyeron 151 unidades deportivas; 293 parques, malecones, espacios artísticos y culturales; 44 mercados; 162 escuelas; 22 centros de salud; 216 calles y redes de agua potable beneficiando a 9.5 millones de personas. Una de las singularidades de estos proyectos ha sido la participación directa de miembros de las comunidades, incluso empleando técnicas artesanales para la construcción; el desempeño de la secretaría encabezada por Román Meyer Falcón ha sido acreedor a reconocimientos en algunas de sus obras.

#### Comunicaciones y transportes
El gobierno de López Obrador implementó un programa de reparación, ampliación y construcción de nuevas carreteras, puentes y caminos rurales, especialmente en áreas marginadas o de difícil acceso en el país. Se rehabilitaron 40 516 kilómetros de carretera, especialmente de vía libre y 522 de nuevas carreteras; se construyeron 2441 kilómetros de caminos rurales artesanales en Oaxaca y Guerrero, y otros más de obra federal en otros once estados;  se construyeron también veintiún puentes vehiculares en sierras o zonas pluviales de siete estados.
Desde el inició de su denominado «Proyecto Alternativo de Nación», López Obrador había planteado el retorno de los trenes de pasajeros, una vía de transporte y comunicación presente en el país desde tiempos del Porfiriato y que cayera en desuso desde la privatización de estos en el gobierno de Ernesto Zedillo. El plan de su gobierno consistiría en el empleo de la vías ya existentes y su ampliación para concretar once líneas: Tren del Pacífico, con una extensión de 4700 kilómetros (de Chiapas a Baja California); El Chepe (673 kilómetros, de Sinaloa a Chihuahua); Tren Occidental (2250 kilómetros, de Guerrero a Chihuahua); Tren Oriental (2000 kilómetros, de Guerrero a Coahuila y Nuevo León); Tren Transversal (1200 kilómetros, de Sinaloa a Tamaulipas); Tren del Golfo (1650 kilómetros, de Tabasco a Tamaulipas); Tren del Bajío (1500 kilómetros, de Veracruz a Jalisco cubriendo el occidente del país); Tren del Centro (1300 kilómetros, de Veracruz a Jalisco, cubriendo el centro del país); Tren del Istmo de Tehuantepec (300 kilómetros); Tren de Oaxaca (750 kilómetros) y como inició del proyecto, el Tren Maya de 1800 kilómetros. El plan proyectado para el año 2050, da inicio en este gobierno con obras de adecuación o modernización de las vías ya existentes, especialmente en las zonas suburbanas.
En aras de garantizar el acceso gratuito a internet (parte de la plataforma electoral obradorista) la Comisión Federal de Electricidad creó una división encargada de construir la infraestructura de fibra óptica necesaria para sustentar dicho plan. Se instalaron 10 979 antenas para dar acceso a la red a escuelas, parques, centros de salud y demás sitios públicos.
Como parte de la infraestructura complementaria al Tren Maya, en junio de 2022 se inició la construcción del Aeropuerto Felipe Carrillo Puerto en Tulum, Quintana Roo, mismo que fue inaugurado el 1 de diciembre de 2023. Se trata del aeropuerto más grande la península de Yucatán, con capacidad de atender a 5.5 millones de pasajeros.
El 22 de diciembre de 2023 se inauguró la primera etapa del Tren Interoceánico, la piedra angular en el proyecto del Corredor Interoceánico del Istmo de Tehuantepec, que pretende competir con el Canal de Panamá.
El 26 de diciembre de 2023 se realizó el primer vuelo comercial de la renovada aerolínea paraestatal (precisamente entre el AIFA y el aeropuerto de Tulum) «Mexicana de Aviación», empresa privatizada en la década de 1990 y que desapareciera en 2010, fue readquirida por el gobierno federal el 6 de enero de 2023.
El 15 de diciembre de 2023 con la apertura del tramo Campeche-Cancún, y el 31 del mismo mes con la inauguración del trayecto Cancún-Palenque, se concluyeron las dos primeras etapas del Tren Maya, en conjunto, con los 1200 kilómetros del Ferrocarril del Istmo de Tehuantepec y los 1554 del Tren Maya, la administración de López Obrador heredará 2754 kilómetros de vías férreas para pasajeros, recuperando esta modalidad de transporte que se canceló en el gobierno de Ernesto Zedillo.

##### Aeropuerto Internacional Felipe Ángeles

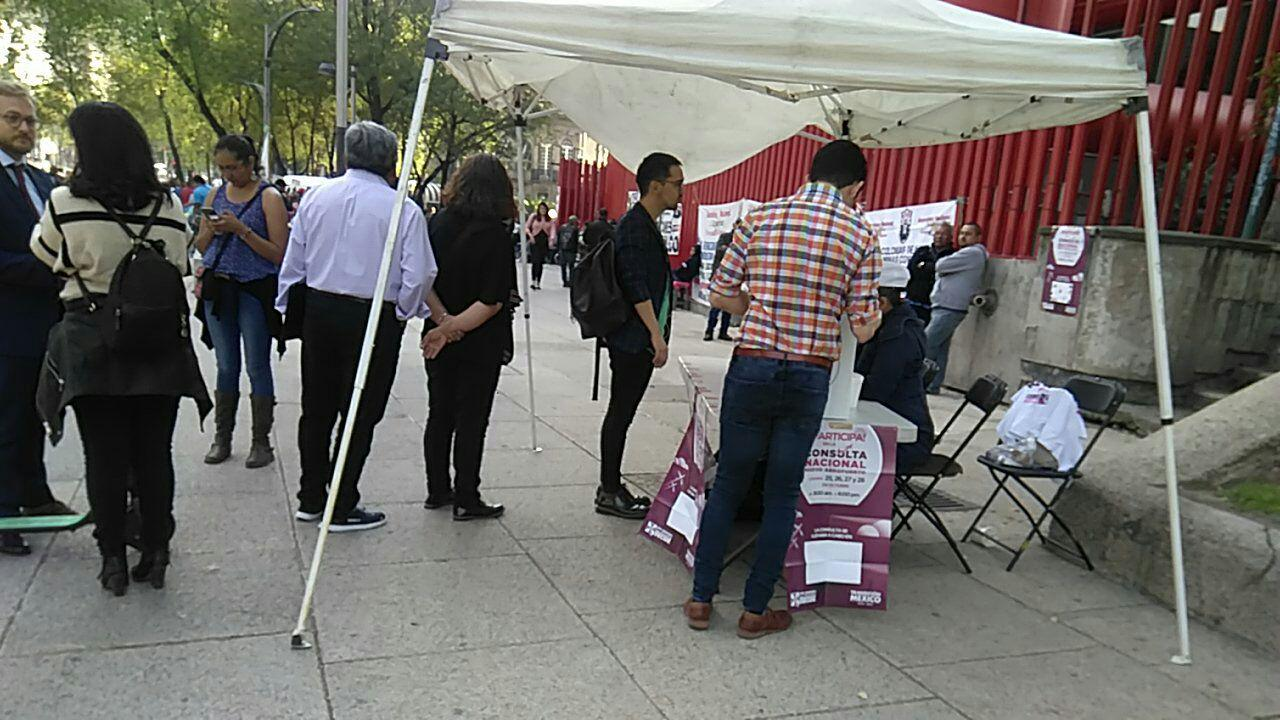
Consulta nacional sobre el NAICM.

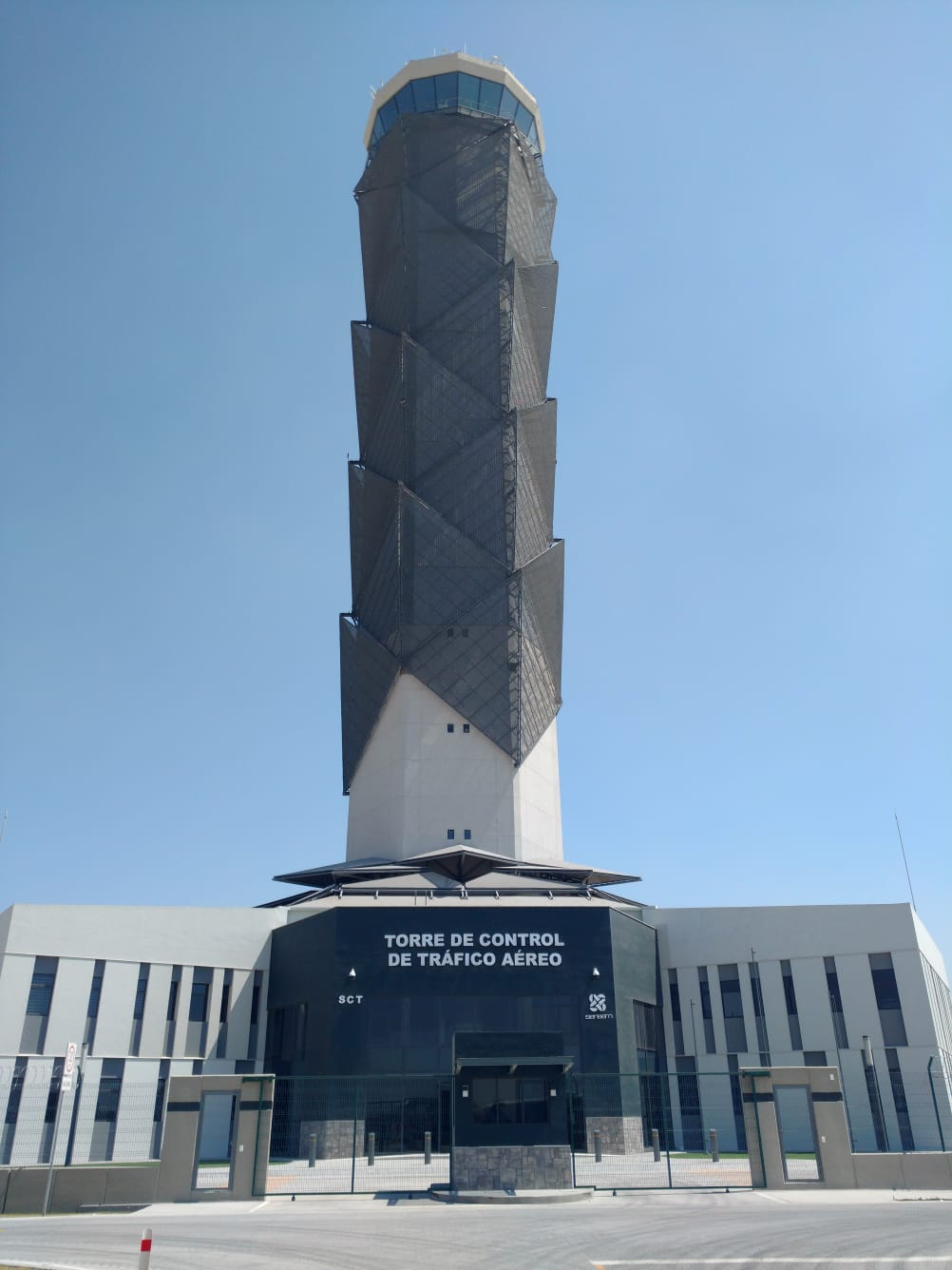
Torre de control del AIFA.

Antes de asumir el nuevo gobierno, del 22 de octubre al 25 de octubre de 2018, se celebró una consulta popular sobre si debía cancelarse o no el Nuevo Aeropuerto Internacional de la Ciudad de México (el cual se encontraba en construcción), citando que el proyecto estaba plagado de corrupción, inversiones ilícitas y representaba un desperdicio de dinero de los contribuyentes. Alrededor del 70% de los participantes votaron en contra de la continuidad del proyecto. Al igual que en campaña, López Obrador insistió en la Base Aérea Santa Lucía en su lugar.
El 3 de enero de 2019, el secretario de comunicaciones y transportes Javier Jiménez Espriú, anunció la suspensión definitiva de las obras del aeropuerto, lo que formalizó la cancelación oficial del NAICM, e iniciando camino a la construcción del Aeropuerto Internacional de Santa Lucía que estará a cargo de la Secretaría de la Defensa Nacional.
La construcción del Aeropuerto Internacional Felipe Ángeles (AIFA) inició el 17 de octubre de 2019. El presidente Andrés Manuel López Obrador anunció un año antes que la construcción quedaría a cargo de la Secretaría de la Defensa Nacional. El nuevo aeropuerto aeropuerto comercial serviría a la zona metropolitana del valle de México. Fue inaugurado el 21 de marzo de 2022 por el presidente, y nombrado así en honor al héroe de la Revolución Mexicana. Se construyó en lo que antes era la Base Aérea Militar N.º 1 de Santa Lucía en Zumpango, Estado de México.
En cuanto a sus características, el AIFA cuenta con una superficie total de 2487 hectáreas. Posee tres pistas de aterrizaje, una torre de control de tráfico aéreo de 88 metros de altura con 14 posiciones para controladores y 4 supervisores, siendo la torre con más capacidad operativa en el país. Además, tiene un espacio de 8046 metros dedicados exclusivamente para las líneas de equipaje y un estacionamiento con capacidad para 4500 vehículos.
Este aeropuerto busca aliviar la saturación del Aeropuerto Internacional Benito Juárez. Además, por su ubicación geográfica, permitirá conectar a Europa, Asia y África con todo el Continente Americano, estableciéndose como el más importante de la región. También cuenta con sistemas de seguridad biométricos, protección contra sabotajes, terrorismo y fenómenos naturales como huracanes, inundaciones, hasta erupciones volcánicas. Con más de 273 000 metros cuadrados de construcción, el AIFA tendrá la capacidad para atender a 2.4 millones de usuarios con 60 operaciones diarias.

#### Energética e hídrica
El gobierno de López Obrador concluyó el parque de energía solar más grande de Latinoamérica, ubicado en Puerto Peñasco, Sonora; renovó las turbinas de 16 hidroeléctricas; inició la construcción de la presa de Santa María en El Rosario, Sinaloa, misma que se inauguró el 18 de diciembre de 2023; Concluyó la construcción de los acueductos «El Zapotillo» (para llevar agua potable a los estados de Jalisco y Guanajuato), «El Purgatorio» (para llevar agua potable a la zona metropolitana de Toluca) y «Milpillas» (para llevar agua potable a la zona metropolitana de Zacatecas). Además, se puso en marcha la primera etapa del acueducto «El Cuchillo II», para llevar agua a la zona metropolitana de Monterrey. Esta obra se declaró de seguridad nacional en 2022 ante la crisis hídrica que sufría la región.
La principal línea de acción promovida en su proyecto político para la infraestructura estaba relacionada con la paraestatal PEMEX; la rehabilitación de las seis refinerías existentes y la construcción de dos más. Primero se invirtieron 62 mil millones de pesos para el primer objetivo, la renovación de las refinerías vigentes; se construyó la Refinería Olmeca con valor de 11 mil millones de dólares; y en lugar de construir una segunda se adquirió la Refinería Deer Park en Texas. Finalmente, al proyecto renovador se le agregará la construcción de dos plantas coquizadoras.

### Políticas públicas de desarrollo humano

#### Ciencia y tecnología
El gobierno abordó las políticas públicas de ciencia y tecnología con dos enfoques similares a los de las políticas sociales, es decir, iniciar procesos de combate a la corrupción de instituciones y fideicomisos públicos señalados por opacidad o malos manejos, y reformar el marco legal para instaurar una visión social a los planes, programas y proyectos del CONACYT.
En el primer aspecto se actuó de manera similar a los programas sociales predecesores, retirando recursos a organismos y grupos externos que hacían uso de dinero público sin requerir apoyo real del gobierno, o algunos casos aplicándolo en áreas ajenas a la ciencia; también se implementó la entrega directa de recursos y becas para investigación a los beneficiarios.
En el segundo aspecto se emitió una nueva ley de ciencia y tecnología, y una orgánica para la reformulación del ente público encargado del área. Con la reforma surgió el Consejo Nacional de Humanidades, Ciencias y Tecnologías (CONAHCYT), que como lo indica su nombre, amplió el campo de acción a las ciencias humanísticas; en tanto que la nueva ley, dejó atrás el enfoque exclusivo de la política de estado dirigido a la actividad económica, para diversificarlo con una visión de beneficio social e integral, ya que contaría con una junta de gobierno integrada por la mayoría de las secretarías de estado, para el diseño de sus actividades, priorizando aquellas problemáticas sociales en las que el uso de la investigación científica y la innovación tecnológica pudiera aportar a la solución. A pesar de la desaparición de fideicomisos, hasta 2023, se entregaron 128 950 becas de posgrado o para investigadores.
Los proyectos científicos ejecutados directamente por el gobierno más destacados, a través del CONAHCYT, fueron en el marco de la pandemia de covid-19. El primero fue el diseño y producción de respiradores mecánicos para la atención de pacientes críticos; el otro fue la elaboración de una vacuna propia para la enfermedad, la llamada vacuna Patria, que permitió la reactivación de la paraestatal mexicana Birmex, encargada del desarrollo de vacunas y medicamentos, la cual había sido desmantelada poco antes de la pandemia de 2009.

#### Deporte
La plataforma política de López Obrador respecto al deporte y la cultura física en el país giró en torno a tres propuestas: Primero, masificar la práctica de las actividades deportivas, tanto a nivel lúdico como competitivo, esto como parte de la estrategia integral de política social, haciendo que el deporte incida en las soluciones a problemas nacionales como el estado de salud de la población, reconstrucción del tejido social, combate a las adicciones, inhibición de las conductas antisociales e incluso de la saturación vial de las urbes (promover el uso de la bicicleta como medio de transporte). Segundo, combatir la corrupción en el seno del deporte federado de alto rendimiento para asegurar los recursos y la planeación del ciclo olímpico (Juegos Centroamericanos y del Caribe-Juegos Panamericanos-Campeonatos Mundiales-Juegos Olímpicos), haciendo partícipe al deportista directamente, en coordinación con la Conade y las federaciones deportivas, así como con la participación de la iniciativa privada. Y tercero, generar las condiciones y estrategias para incentivar procesos de formación en el deporte base, es decir, priorizar el deporte infantil y juvenil en el contexto de las escuelas, las comunidades, los municipios y la Olimpiada Nacional para la detección de talentos; además de trabajar en la capacitación de entrenadores, profesores de educación física y formadores.
En 2021 se anunció la creación de los «Bachilleratos Tecnológicos de Educación y Promoción Deportiva», que contarían con cuatro carreras: Entrenamiento integral de box, Entrenamiento integral de atletismo, Entrenamiento integral de béisbol y Fisioterapia deportiva, en un inicio con la apertura de siete planteles en las entidades de Ciudad de México, Sonora, Campeche, Veracruz, Estado de México y Tlaxcala.
La intervención directa del gobierno federal permitió la renovación de los contratos con la FIA y la NFL para sostener el Gran Premio de México y el juego anual en el estadio Azteca respectivamente. En tanto garantizó el apoyo, en cuanto a las responsabilidades gubernamentales (infraestructura vial, seguridad pública, aeropuertos, etcétera), para la organización de la Copa Mundial de Fútbol de 2026, que si bien ya no corresponderá a su mandato, se prevé tener los detalles logísticos de la sede, listos para 2024.
Hasta 2024, su gobierno entregó apoyos diversos a los atletas destacados en eventos internacionales, sobresaliendo los 222 millones de pesos a los participantes de los Juegos Panamericanos de Lima 2019, los 111 millones a los deportistas sobresalientes de los Juegos Olímpicos de Tokio 2020, los apoyos personalizados a los medallistas en los Juegos Centroamericanos y del Caribe San Salvador 2023, los 500 millones de pesos en premios y estímulos a los deportistas de los Juegos Panamericanos Santiago 2023 y los 78 millones a medallistas, ganadores de Diploma Olímpico y participantes en general de los Juegos Olímpicos de París 2024.
La administración obradorista decidió destinar los recursos del Instituto para Devolver al Pueblo lo Robado a los deportistas de alto rendimiento. Al igual que con otras políticas públicas, fueron desaparecidos los fondos y fideicomisos especiales por acusaciones de opacidad y corrupción, haciendo entrega directa de 500 millones de pesos a 950 deportistas y entrenadores. Las autoridades han respaldado esta medida con el desconocimiento o suspensión que hacen las federaciones internacionales de los entes locales, como ocurrió con la federación mexicana de natación suspendida por la FINA.

#### Cultura
La iniciativa en el proyecto de López Obrador para la cultura constaba de seis elementos básicos: Primero, masificar el estudio y divulgación de la cultura nacional, así como la expresión y apreciación artística, reduciendo la desigualdad en cuanto al acceso de esta área de grupos vulnerables. Segundo, desarrollar y ampliar una estrategia integral de formación artística y cultural en todos los niveles educativos, en las instituciones del sector, y en los espacios comunitarios o privados. Tercero, hacer de la divulgación cultural y el ejercicio profesional de las artes, pieza de la política social para incentivar soluciones a problemáticas generales como la reconstrucción del tejido social, el combate a las adicciones, la inhibición de las conductas antisociales y el abatimiento del rezago educativo. Cuarto, hacer énfasis en la protección de patrimonio cultural, tanto material como intangible, histórico y contemporáneo del país, a través del estudio, divulgación y promoción del mismo. Quinto, aprovechar el potencial económico de la industria cultural con la profesionalización del sector. Y sexto, enriquecer la diversidad cultural, priorizando grupos creativos con rezago o en vulnerabilidad.
Como parte de la política integral de austeridad y combate a la corrupción (tal como había ocurrido con las áreas de ciencia y deporte), las primeras acciones del gobierno obradorista fueron en dirección a la eliminación de fondos y fideicomisos opacos o no indispensables para apoyar proyectos de divulgación cultural y creación artística. De igual manera a las dos áreas anteriores, se procedió a la entrega directa de apoyos.
Una las propuestas implementadas en materia de difusión cultural y creación artística fue el Programa Nacional de Cultura Comunitaria para promover el ejercicio de los derechos culturales de personas, grupos y comunidades en contextos y condiciones de vulnerabilidad social. El programa tiene cuatro ejes de acción: Misiones por la Diversidad Cultural, Territorios de Paz, Semilleros Creativos, y Comunidades Creativas y Transformación Social:
- Misiones por la Diversidad Cultural ha realizado 651 jornadas culturales hasta 2023 en 33 municipios de tres estados, con la participación de más de 4300 artistas y más de 4800 talleristas.
- Territorios de Paz ha trabajado con más de 1000 personas privadas de su libertad en 11 centros penitenciarios del país, así como con más de 3000 personas migrantes en albergues y estaciones migratorias.
- Semilleros Creativos ha beneficiado a más de 17 000 niñas, niños y jóvenes a través de 300 semilleros permanentes en artes visuales, artes escénicas, audiovisual, fotografía, música y radio comunitaria.
- Comunidades Creativas y Transformación Social ha apoyado a más de 100 colectivos culturales comunitarios con recursos económicos y acompañamiento técnico para el desarrollo de proyectos artísticos y culturales que contribuyan a la transformación social.

La secretaría de cultura implementó dos programas relevantes en respuesta a problemas coyunturales del patrimonio cultural; uno para repatriar piezas arqueológicas mexicanas extraídas del país y otro para ejercer el derecho de autor en los diseños textiles. Se inauguraron los Parques Ecológico-Culturales de Chapultepec y Texcoco. El Fondo de Cultura Económica distribuyó gratuitamente 2 100 000 libros de 21 títulos. Se creó la Coordinación Nacional de Memoria Histórica y Cultural encargada de la divulgación de obras y eventos conmemorativos a hitos históricos relevantes como los 700 años de la fundación de Tenochtitlan, 500 de la caída del Imperio Mexica y 200 de la Consumación de la Independencia; así como la creación de un acervo digital de 200 000 documentos y obras culturales e históricas. El Programa Nacional de Reconstrucción (estrategia frente a los daños de los sismos de 2017) aceleró y concluyó la mayor parte de las intervenciones a edificios afectados del patrimonio histórico y cultural, acumulando hasta 2023 un total de 2386 inmuebles intervenidos de 3269 dañados, sobresaliendo la mayor intervención desde 1990 a la Catedral Metropolitana de la Ciudad de México.

#### Medio ambiente
En materia ambiental el gobierno de López Obrador hizo extensivas políticas públicas de otras áreas para integrarlas a esta, siendo principalmente el lanzamiento del programa «Sembrando Vida», que busca restaurar el tejido social y el medio ambiente mediante la siembra de árboles frutales y maderables en comunidades rurales (detallado líneas arriba); y los programas de infraestructura dual que operen al servicio de la difusión cultural como los «Parques Ecológicos de Chapultepec y Texcoco», y aquellos que respondan a la recuperación de espacios públicos como los ecoparques y malecones desarrollados por la SEDATU (también vistos líneas arriba). Mientras que su propuesta general gira en torno al desarrollo sustentable de las zonas rurales, teniendo a comuneros y habitantes como principales protectores del equilibrio natural; desarrollo de un sistema de alerta temprana para eventos climáticos extremos, en el contexto del cambio climático; dirigir las políticas públicas hacia la concientización, minoración y adaptación a la crisis climática; y transición a energías renovables.
Sin embargo como proyectos estrictamente ecológicos están: la creación de la «Comisión Nacional de Áreas Naturales Protegidas» (CONANP), que se encarga de conservar y manejar el patrimonio natural de México. La CONANP amplió la superficie protegida en el país, fortaleció la participación social y ha impulsado proyectos de desarrollo sustentable en las áreas naturales; destaca en sus acciones la declaratoria de tres nuevas áreas naturales protegidas: «Parque del Jaguar», en Tulum, Quintana Roo; «Parque Nacional Nopoló», en Loreto (Baja California Sur); y la reserva de la biosfera «Sierra San Miguelito», en San Luis Potosí. Esta cifra fue aumentando a lo largo del sexenio, hasta alcanzar a principios de 2024, un total de 43 nuevas áreas naturales protegidas, la mayor cifra de la historia en el país.
La firma del «Acuerdo de Escazú», que es el primer tratado ambiental de América Latina y el Caribe, y el único en el mundo que contiene disposiciones específicas sobre defensores de derechos humanos en asuntos ambientales; el acuerdo busca garantizar el acceso a la información, la participación pública y la justicia en materia ambiental. La promoción de las energías renovables y la transición energética, mediante la instalación de paneles solares, aerogeneradores y plantas hidroeléctricas en diversas regiones del país; el gobierno ha buscado reducir la dependencia de los combustibles fósiles y las emisiones de gases de efecto invernadero, así como generar empleos verdes y ahorros económicos para los usuarios.

## Otras actividades

### Libros publicados

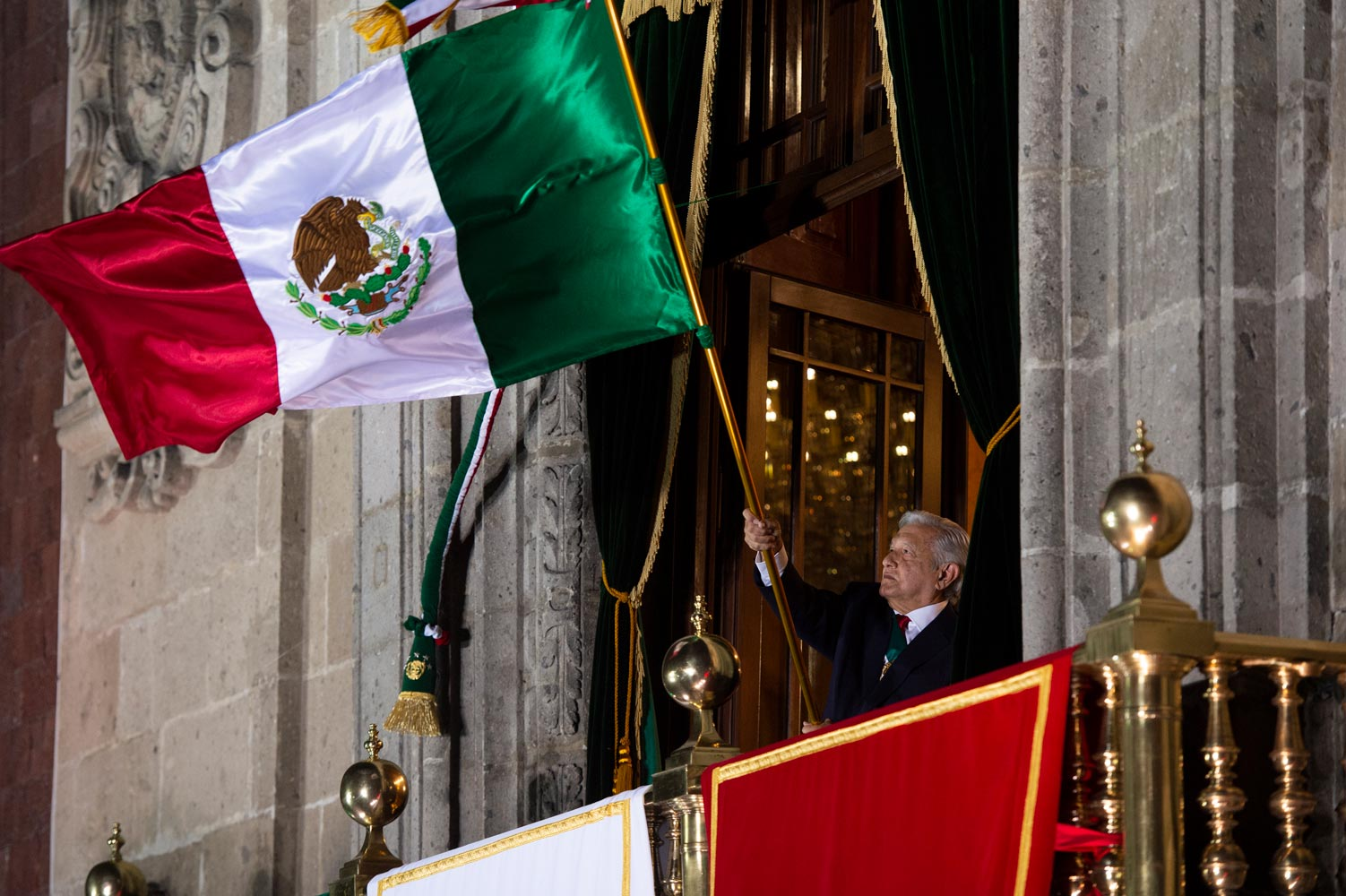
AMLO durante la celebración del 211 aniversario del inicio de la Independencia de México desde el balcón central de Palacio Nacional.

En su faceta de escritor, publicó diecinueve libros desde 1986; en ellos refleja de manera general diagnósticos sociales, enfoques políticos de la realidad del país, las coyunturas electorales en las que se vio involucrado, y la correlación de los acontecimientos históricos del país con las estructuras vigentes de la sociedad, la economía y el régimen político. También dichas obras han funcionado como plataforma de difusión de sus propuestas electorales. Ha situado sus influencias literarias en Carlos Pellicer Cámara y León Tolstói.
- — (1986). Los Primeros Pasos, Tabasco, 1810-1867. Universidad Juárez Autónoma de Tabasco. OCLC 21117234.
- — (1988). Del esplendor a la sombra: la República restaurada, Tabasco 1867-1876. Universidad Juárez Autónoma de Tabasco. OCLC 48297841.
- — (1990). Tabasco, Víctima de un Fraude. Editorial Nuestro Tiempo. OCLC 2421602.
- — (1996). Entre la Historia y la Esperanza: corrupción y lucha democrática en Tabasco. Editorial Grijalbo. OCLC 906604879.
- — (1999). Fobaproa, expediente abierto: reseña y archivo. Editorial Grijalbo. OCLC 654341802.
- — (2004). Un proyecto alternativo de nación: hacia un cambio verdadero. Editorial Grijalbo. ISBN 9685956979. OCLC 57696517.
- — (2005). Contra el desafuero: mi defensa jurídica. Editorial Grijalbo. ISBN 9685957908. OCLC 254906263.
- — (2007). La mafia nos robó la Presidencia. Editorial Grijalbo. ISBN 9789707802155. OCLC 837122422.
- — (2008). La gran tentación: el petróleo de México. Editorial Grijalbo. ISBN 9789708105651. OCLC 985693776.
- — (2010). La mafia que se adueñó de México... y el 2012. Editorial Grijalbo. ISBN 9786073100694. OCLC 1056983816.
- — (2012). No decir adiós a la esperanza. Editorial Grijalbo. ISBN 9786073113434. OCLC 970541320.
- — (2014). Neoporfirismo: hoy como ayer. Editorial Grijalbo. ISBN 9786073123129. OCLC 910511725.
- — (2015). El poder en el trópico. Editorial Planeta. ISBN 9786070728211. OCLC 924281471.
- — (2016). Catarino Erasmo Garza Rodríguez: ¿Revolucionario o Bandido?. Editorial Planeta. ISBN 9786070733314. OCLC 957238506.
- — (2017). 2018 La salida: Decadencia y renacimiento de México. Editorial Planeta. ISBN 9786070738739. OCLC 1089190475.
- — (2017). Oye, Trump. Editorial Planeta. ISBN 9786070742644. OCLC 1240313287.
- — (2019). Hacia una economía moral. Editorial Planeta. ISBN 9786070765360. OCLC 1134609905.
- — (2021). A la mitad del camino. Editorial Planeta. ISBN 9786070780950. OCLC 1268112273.
- — (2024). ¡Gracias!. Editorial Planeta. ISBN 978-607-39-1145-0.

### Filmografía
Como parte de su estrategia de difusión para su proyecto político y el movimiento social que encabezaba, López Obrador participó directamente en varios documentales sociopolíticos. Dos de ellos se exhibieron en salas de cine comercial, dos pasaron directamente a formato DVD y uno en formato «Streaming».
- ¿Quién es el señor López? (2006)
- Fraude: México 2006 (2007)
- 0.56% ¿Qué le pasó a México? (2010)
- De la barbarie a la esperanza (2012)
- Esto soy (2018)

### Streaming
En abril de 2023, López Obrador logró posicionarse en el puesto número seis como uno de los streamers más vistos en habla hispana, esto gracias a sus conferencias de prensa matutinas, conocidas como Las Mañaneras. Superó este puesto en septiembre de 2023 al ubicarse en el primer lugar.

## Honores y condecoraciones
- Gran Collar de la Orden del Quetzal de Guatemala (5 de mayo de 2022).[569]
- Gran Cruz Placa de Oro de la Orden José Cecilio del Valle de Honduras (6 de mayo de 2022).[570]

- Orden José Martí de Cuba (8 de mayo de 2022).[571]